# Japán építészete

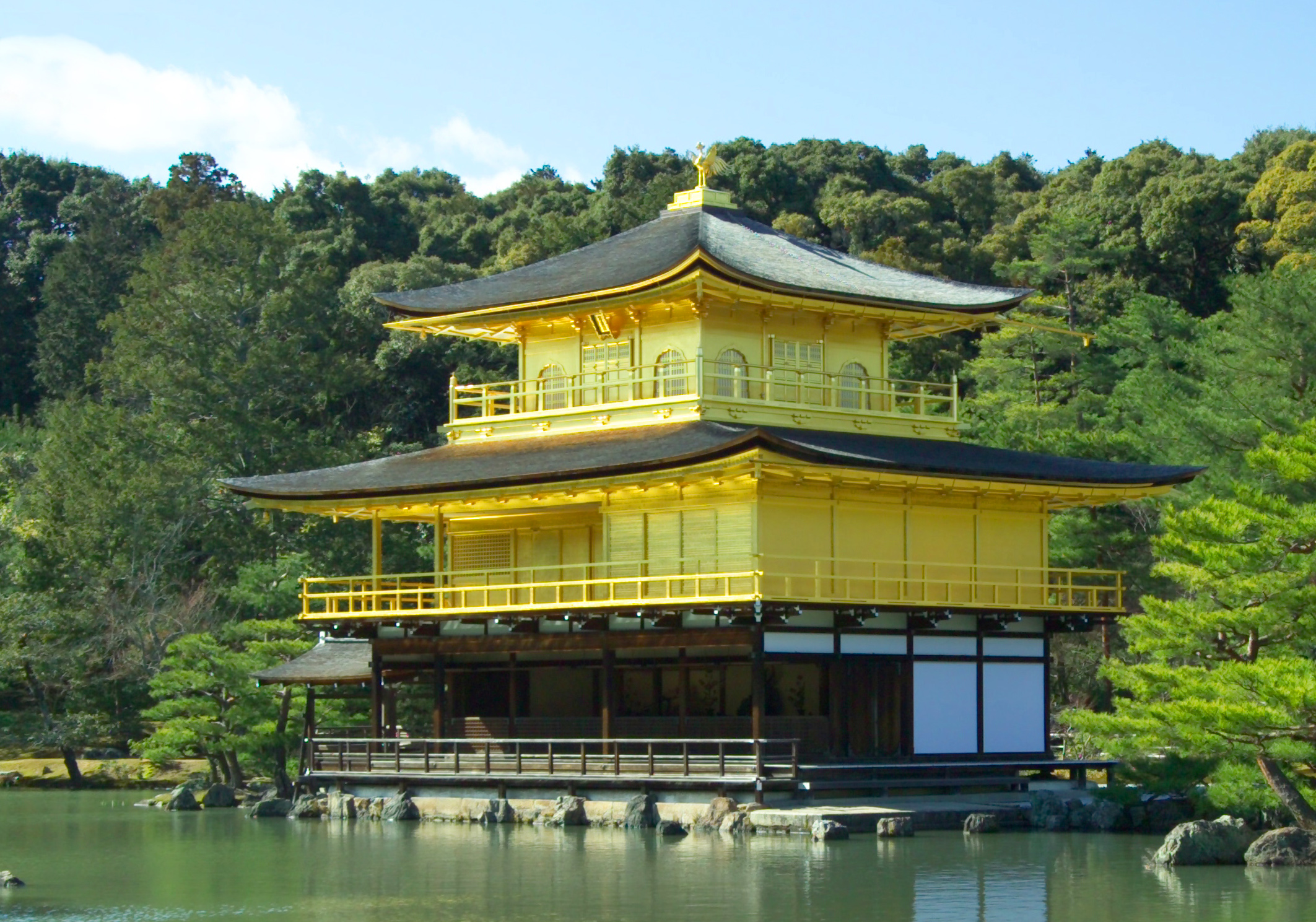
A kiotói Kinkaku-dzsi, ami eredetileg a Muromacsi-korban, 1397-ben épült

A japán építészet (日本建築; Nihon kencsiku; Hepburn: Nihon kenchiku) több ezer éves hagyományokkal rendelkezik, és ősileg a talajszinttől némileg elemelkedő favázas, zsúpfedeles vagy cseréptetős épületek jellemzik, melyeknek vékony, elcsúsztatható falpaneljeik (襖; fuszuma; Hepburn: fusuma) vannak, lehetővé téve a belső tér tetszőleges elrendezését a különféle igények tükrében. Az ilyen típusú házakban az emberek – párnával vagy anélkül – a padlón ültek, a székek és a hozzájuk tartozó, magas asztalok egészen a 20. századig ismeretlenek voltak Japánban. Azonban a 19. század óta a szigetország folyamatosan veszi át és alkalmazza a nyugati modern és posztmodern építészet megoldásait. Manapság Japán vezető országnak számít a modern építészeti technológiák és az épülettervezés terén.
A japán építészet legkorábbi megtestesülései egyszerű veremházak és raktárak voltak az őskorban, melyek az akkori vadászó-gyűjtögető életmód igényei szerint lettek kialakítva. Később koreai közvetítéssel a kínai Han-dinasztia által használt bonyolultabb jellegű épületek, így többek közt összetettebb magtárak és vallásos temetkezési kamrák jelentek meg.
A hatodik században betörő buddhizmus a katalizátora lett a bonyolult faépítészeti technikákkal épült templomok elterjedésének. A kínai Tang- és Szui-dinasztia hatásai vezettek az első állandó főváros, Nara megalapításához. Sakktáblaszerű utcaelrendezését Csangan ihlette. Az épületek fokozatos méretnövekedése következtében kialakultak az egységes mértékegységek, és finomodtak az épületekre és kertekre elrendezésére vonatkozó elvek.
Az 1868-ban elkezdődött Meidzsi-restauráció során két fontos esemény változtatta meg gyökeresen a japán építészetet. Az első a kami-buddha szeparációs rendelet (神仏分離; sinbucu bunri; Hepburn: shinbutsu bunri) volt, ami kijelentette a natív kamik és a kívülről átvett buddhák, illetve a sintó szentélyek és a buddhista templomok különbözőségét, ezáltal eltörölve a két vallás több, mint 1000 éve fennálló összefonódását, ezzel közvetlenül és közvetve is kárt okozva.
A második esemény Japán erős nyugatiasodása volt, ami elősegítette, hogy versenyre kelhessen más fejlett országokkal, elsősorban az Egyesült Államokkal és a nyugat-európai országokkal. A kezdetekben a japánok külföldi építészeket és ötleteket alkalmaztak, de idővel elkezdték kialakítani saját, modernizált építészetüket. A külföldön, nyugati építészektől tanuló japánok bevitték az ország építészetébe a modernizmust a Nemzetközi stílussal. Bár a japán modernizmus igazán csak a második világháború után mutatta meg magát nemzetközi szinten is, olyan építészek munkáival, mint például Tange Kenzó, később az olyan elméleti mozgalmakkal, mint a Metabolizmus.

## A hagyományos japán építészet általános jellemzői

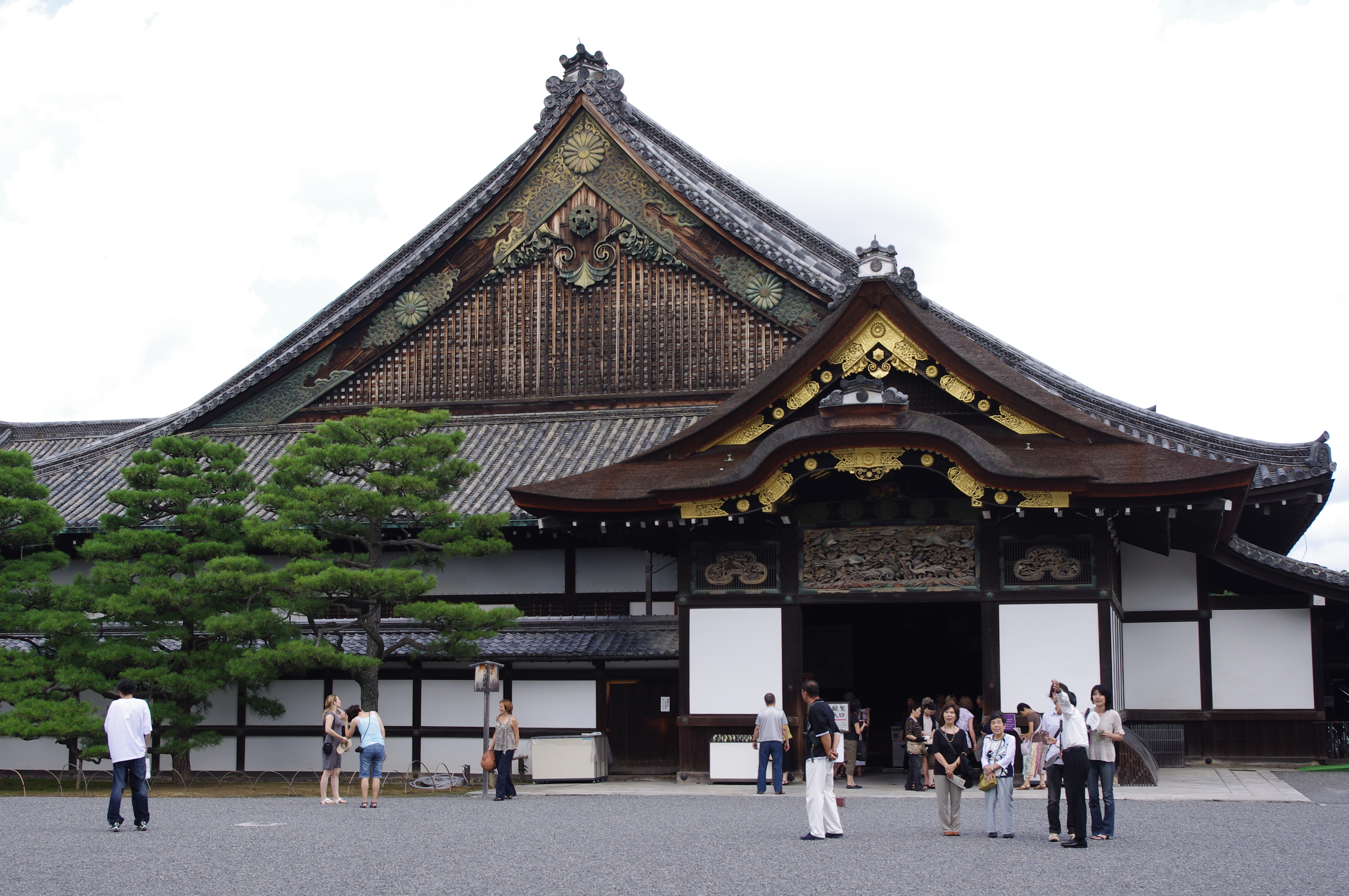
A tető a hagyományos japán építészet legszembetűnőbb megnyilvánulása

Japán hagyományos építészetének nagy része nem a szigetország saját terméke, hanem Kína és más ázsiai országok hatására alakult ki. Ennélfogva a japán építészetet és történetét egyrészt kínai és más ázsiai technikák és stílusok jellemzik (ez igaz például az Isze szentélyre is, amit a japán építészet iskolapéldájának tartanak), másrészt ezen stílusok japán variációi.
Japán változatos éghajlata, és a tény, hogy az első és a legutolsó külső építészeti behatás között több, mint egy évezred telt el, megmagyarázza az építészetben látható hatalmas változatosságot, ámde még így is kiemelhetőek gyakorlatilag általános ismertetőjegyek. Először is, a fa (és egyéb növényi anyagok, így szalma, papír, fakéreg stb.) különböző formái szinte minden építmény esetén egyeduralkodó építőanyagok. A nyugati és a kínai építészettel ellentétben a japánok kerülték a kő alkalmazását, eltekintve néhány kivételes esetben, például pódiumok és pagodák (tók) alapozásánál.
Az általános felépítés szinte mindig ugyanolyan: oszlopok és áthidaló gerendák támasztanak meg egy nagy, lágyan ívelt tetőszerkezetet, a falak nagyon vékonyak, sokszor csúsztathatóak, de semmiképp sincs teherviselő szerepük. Bolthajtások és hordótetők egyáltalán nincsenek. Az oromfalak és ereszek íve lágyabb, mint Kínában, és az oszlopok entázisa (középtáji konvexitása) korlátozott.
A tetőszerkezet a vizuálisan leglenyűgözőbb komponens, ami sokszor az egész épület felét kiteszi. A kissé ívelt ereszek jóval túlnyúlnak a falakon a veranda fölé, ezért a szentélyek és templomok esetén bonyolult papucsrendszerekkel (tokjó) kell megoldani a teherviselést. A túlméretezett ereszek karakterisztikus félhomályt adnak a belső térnek, ami hozzájárul az épület hangulatához. Az építmény belsejében található a fő szoba (moja), ebből nyílik minden más, kevésbé fontos térrész.
A belső tér felosztása dinamikus, és a szobák mérete változtatható a csúsztatható papírfalak és térelválasztók mozgatásával. A moja, illetve buddhista templomok esetén az úgynevezett fő terem (hondó) nagy, egyszerű tere így az igények szerint módosítható. Néhány fal teljesen el is távolítható, és különféle szobák nyithatóak így egybe ideiglenesen, például hogy több vendég számára legyen hely. A belső és külső tér közti határvonal is elmosódhat, lévén egész oldalfalak távolíthatóak el, így nyitottá téve például egy lakóházat vagy egy templomot a látogatók számára. A verandák egy külső szemlélő az épülethez tartozónak látja, a belső szemlélő számára viszont a külvilág részének hat. Ennélfogva az építmények egy bizonyos fokig a külső környezethez vannak tervezve. Az épületek igazodnak a körülöttük lévő természetes környezethez.
Az építészeti modulok használatának köszönhetően az épület különböző részei között megmaradnak az arányok, megőrizve egy általános harmóniát. Az arányokhoz kapcsolódik Japán egyik tradicionális mértékegysége, a ken.
Még az olyan erősen díszes épületek esetén is, mint amilyen például a Nikkó Tósó-gú, a díszítés inkább kiemeli, mintsem elfedi az alapvető szerkezetet.
Mivel ezeket az elveket egyaránt alkalmazták vallásos és hétköznapi építményekben is, ezért egyszerű volt egy civil épületet templommá alakítani, vagy ugyanezt fordítva megtenni. Ez történt például a Hórjú-dzsi esetében is, ami egy nemesasszony házából lett vallási épületté alakítva.

## Korai építészet
A korai japán építészethez tartozik a Dzsómon-, a Jajoi- és a Kofun-kor, időszámításunk előtt kb. 5000-től az időszámításunk utáni 8. század kezdetéig.
A Jómon-korban a lakosság még nagyrészt vadászó-gyűjtögető életmódot folytatott, de rendelkezett már kezdetleges földművelési tudással is, és viselkedését alapvetően az éghajlat és a természet változásai befolyásolták. A korai lakóépületek egyszerű veremházak voltak, amelyeknek földbe ásott, sekély, döngölt aljú gödrökből, és fűfélékből összeállított egyszerű kontytetőkből álltak, amelyek gyűjtőedények segítségével az esővizet is összegyűjtötték. A korszak későbbi részében a hidegebb, esősebb éghajlat miatt megcsappant a lakosság száma, ami hozzájárult rituálék kialakulásához. Ebben az időben jelentek meg a rituális célú koncentrikus kőkörök.
A Jajoi-kor során a japánok kapcsolatba kerültek a kínai Han-dinasztiával, amelynek tudása és technikái hatottak rájuk. A japánok így elkezdtek a földszinttől elemelkedő magtárakat építeni, olyan fémeszközökkel (pl. fűrészek, vésők), amelyek ebben az időben jelentek meg. A Sizuoko-beli Toróban található rekonstrukció tulajdonképpen egy vastagfalú fadoboz kura stílusú illesztésekkel, ami nyolc cölöpön áll. A tető ugyan zsúpfedeles, de a veremházak kontytetőivel ellentétben egyszerű, V alakú nyeregtető.
A Kofun-korban jelentek meg a sokkamrás temetkezési dombok, tumulik (a kofun szó jelentése kb. régi sírdombok). Hasonló dombok jelentek meg a Koreai-félszigeten is, ami valószínűleg japán hatás eredménye. A korszak elején ezek a zenpó-kóen kofun (elöl szögletes, hátul kerek régi sírdomb, tk. kulcslyuk alakú kofun) néven ismert sírdombok gyakran kihasználták a környező terep adottságait, például sokszor árkokkal erősítették a kulcslyukszerű, összekapcsolt kör-háromszög alakot. A sírkamrát egy függőleges aknán keresztül közelítették meg, amelyet a temetési szertartás végeztével lezártak. A kamrában volt hely a koporsónak és a halottal együtt eltemetett tárgyaknak is. A sírdombot gyakran díszítették haniva terrakotta-figurákkal. A korszak későbbi részében ezek a temetkezési dombok már inkább sík terepen jelentek meg, és egyre nagyobbak lettek. A számtalan narai és oszakai példából a legfeltűnőbb a Daiszen-kofun, amely Nintoku császár nyughelyeként van számon tartva. Ezen sírdomb területe 32 hektár, és úgy tartják, hogy annak idején 20 000 haniva figura díszíthette.
A Kofun-kor vége felé a buddhista hamvasztások népszerűségének növekedésével együtt eltűnt a sírdombos temetkezések szokása.

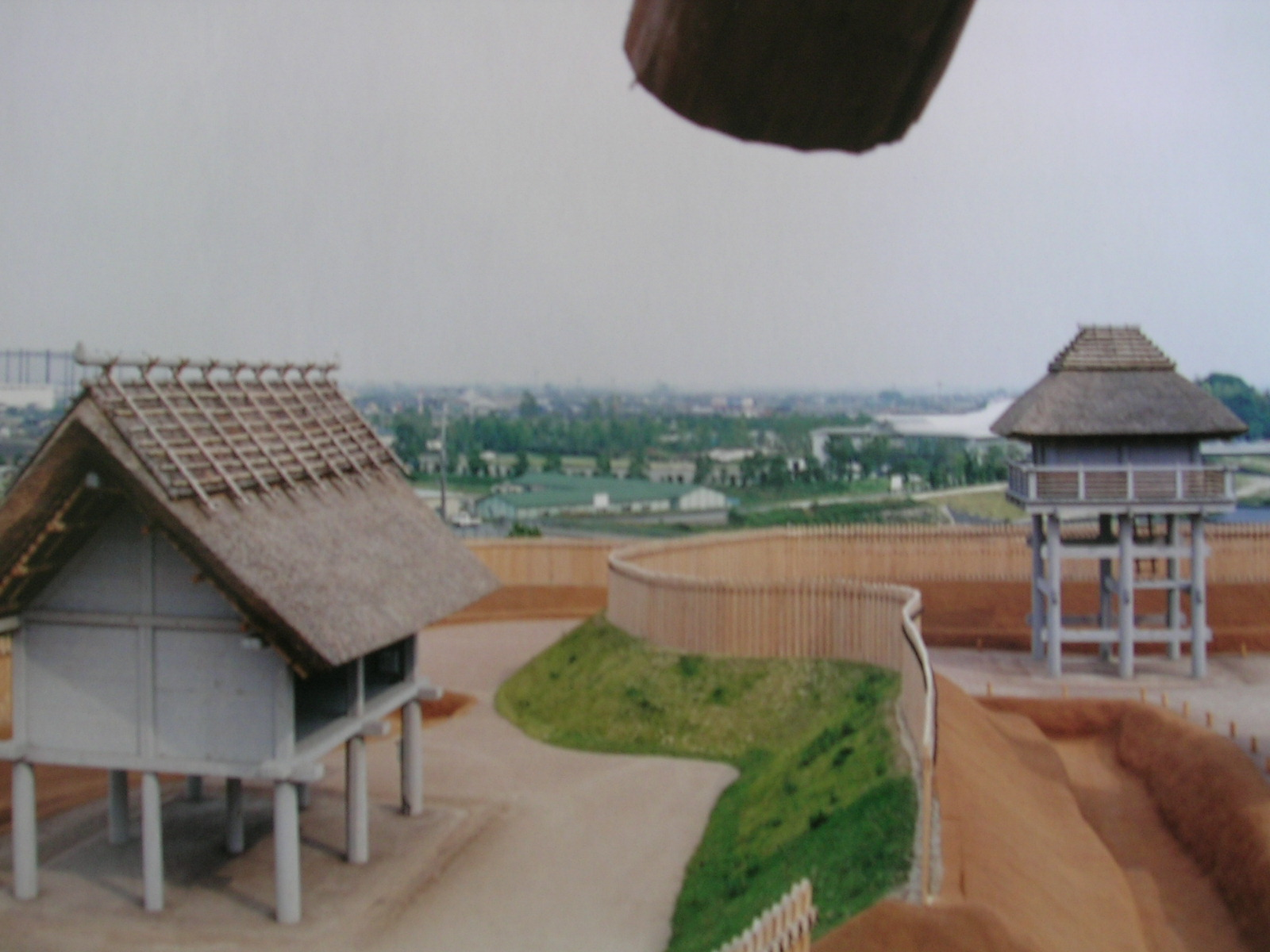
Veremház rekonstrukciója a szaga prefektúrabeli Josinogariban, i. sz. 2. vagy 3. század
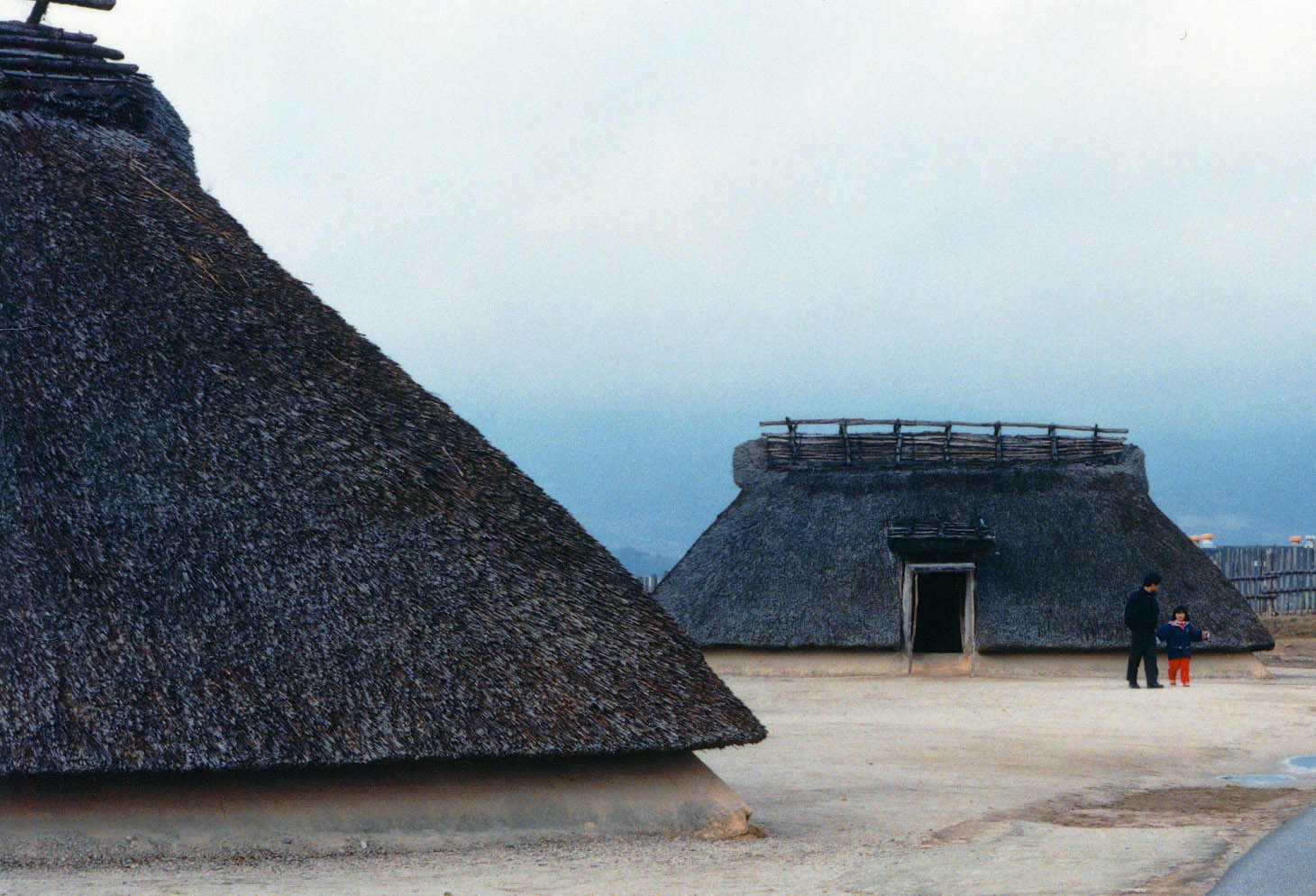
Veremház rekonstrukciója Josinogariban
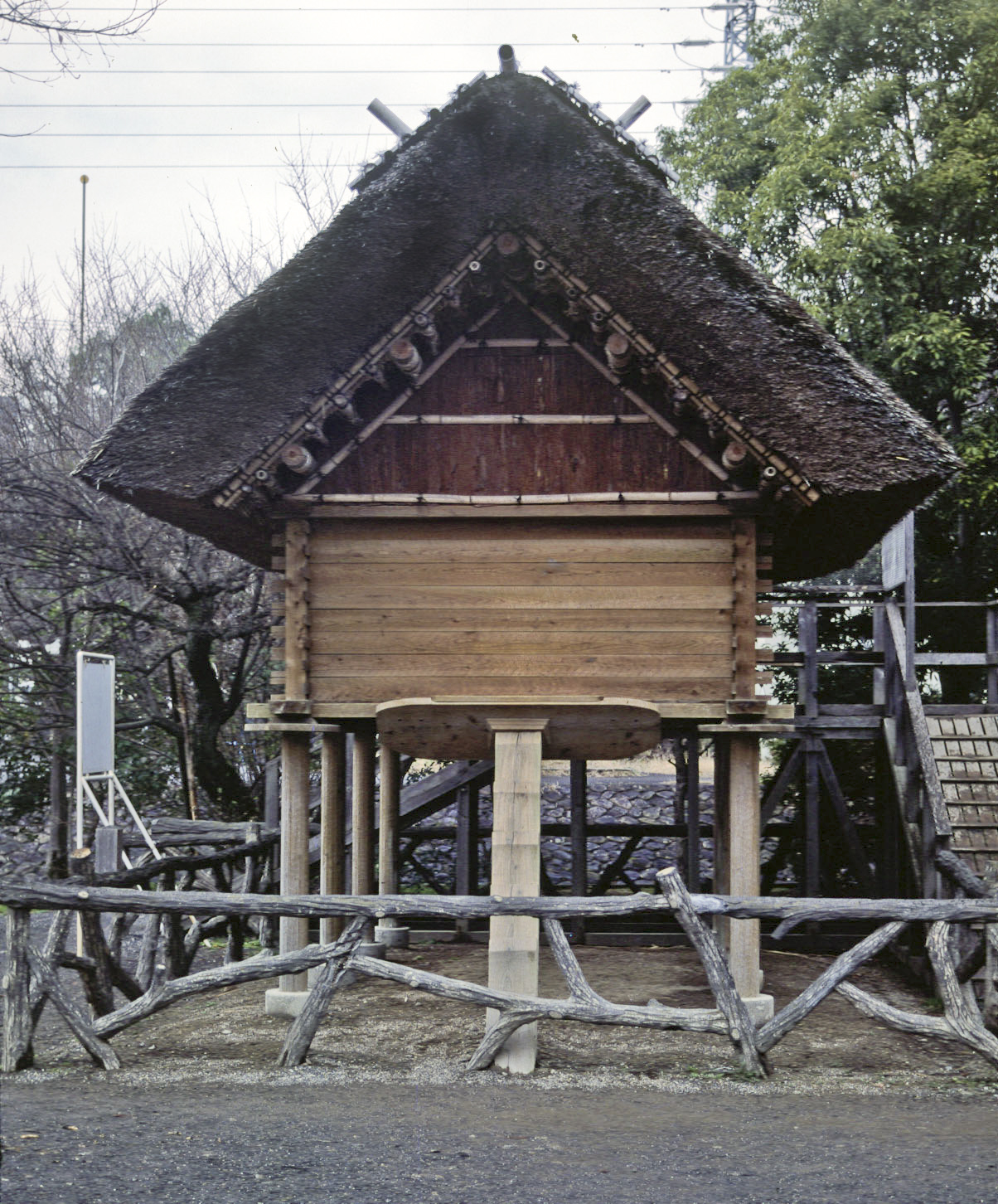
Magtár rekonstrukciója a Sizuoka prefektúrabeli Toróban
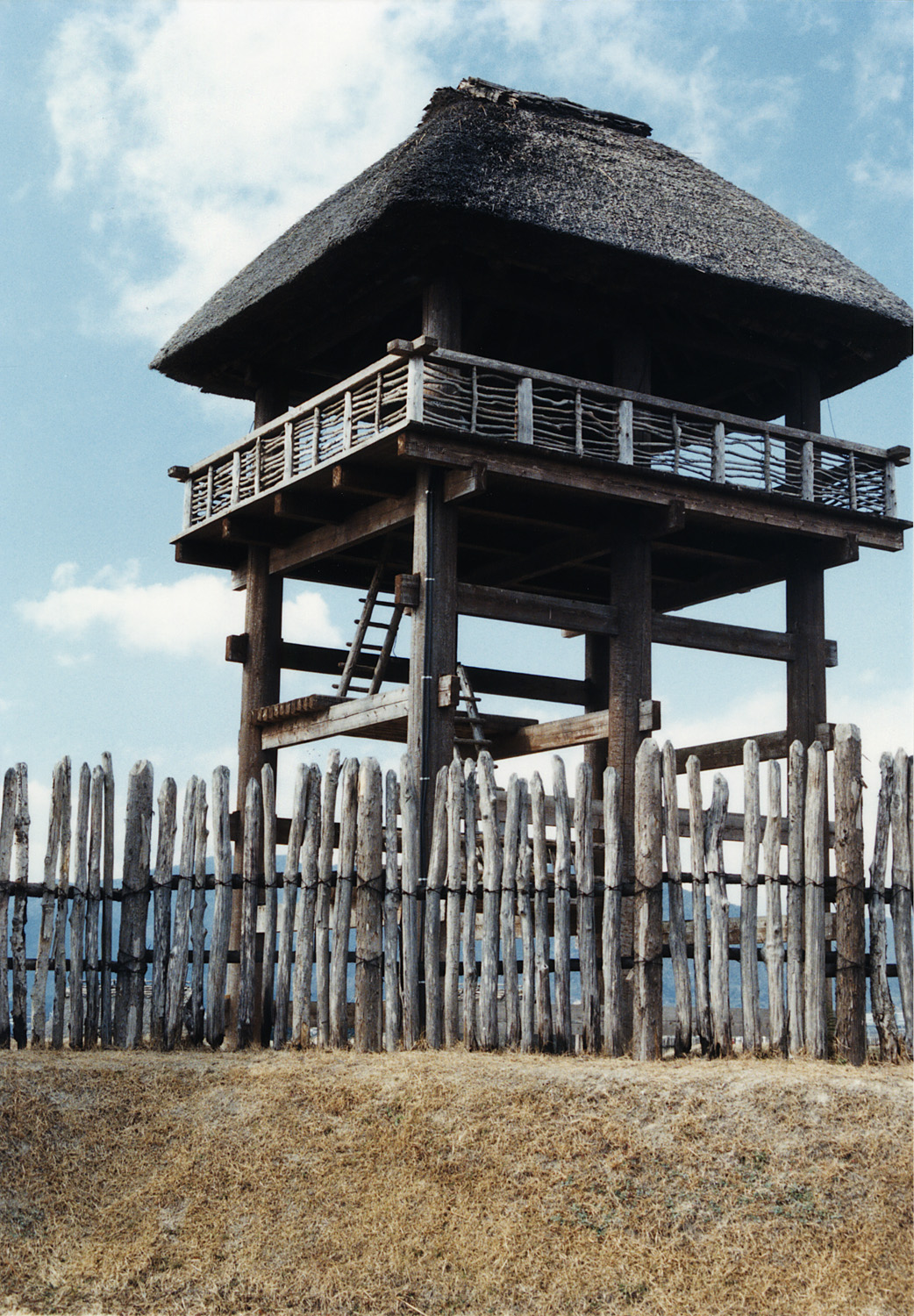
Emelt padlózatú épület rekonstrukciója Josinogariban
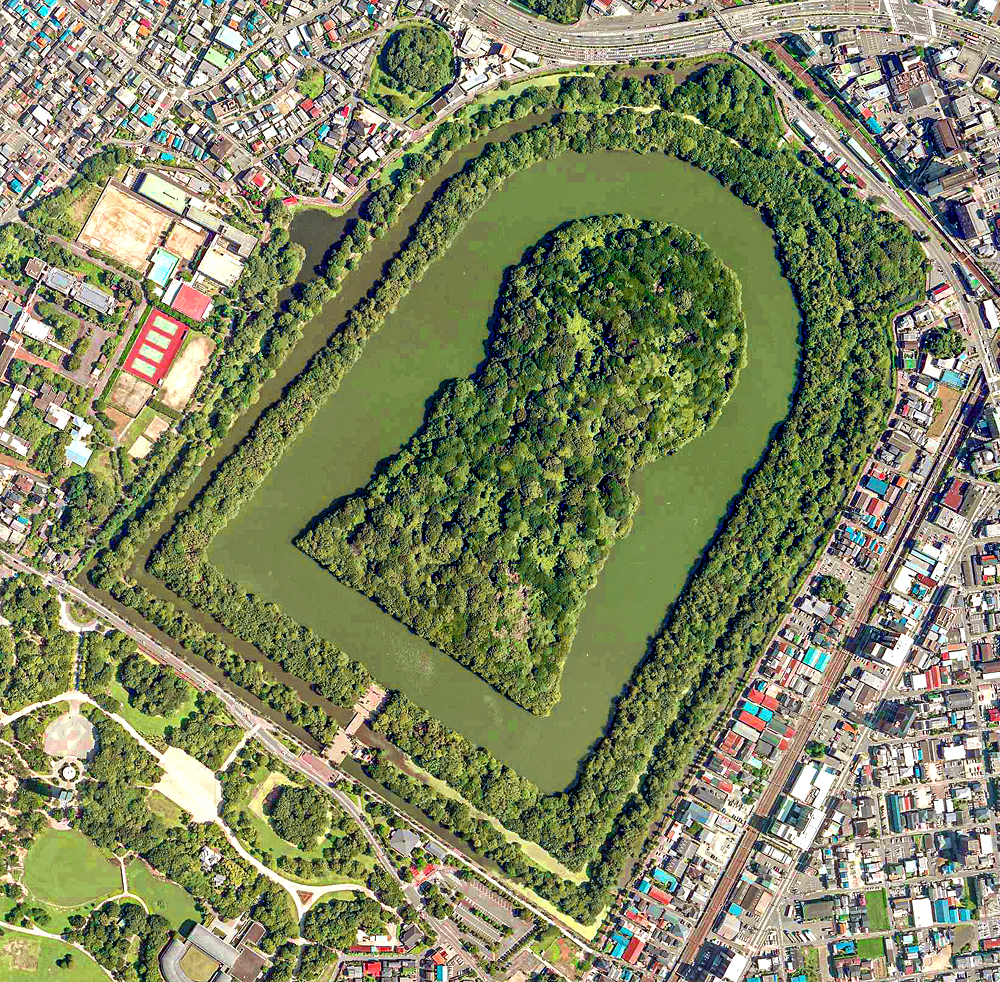
A Daiszenrjó-kofun Oszakában, i. sz. 5. század

## Aszuka-kor
Az Aszuka-kor legnagyobb építészeti változásai a buddhizmus megjelenésének köszönhetőek. Az újonnan épülő templomok váltak a vallásgyakorlás központjaivá, míg a temetkezési dombok használata lassan teljesen betiltásra került. Ezenkívül a buddhizmus honosította meg a sintóban is az állandó szentélyek létesítésének szokását, és a buddhizmusnak köszönhető a sintó építészet sok kifejezése is.
Néhány ebben a korszakban épített buddhista templom manapság Japán legöregebb fennmaradó építményei közé tartozik. A világ legrégebb óta fennálló faépülete a Nara délnyugati részén található Hórjú-dzsi. Ez a 7. században épült, akkor még mint Sótoku koronaherceg magántemplomaként, 41 különálló építményből áll. Legfontosabb részei a fő vallásgyakorló terem, a kondó (az Aranyterem) és az ötemeletes pagoda, ami egy nyílt tér közepén áll, amelyet egy fedett kerengő (kairó) vesz körbe. A kondó a kínai imatermek mintájára egy kétemeletes, pilléres-gerendás struktúra, amit egy irimoja, egy csempeborítású oromzatos kontytető fed.
708-ban megalakult Heidzsó-kjó, a mai Nara, Japán első fővárosa. Sakktáblaszerű utcaelrendezését és épületeit a kínai Csang-an ihlette. A város hamarosan a buddhizmus központja lett. Az itt megépült grandiózus Tódaidzsi a kínai Tang- és Szui-dinasztia templomaival kívánt vetekedni. A főteremben egy 752-ben befejezett, 16,2 méter magas Buddha-szobor áll, ami a templommal együtt jelképezte a császárság által támogatott buddhizmust és annak terjesztését. Az eredeti szoborból csak töredékek maradtak fenn, a jelenleg itt található alak egy Edo-korabeli utánzat. A központi terem körüli lágyan lejtő domboldalon találhatóak egyéb másodlagos termek is: a Hokke-dó, a Kófuku, és a raktár épülete (kura), a Sószó-in. Ez utóbbi nagyon fontos létesítmény, ugyanis a templom 752-es felavatásának idején használt eszközök mellett őriznek itt állami iratokat és császári családi ingóságokat is.

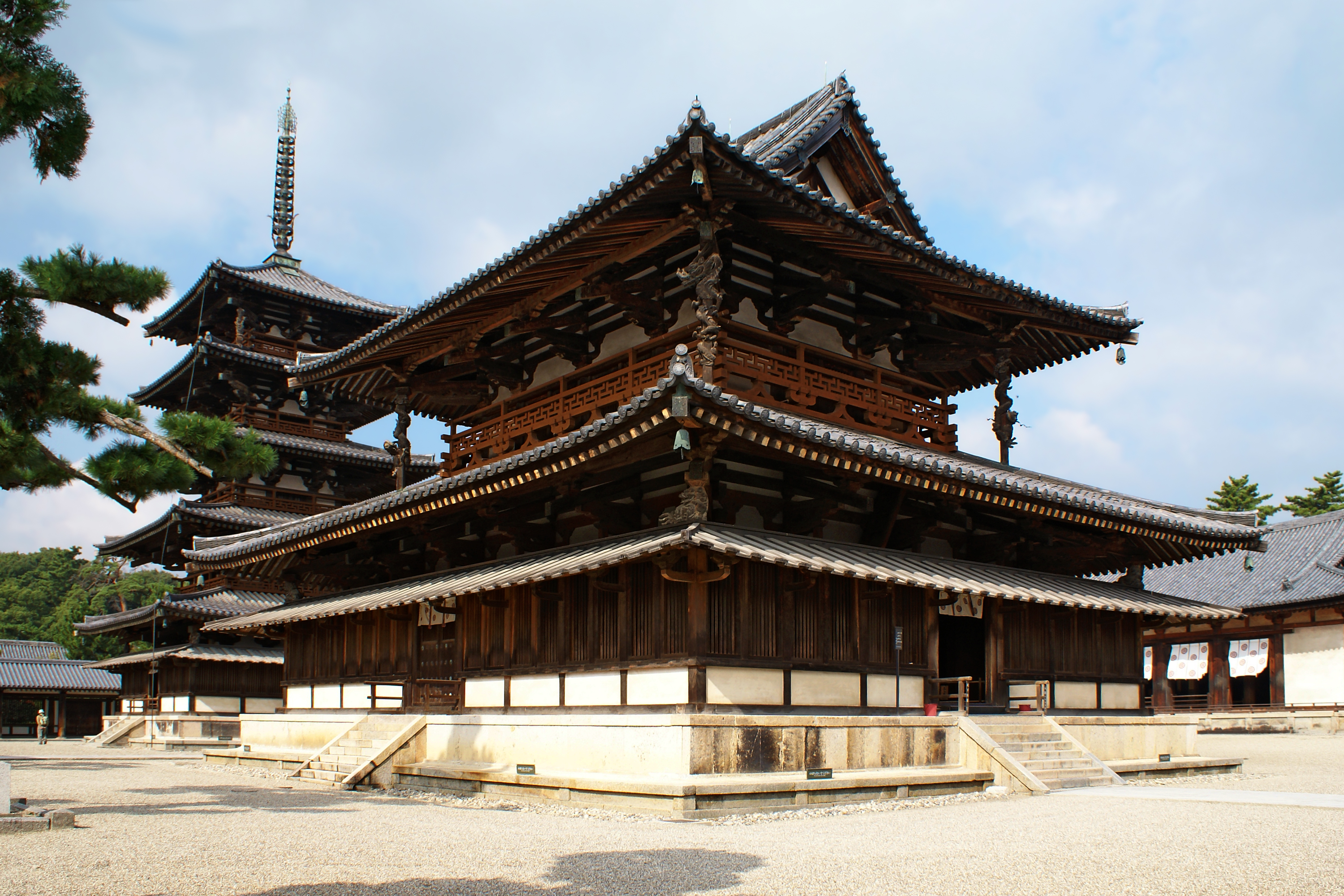
Kondó és pagoda, Hórjúdzsi 7. század
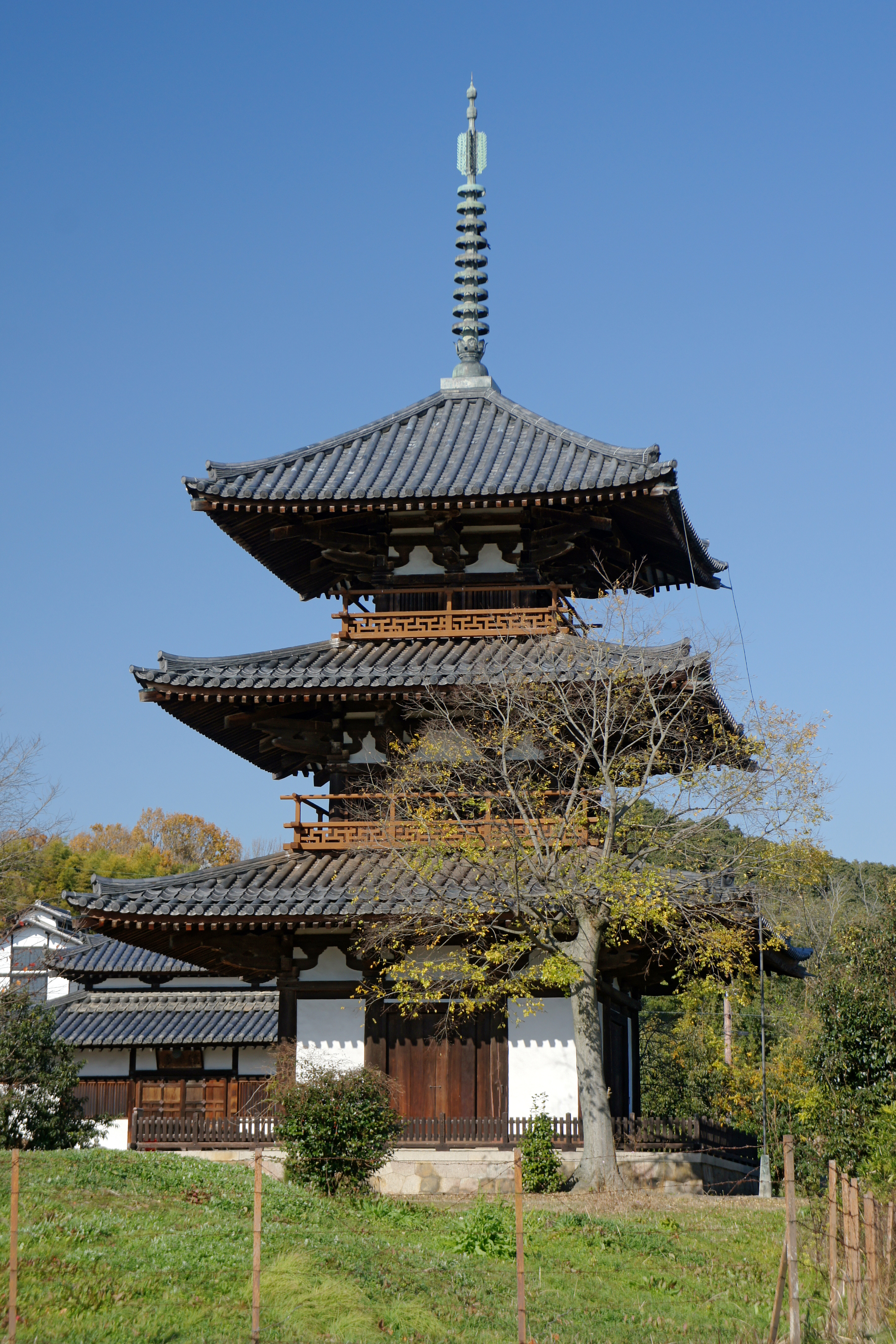
Pagoda, Hokkidzsi 706
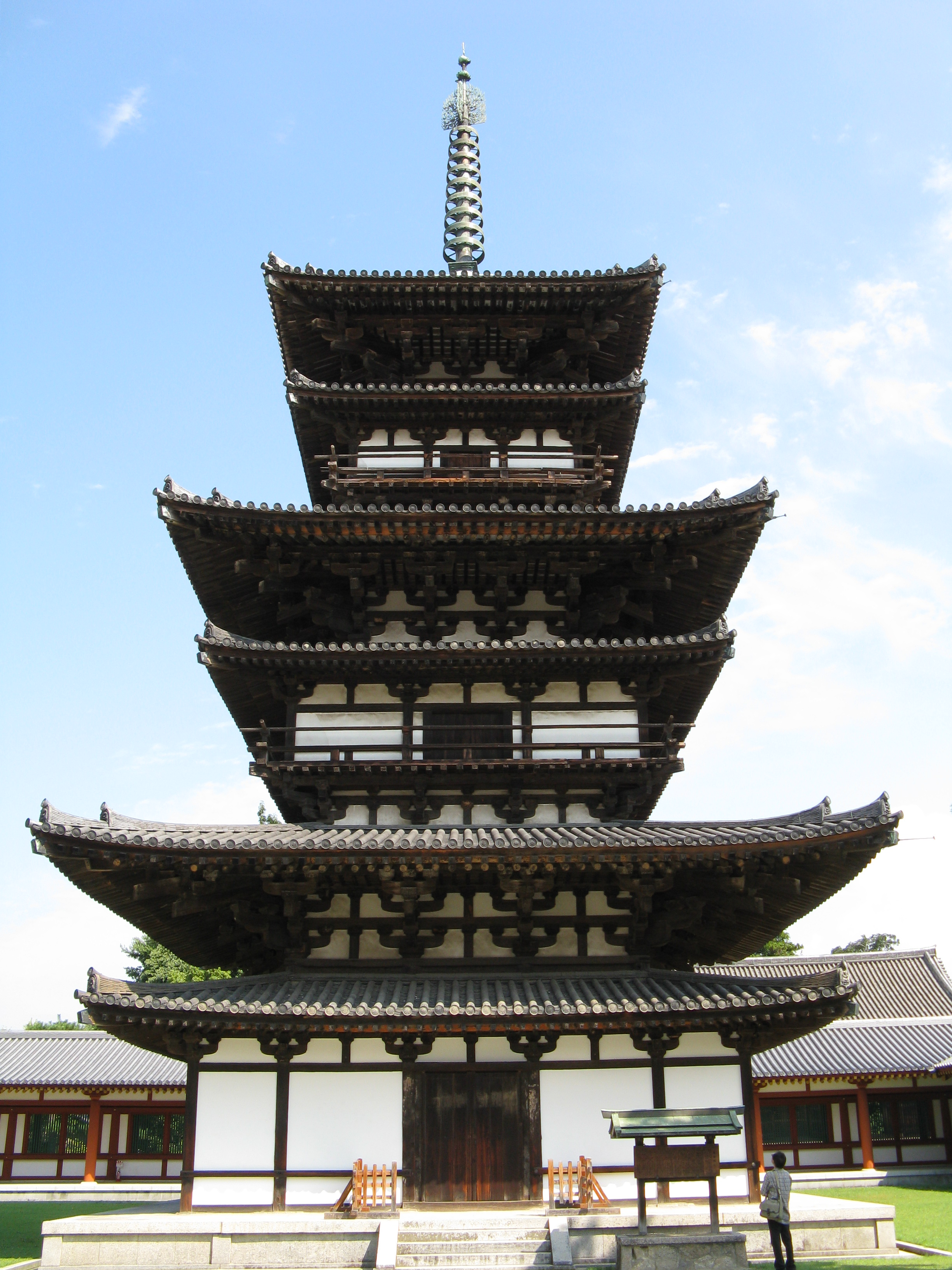
Pagoda, Jakusidzsi 730
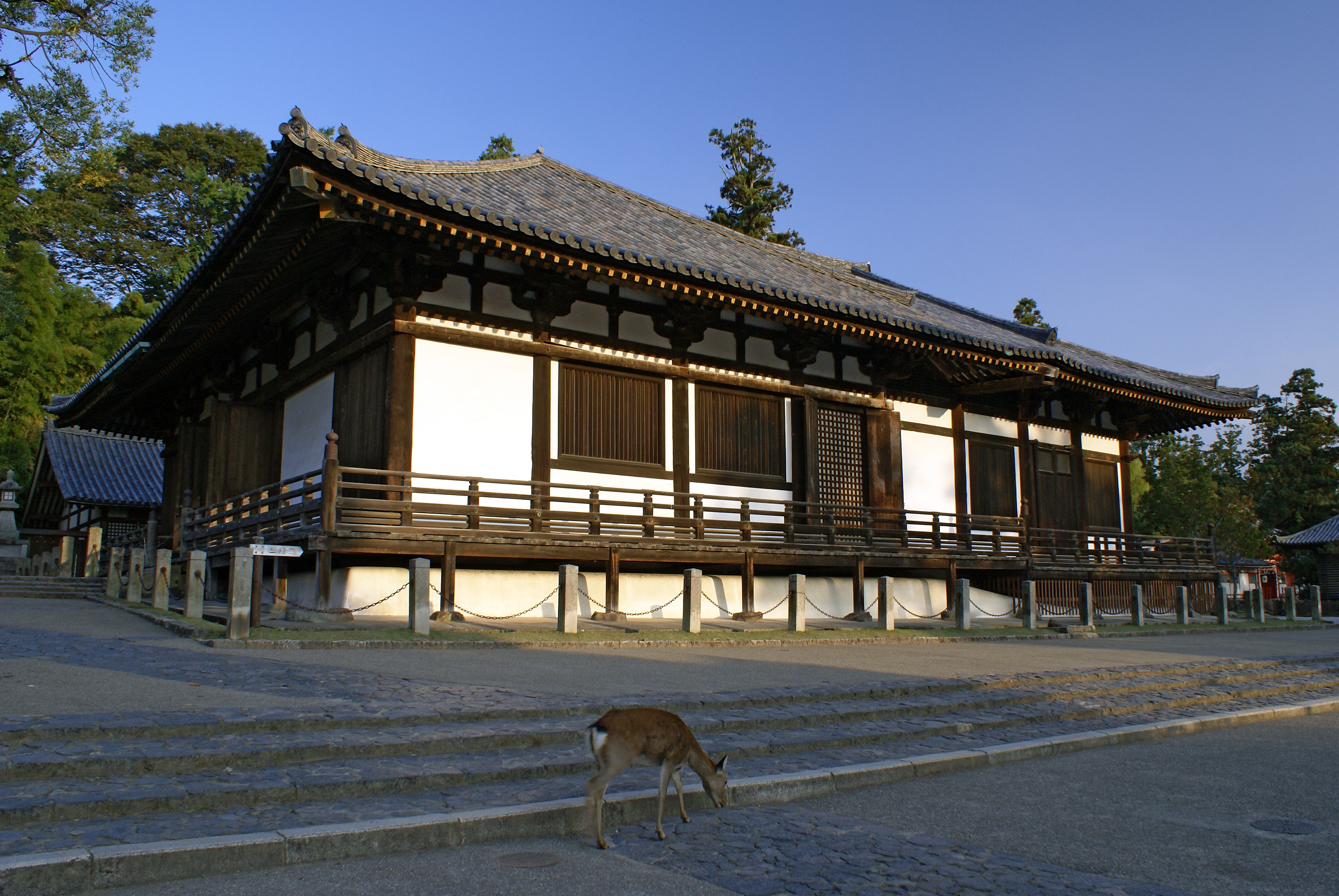
Hokkedó, Tódaidzsi 743
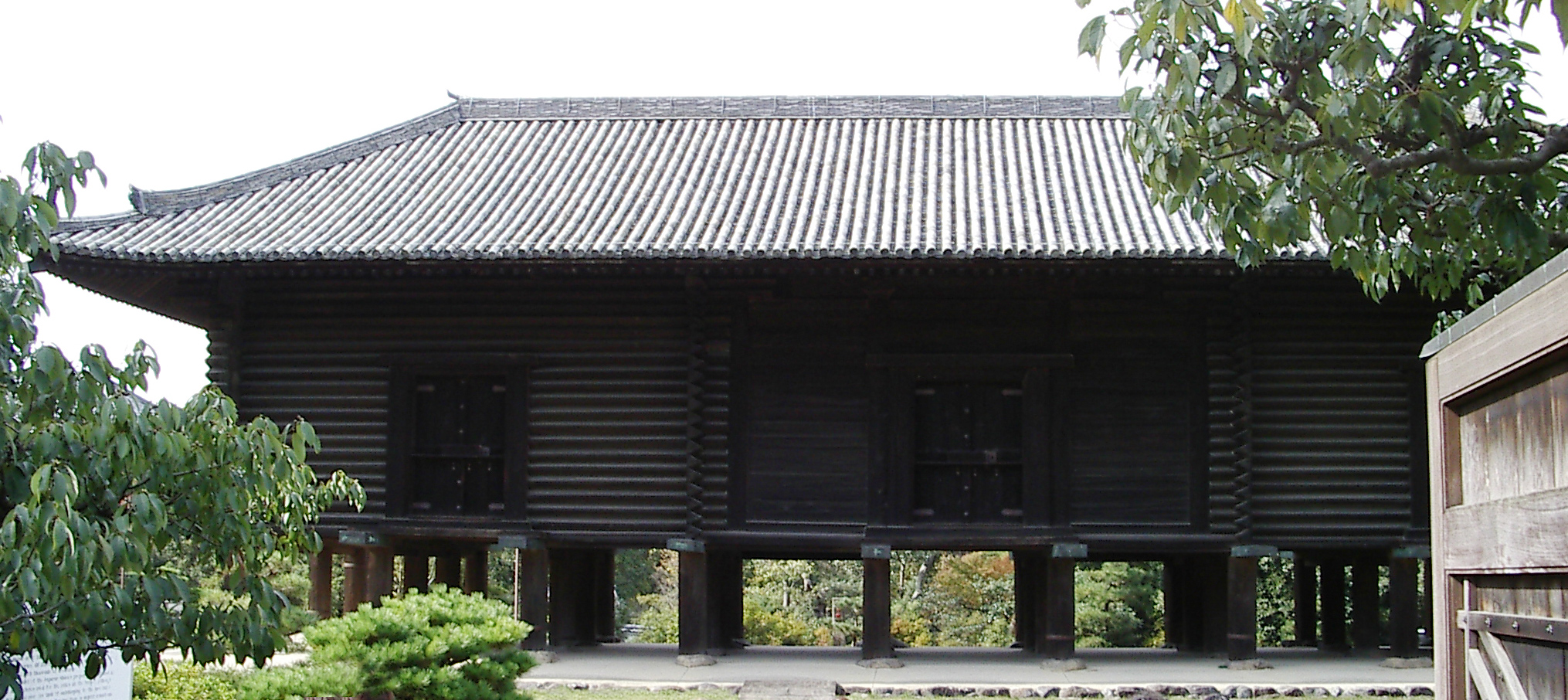
Sószó-in, Tódaidzsi 8. század
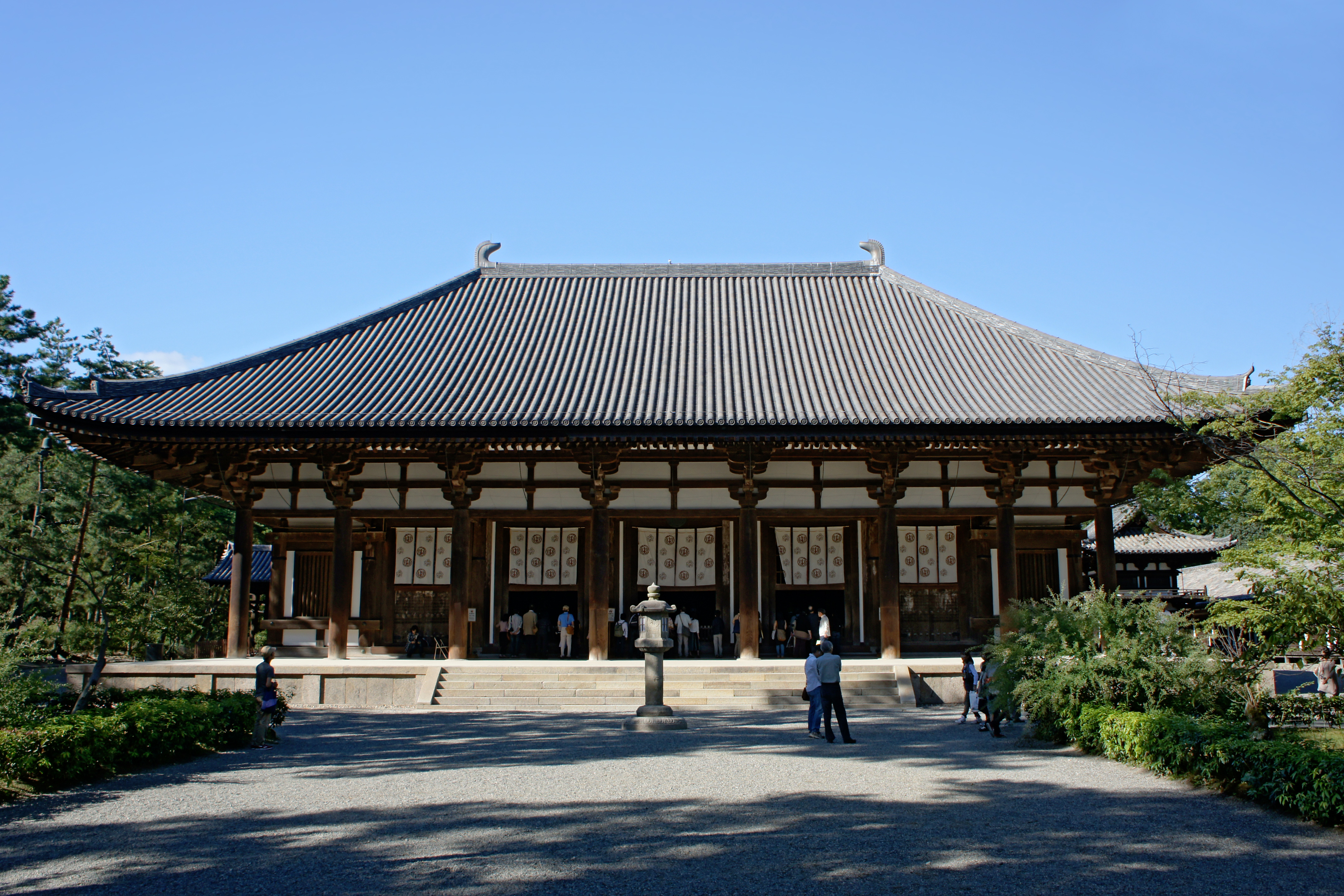
Aranytemplom, Tósódaidzsi 8. század

## Heian-kor
Bár a Heian-korban a buddhista templomok terjedése az építészet és kultúra felvirágzását jelentette, egyúttal a papság hatalmi erősödését is magával hozta. Kammu császár ezért székhelyét előbb Nagaoka-kjóba, majd Heian-kjóba (a mai Kiotóba) helyezte át. Noha Heian-kjó arculata még tükrözte a kínai hatást, de palotái, templomai és lakóházai már kezdtek egyedi japán stílusjegyeket felmutatni.
Az olyan fajsúlyos anyagok, mint a kő, agyag és habarcs eltűntek, és egyszerű faelemek, -padlók, -falak jelentek meg a helyükben. A Japánban honos fafajták közül belső dekoráció gyanánt gyakran alkalmaztak cédrust (szugi), míg a szerkezeti elemeket sokszor fenyőből (macu), illetve vörösfenyőből (akamacu) készítették. Tetőként egy hinoki nevű ciprusfélét (Chamaecyparis obtusa), illetve tetőfedő téglákat használtak. Valamikor ebben a korszakban terjedt el az úgynevezett rejtett tető (nojane) rendszere, ami egy csak Japánra jellemző megoldás az esőelvezetési problémákra.
Az épületek növekvő mérete miatt szükségessé vált, hogy az építészet szabályosan ismétlődő, arányosan elhelyezett oszlopokra alapuljon, ehhez a ken elveit hasznosították. A császári Sisinden palota stílusa mintegy előfutára volt a későbbi arisztokratikus épületstílusnak, a sinden-zukurinak. Ennek a jellegzetessége az, hogy az épület oldalszárnyai karokként körülölelnek egy belső udvart. Ez a kert a kölcsönvett látvány (sakkai) elvét használva összefolyt a környező tájjal.
A sinden-zukuri stílus fő megmaradt példája a Kiotótól délkeletre fekvő Udzsi város Bjódó-in templomának Főnixcsarnoka (Hó-ó-dó), amit 1053-ban fejeztek be. Ez egy nagy négyszögletes épületből és két L alakú oldalszárnyból és egy hátsó szárnyból áll, ez utóbbi egy nagy mesterséges tó mellett húzódik. Belül egy magas emelvényen Amida aranyozott szobra található. A faajtókon látható raigo festmények a japán festészet (jamato-e) korai példáinak számítanak, mivel a Kiotó körül látható tájat is ábrázolják.
Kúkai (a később Daisi Kóbó néven elhíresült buddhista szerzetes) kínai útra indult, amelyen a singon buddhizmust tanulmányozta, ami az általa 806-ban Japánba bevezetett vadzsrajana buddhizmus egy formája. A singon vallásgyakorlásban központi szerepe van a különféle mandaláknak, a spirituális ábráknak, amelyek befolyásolták a templomtervezést is. Ezen szekta templomai a városok köznépétől és a császári udvartól messze, hegyek között épültek fel. A szabálytalan hegyvidéki táj arra kényszerítette a tervezőket, hogy újragondolják a templomépítészeti elveket és egyedi megoldásokat alkalmazzanak.
Ebben az időszakban kezdett el hatni a buddhista templomok építészete a sintó szentélyekére. Például ezért kezdték el a jellegzetes cinóbervörösre festeni a szentélyek addig nyers fafelületeit.
A Heian-kor későbbi felében jelentek meg az első dokumentált, minka-stílusú népies épületek. Ezeket helyi anyagokból, helyi munkaerővel építették, főképp fából készültek, döngölt földpadlójuk és zsúpfedelük volt.

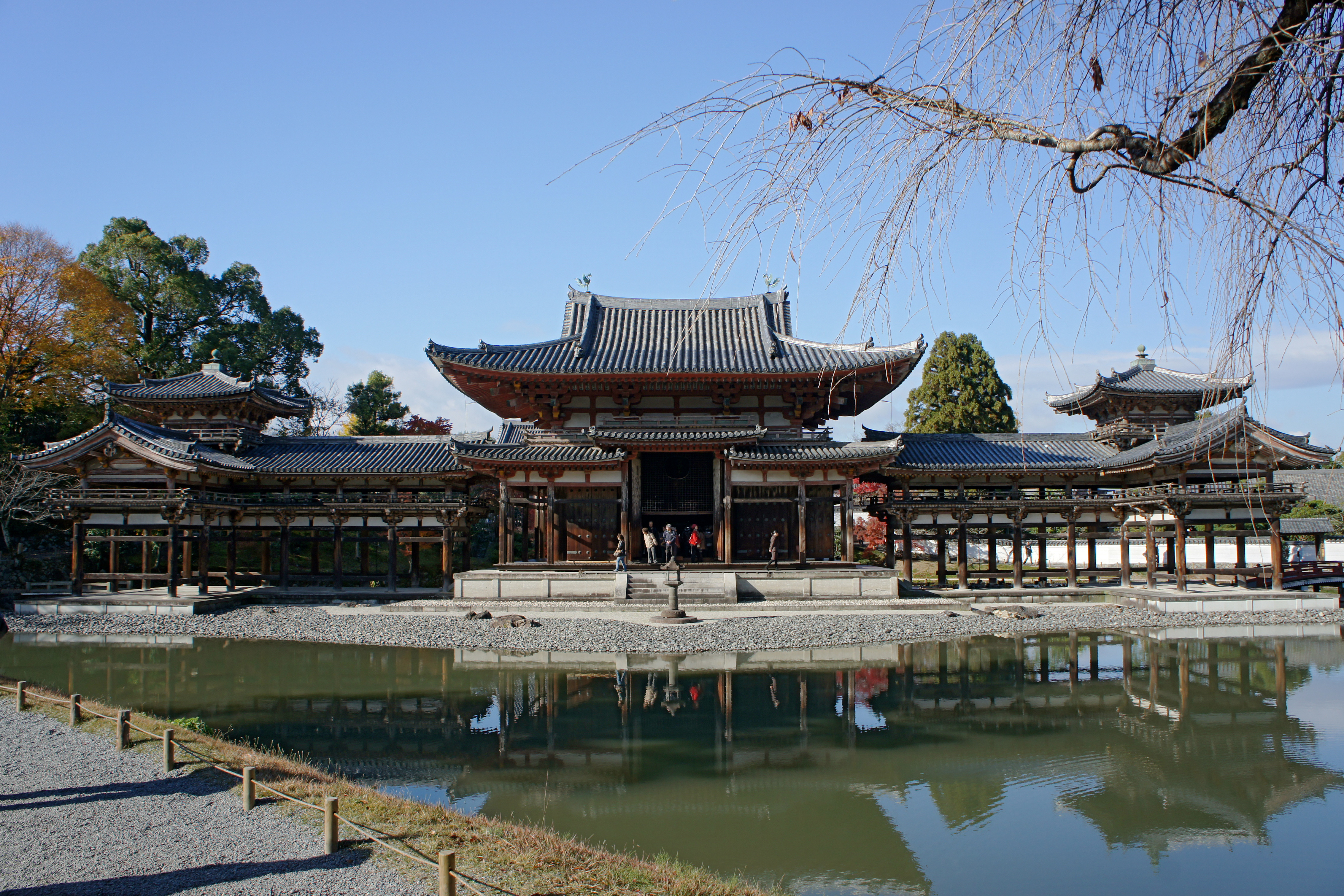
Főnixcsarnok Bjódó-in 1053
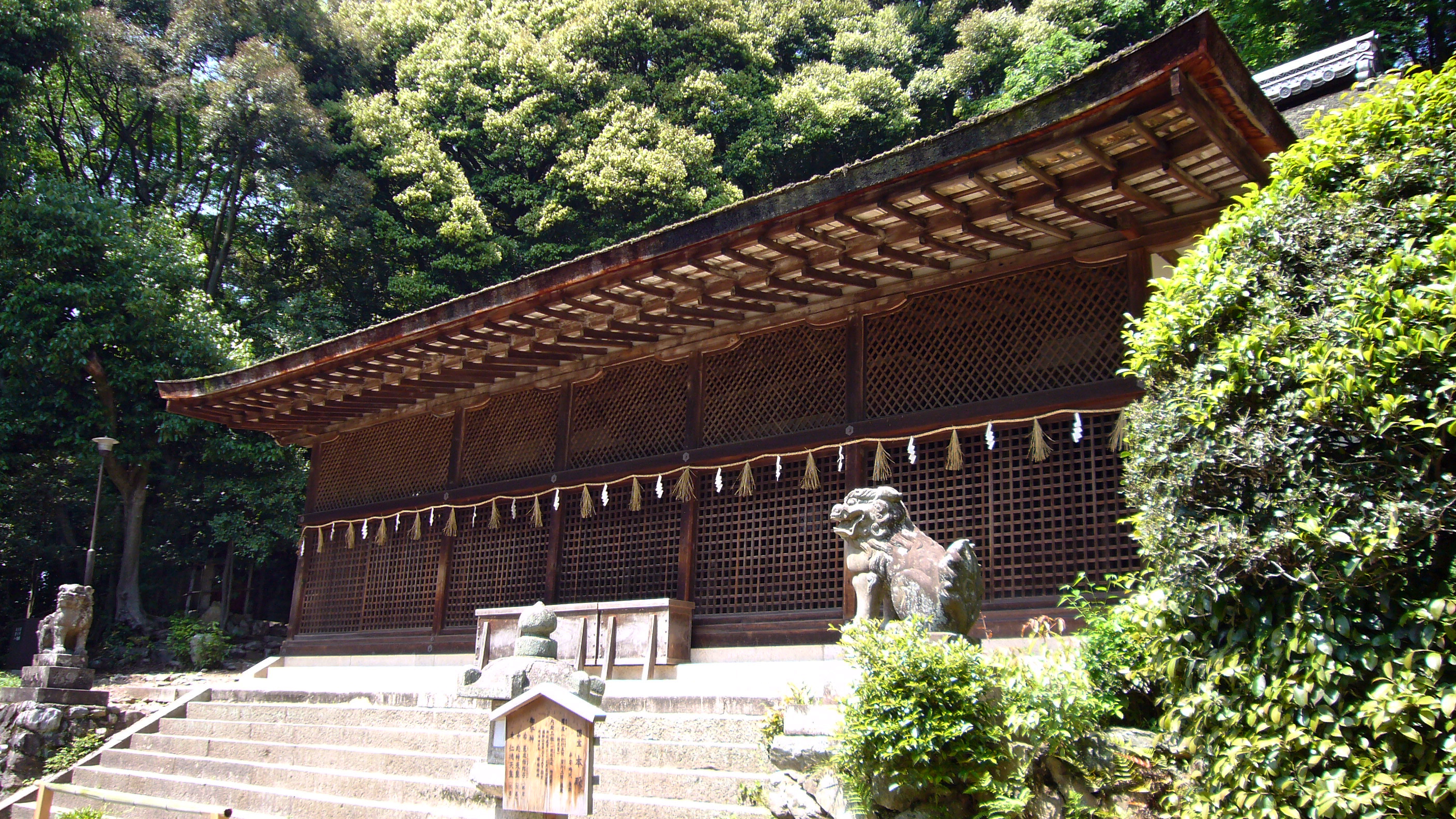
Udzsigami szentély 1060
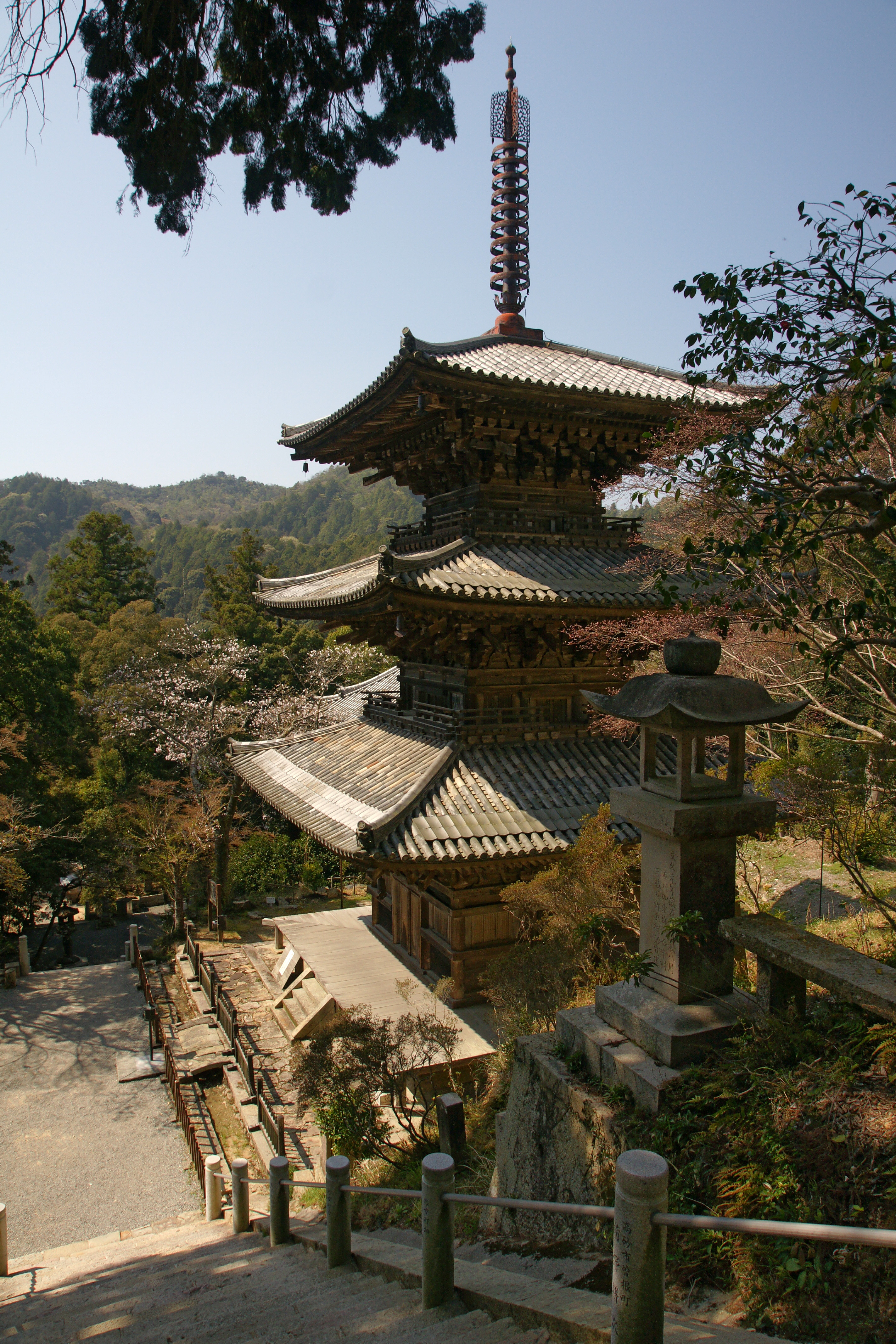
Pagoda, Icsidzsódzsi 1171
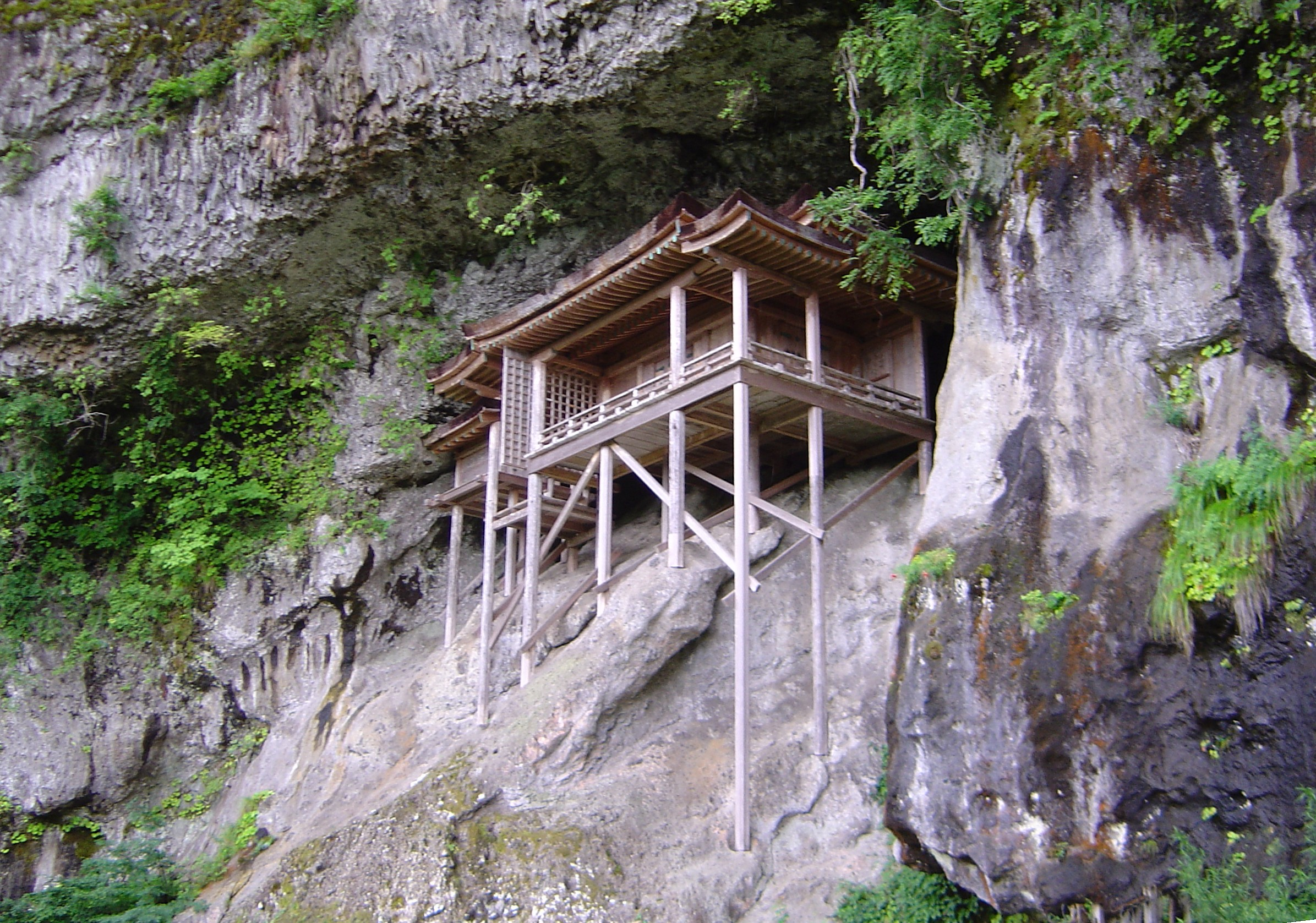
Nageire-dó, Szanbucudzsi
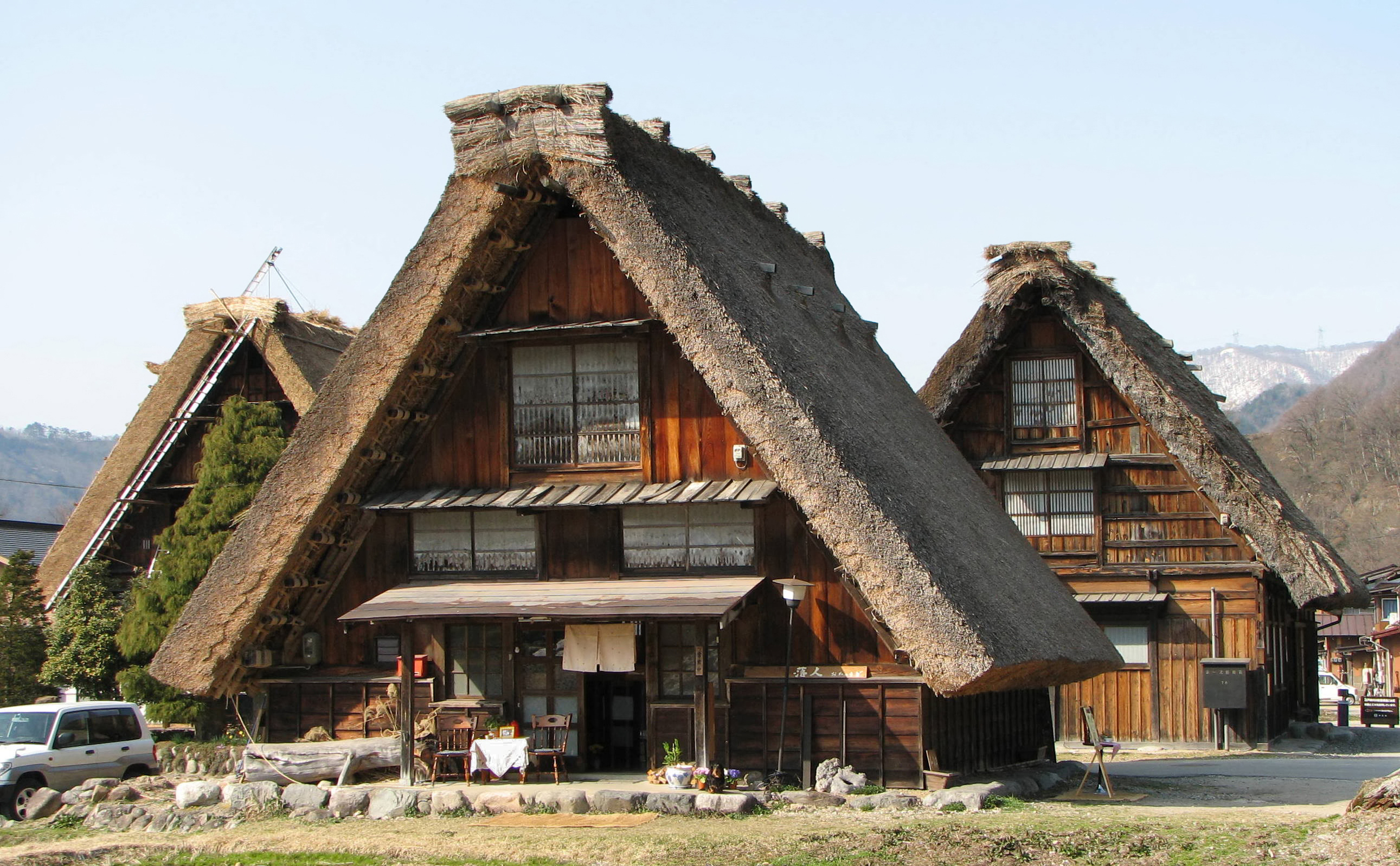
Egy jellegzetes minka-stílusú gassó-zukuri földműves lakóház

## Kamakura- és Muromacsi-kor
A Kamakura- és az utána következő Muromacsi-korban a japán építészet technikai fejlődése lehetővé tette, hogy elkezdjen eltérni a kínaitól. A helyi igények, így a földrengésbiztonság, a heves esőzések és a nyári hőségek miatt a mesteremberek két egyedi stílust alakítottak ki, ez volt a daibucujó és a zensújó.
A Kamakura-korban fokozatosan átkerült az irányítás a császári családtól a Kamakura-sógunátushoz. A Genpei-háború során Nara és Kiotó számos tradicionális épülete megsérült. A Kófukudzsit és a Tódaidzsit például a Taira-klán egy vezetője, Sigehira gyújtotta fel 1180-ban. A Kamakura-sógunátus számos szentélyt és templomot újjá is építtetett, hogy ezzel is megerősítse a sógun tekintélyét.
Bár a Kamakura-kor építészete nem volt olyan kifinomult, mint az Aszuka-koré, de a katonai rend hatása miatt az egyszerűség jellemezte. Az új lakóházakat már sinden-zukuri stílusban építették, amelynek az volt a jellemzője, hogy az épületeket keskeny árkok vagy cölöpkerítések vették körbe. Elsődlegessé vált a védelem, ami azt eredményezte, hogy több különálló épület került egy közös tető alá, ahelyett, hogy egy központi kert köré lettek volna rendezve. A Heian-korbeli házak kertjei gyakran váltak gyakorlópályákká.
A Kamakura-sógunátus 1333-as bukása után megalakult az Asikaga-sógunátus, ami később áthelyezte a székhelyét Kiotó közelébe. A sógunátus és a császári család közelsége miatti rivalgás hozzájárult ahhoz, hogy a társadalom felső rétege egyre fényűzőbb, luxuscikkekkel ellátott életmódot éljen. A nemesi házak át lettek alakítva úgy, hogy az egyszerű buke-zukuri helyett a korábbi sinden-zukuri stílushoz legyenek hasonlatosak. Erre a hivalkodó szokásra egy jó példa a kiotói Kinkakudzsi, amit az egyszerű szerkezet és hétköznapi fakéregtető ellenére lakkozással és aranyfüsttel díszítettek.
Hogy a felsőbb osztályok túlkapásából visszavegyenek, a zen-mesterek bevezették a teaszertartást. Az építészetben ez a teaházak (csasicu) megjelenését vonta maga után, amelyeket visszafogott méretekben, egyszerű vonalvezetéssel és anyaghasználattal terveztek meg. Ez a stílus feljavította a lakóházak építészetét a könnyedebb, intimebb épületekkel, amik karcsú tetőgerendákra és oszlopokra épültek, bennük eltolható belső (fuszuma) és külső (sódzsi) falpanelekkel. Habár már a Kamakura-korban használták a fűfélékből szőtt tatami szőnyegeket, akkoriban még az egész padlót beterítették velük. A Muromacsi-korban viszont elkezdték őket szabályos méretekben készíteni, és immár szorosan egymás mellé lettek illesztve. Egy átlagos nagyságú csasicu alapterülete 4 és fél tatami nagyságú.
A kertekben a zen elvei érvényesültek, így a vizet homokkal vagy kavicsokkal helyettesítették, hogy úgynevezett szárazkerteket (kareszanszui) hozzanak létre, mint például a Rjóandzsi kertje.

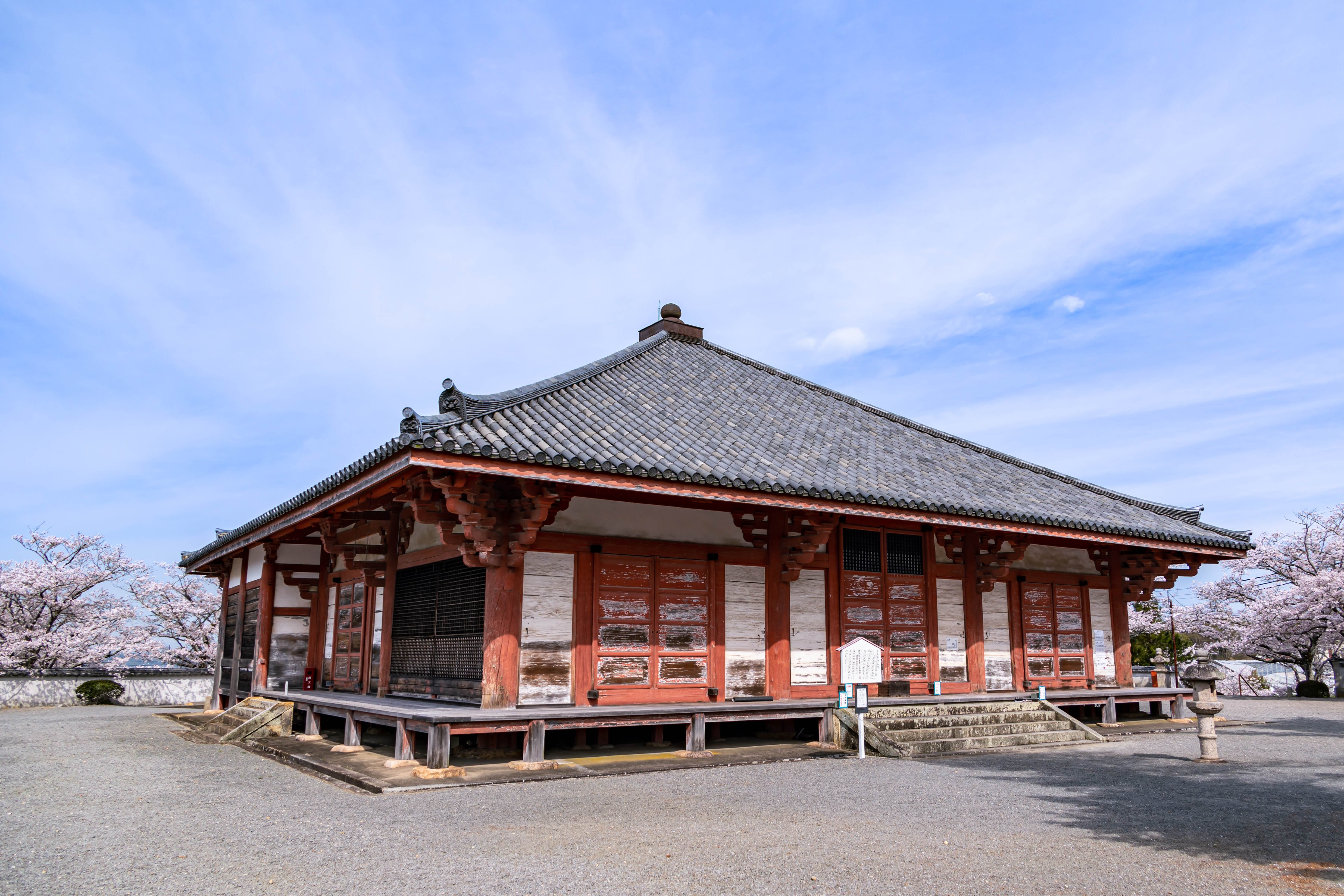
Dzsódodó, Dzsódodzsi 1194
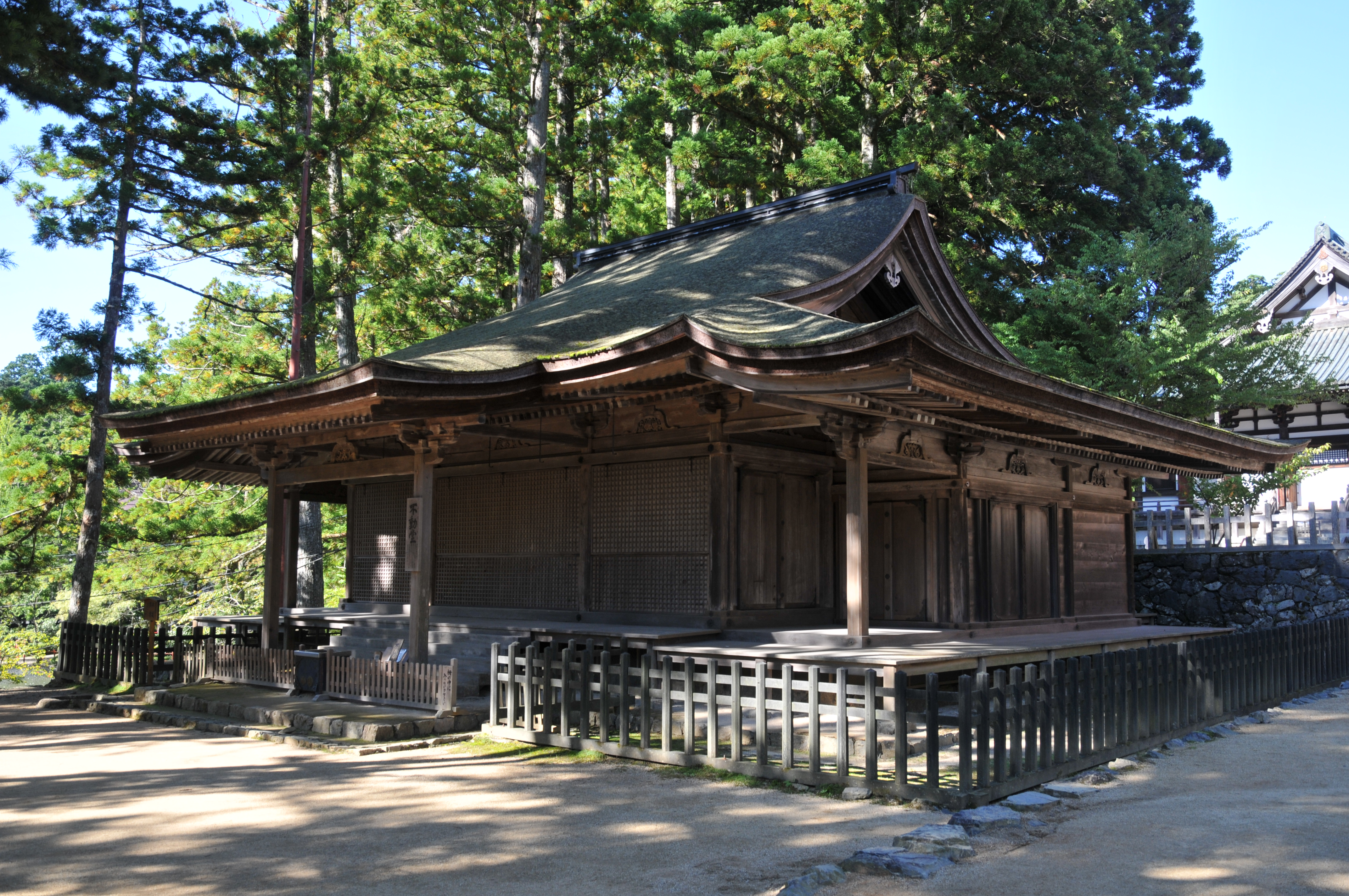
Dandzsogaran Fudo-dó, Kója-hegy 1197.
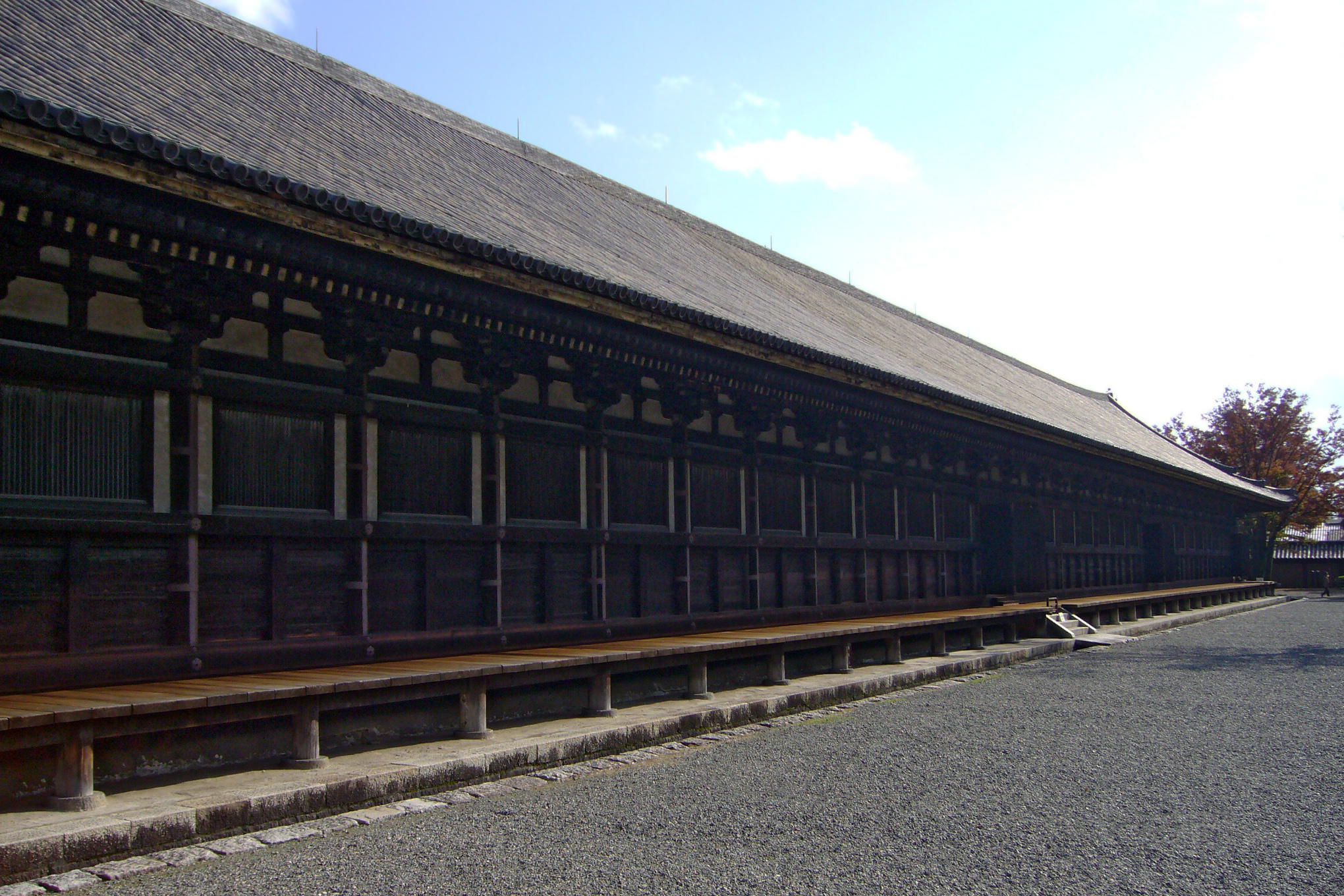
Szandzsúszangen-dó, Kiotó 1266
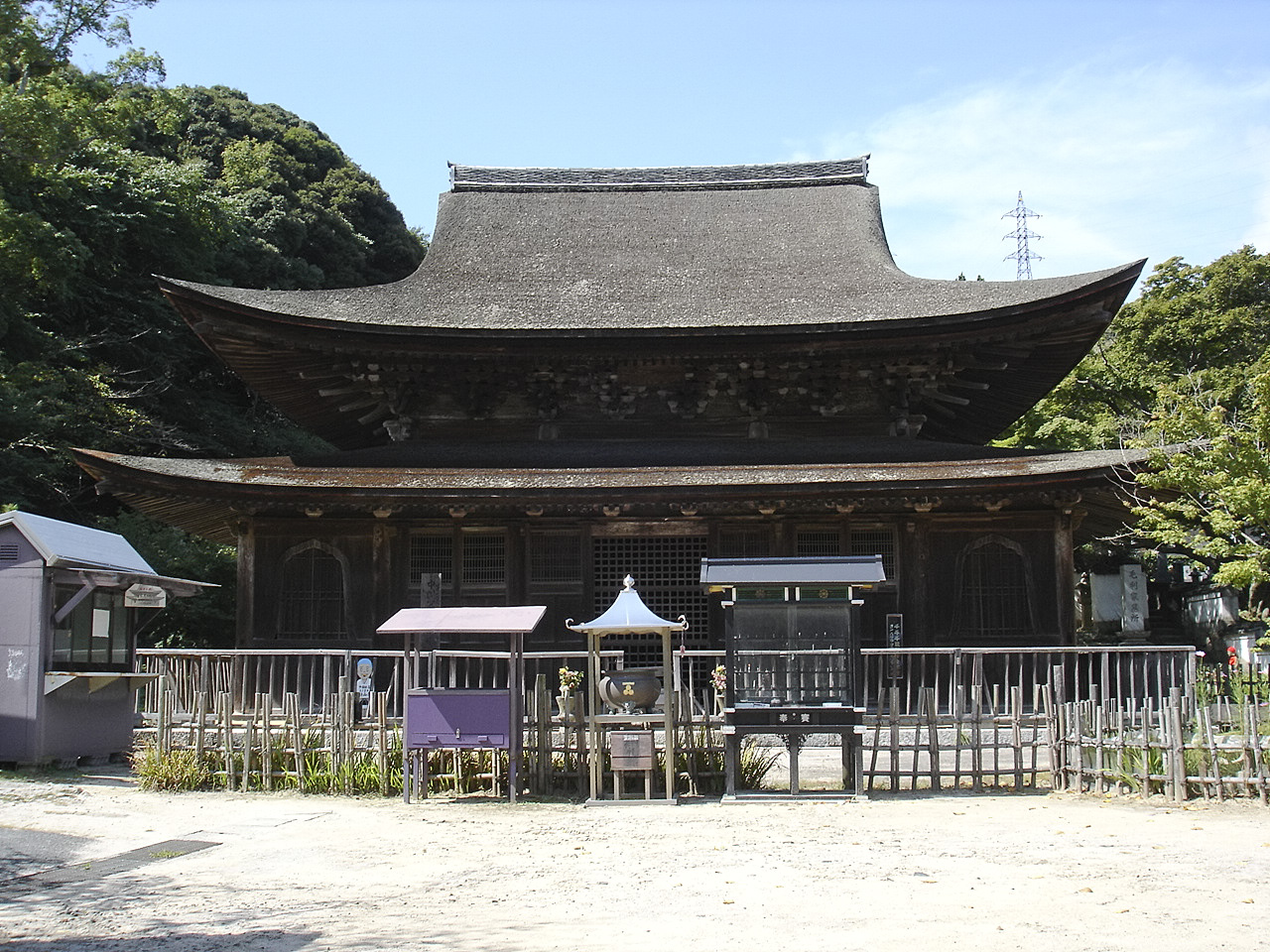
Bucuden, Kózandzsi 1320
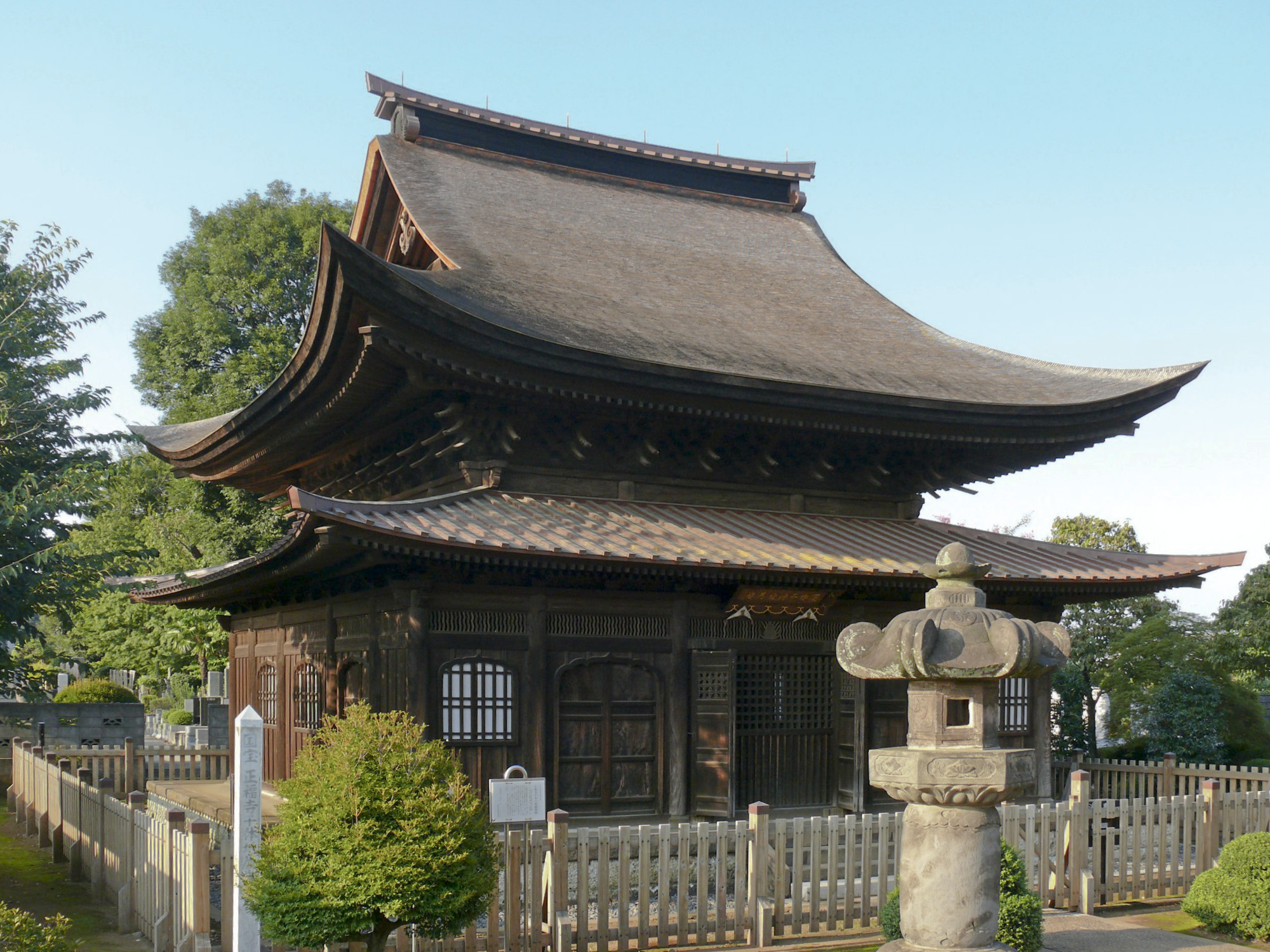
Sófukudzsi, Higasimurajama 1407-ben befejezve
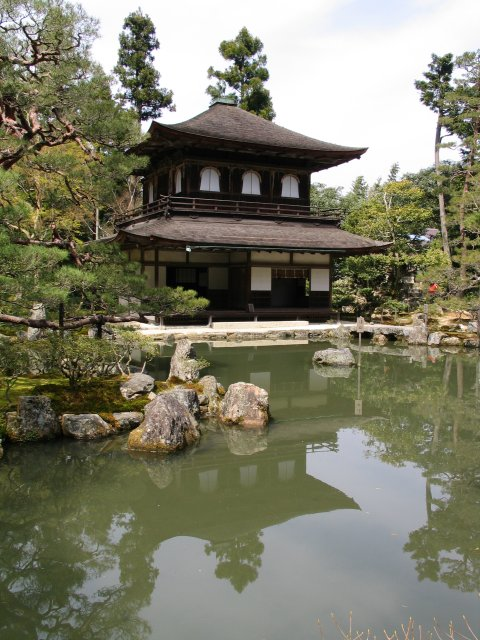
Ginkakudzsi, Kiotó 15. század
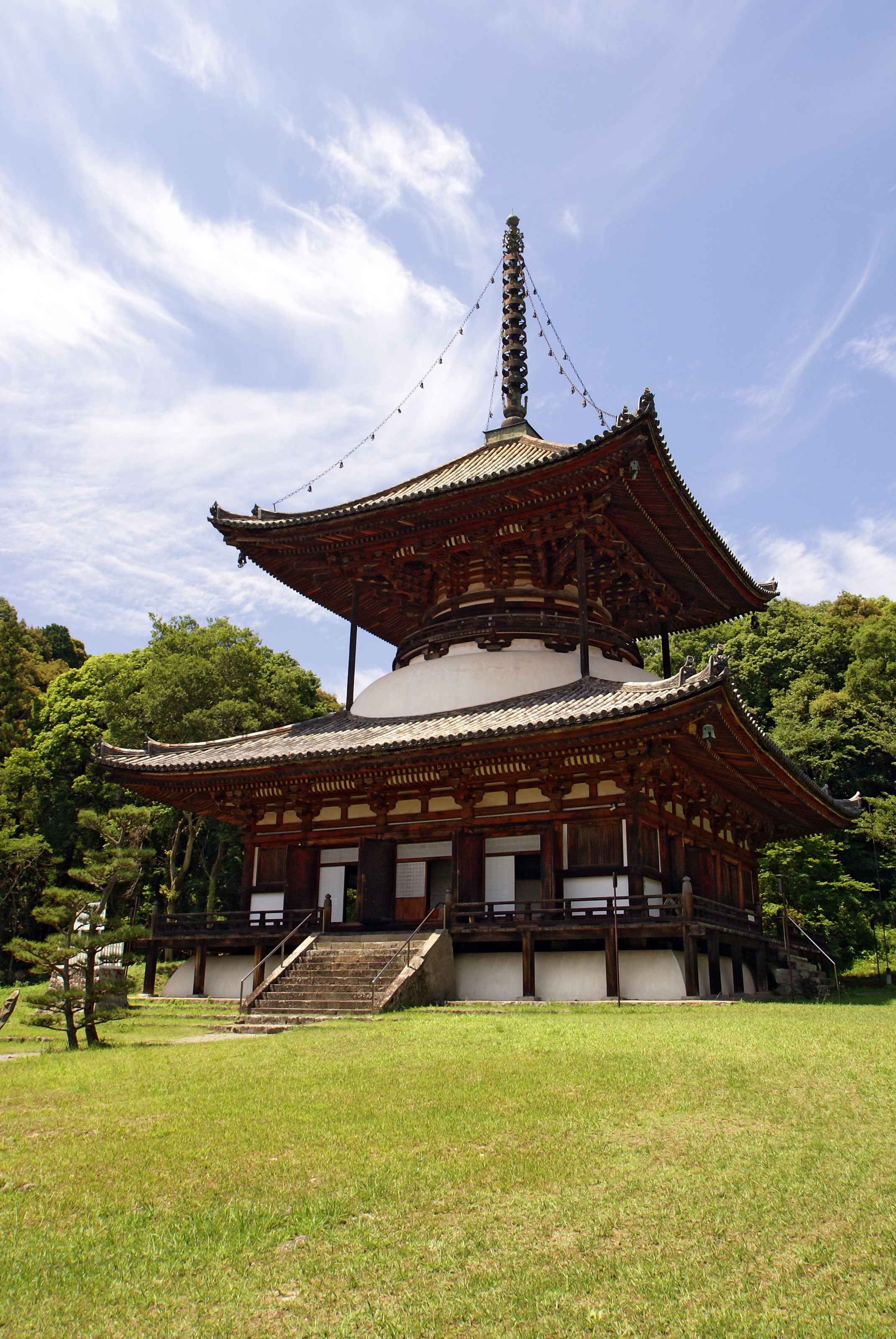
Pagoda, Negorodzsi 1547
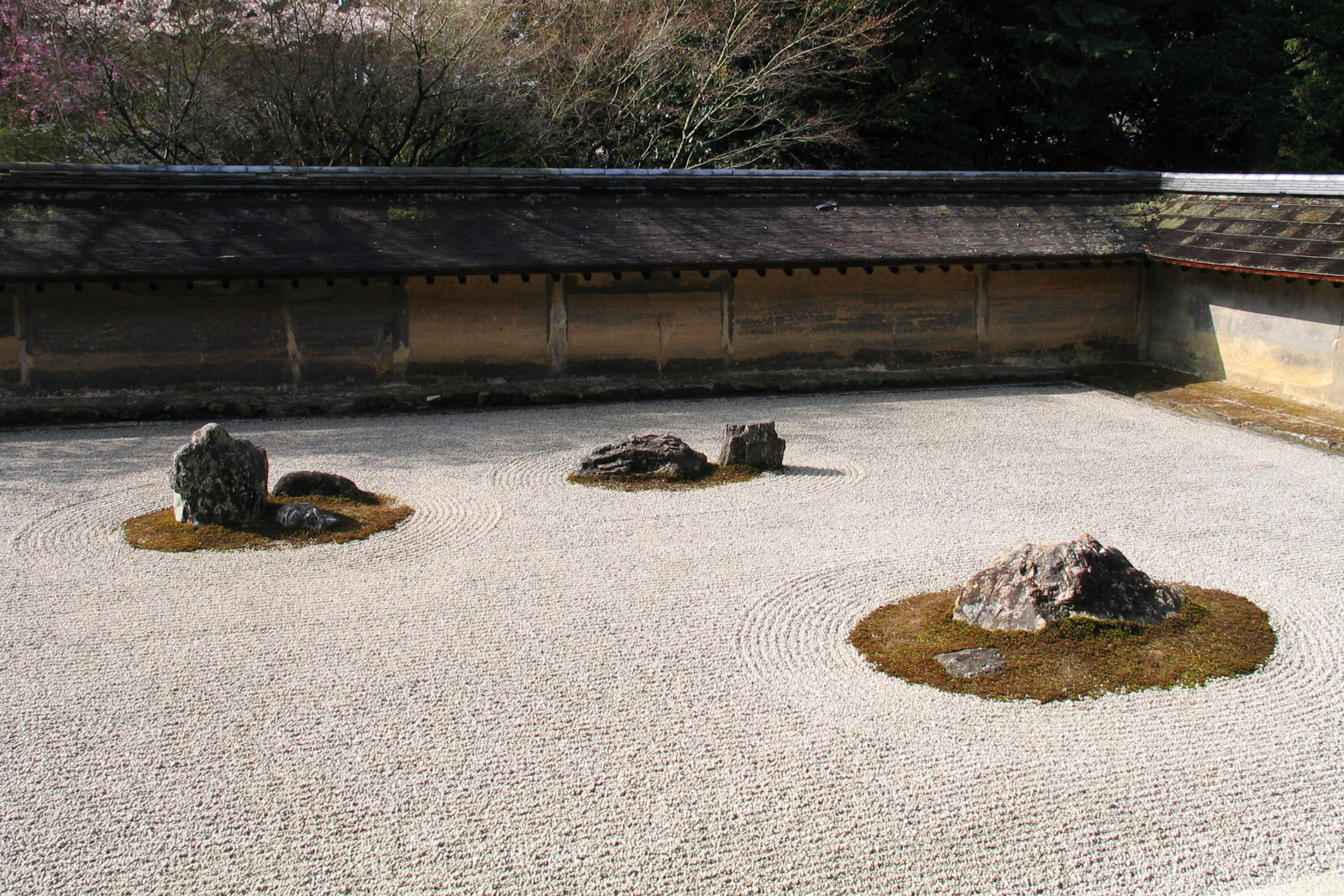
A Rjóandzsi szárazkertje, Kiotó
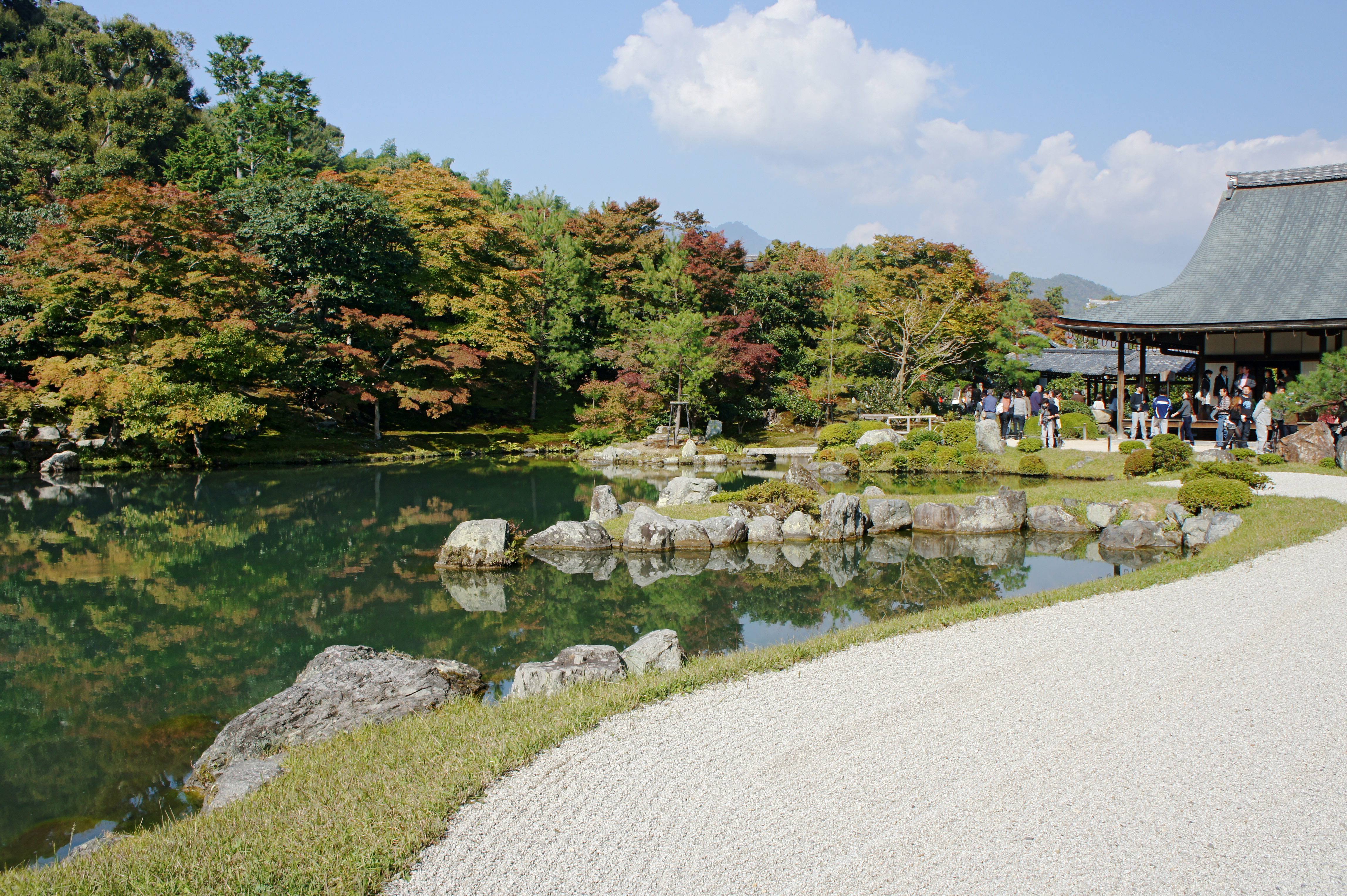
A Tenrjúdzsi kertje, Kiotó

## Azucsi–Momojama-kor
Az Azucsi–Momojama-kor során Japán a hosszas polgárháborús időszak utáni egységesülésen ment át. A korszakot Oda Nobunaga és Tojotomi Hidejosi uralkodása fémjelezte, két olyan férfié, akik hatalmukat várkastélyok építésével mutatták meg; Nobunaga az Azucsi-kastéllyal, ahol uralmanák székhelye volt, Hidejosi pedig a Momojama-kastéllyal. A Muromacsi-korban lezajló Ónin-háború a japán kastélyépítészet felvirágzását hozta magával. A korszakban minden területnek lehetett egy kastélya. Ezek általában egy központi toronyból (tensu, magyarul mennyei védelem) és az azt körülvevő kertekből és megerősített épületekből álltak. Ezek az épületegyüttesek masszív kőfalak és mély vizesárkok között foglaltak helyet. A sötét belső tereket gyakran díszítették művészek alkotásai, a teret eltolható fuszuma panelek és térelválasztó paravánok (bjóbu) osztották fel.
A soin-zukuri stílus a Muromacsi-kor teaházaiban gyökerezett, azok kinézetéből finomult ki. A lakóházak belsejét verandák kötötték össze a gondosan ápolt kertekkel. Az immár festményeket hordozó falpanelek és a térelválasztó paravánok egyre művészibbek lettek, és sok helyen megjelent egy külön a művészi értékeknek fenntartott, polcokkal és alkóvval (beugróval) ellátott helyiség, ahol általában egy falitekercs volt kifüggesztve.
A korszak kastélyaira kiváló példa a Macumotoi várkastély, a Kumamotoi várkastély, és a Himedzsi várkastély (Japánban közismert nevén a Siraszagi, azaz Fehér Kócsag-kastély), ezzel szemben a kiotói Nidzso kastély ötvözi a várkastélyok és a császári paloták stílusát, így jobban összhangban maradt az előző századok kínai hatásaival.

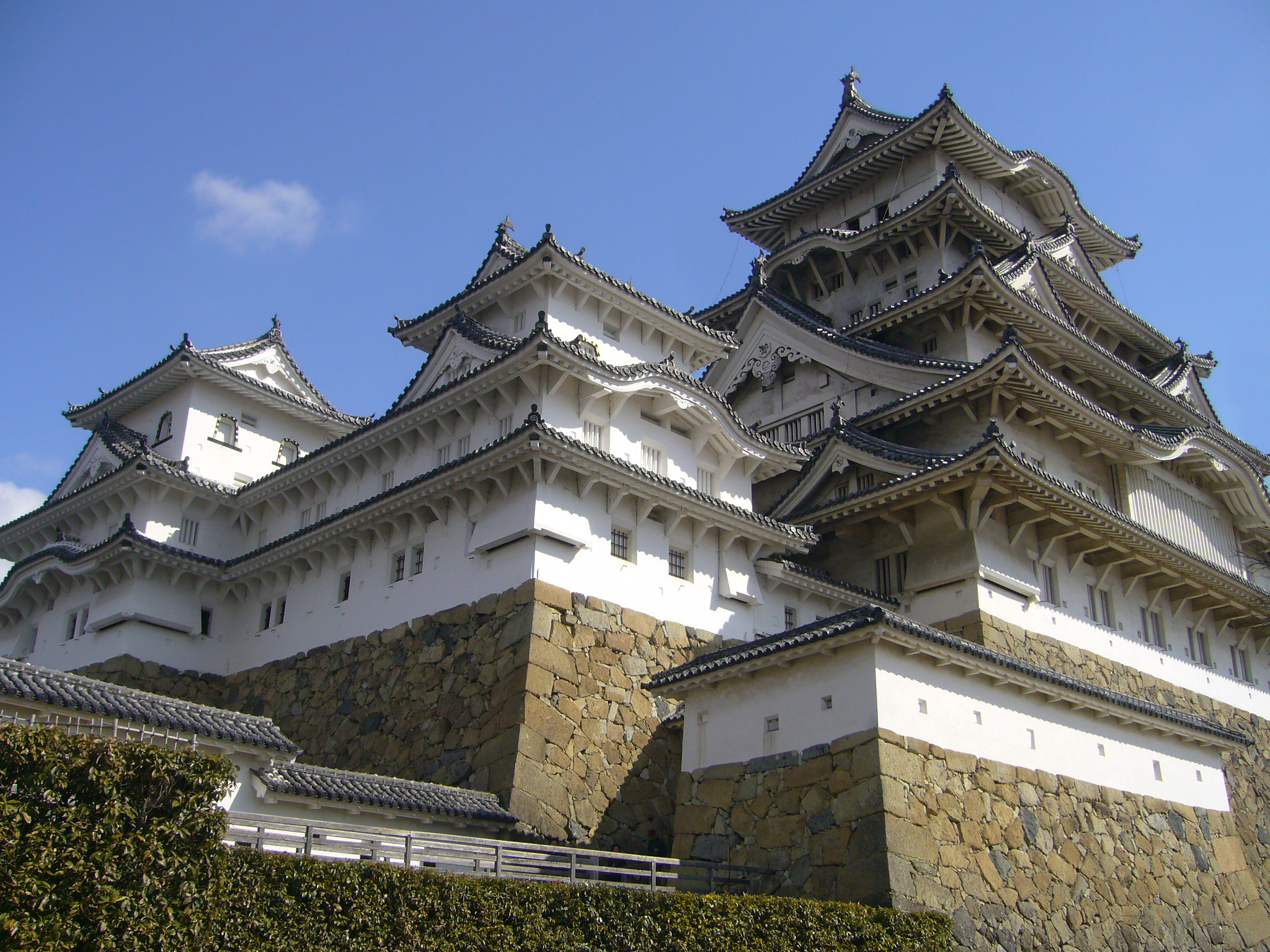
Himedzsi várkastély 1618-ban befejezve
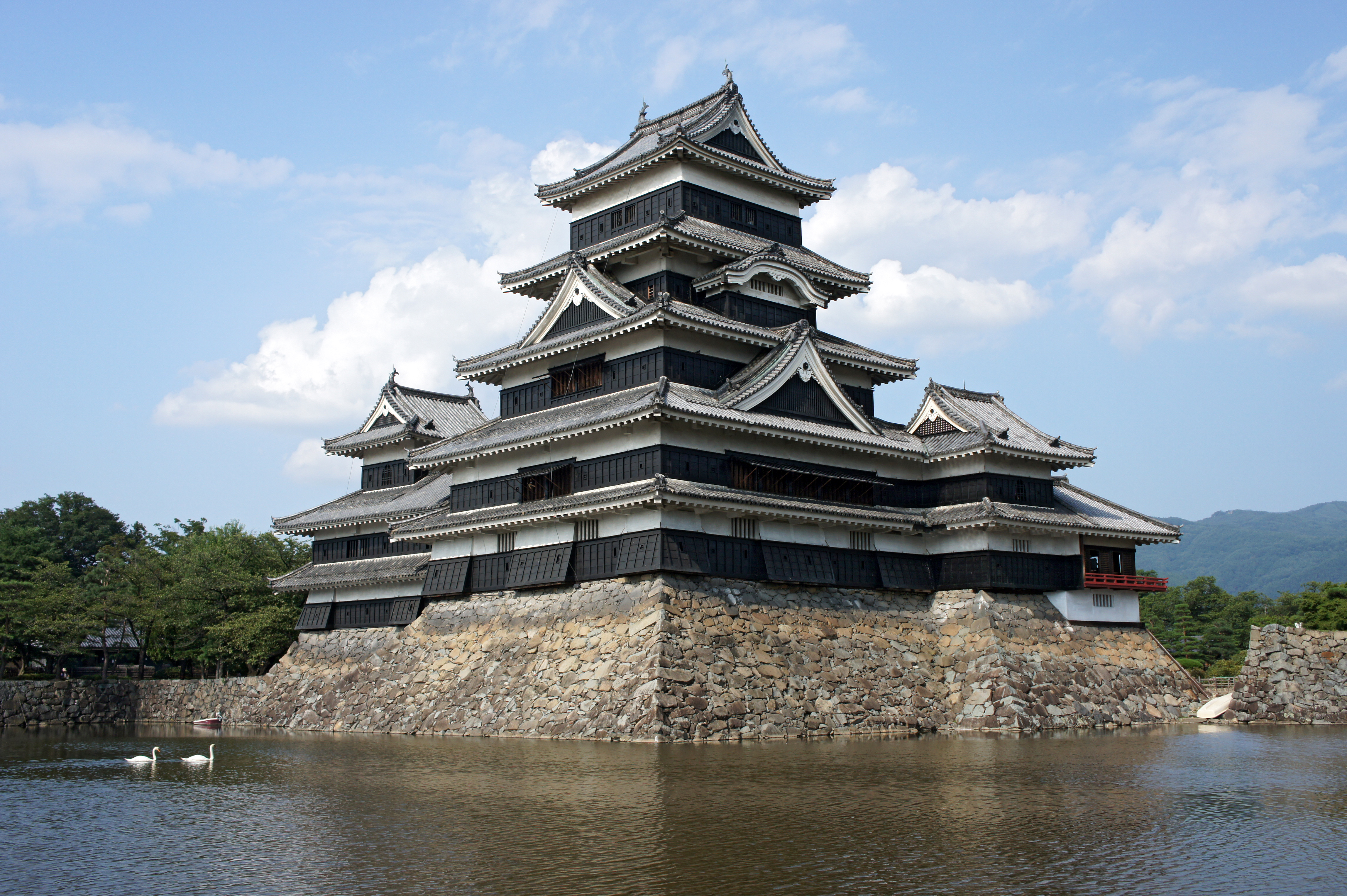
Macumotoi várkastély 1600-ban befejezve
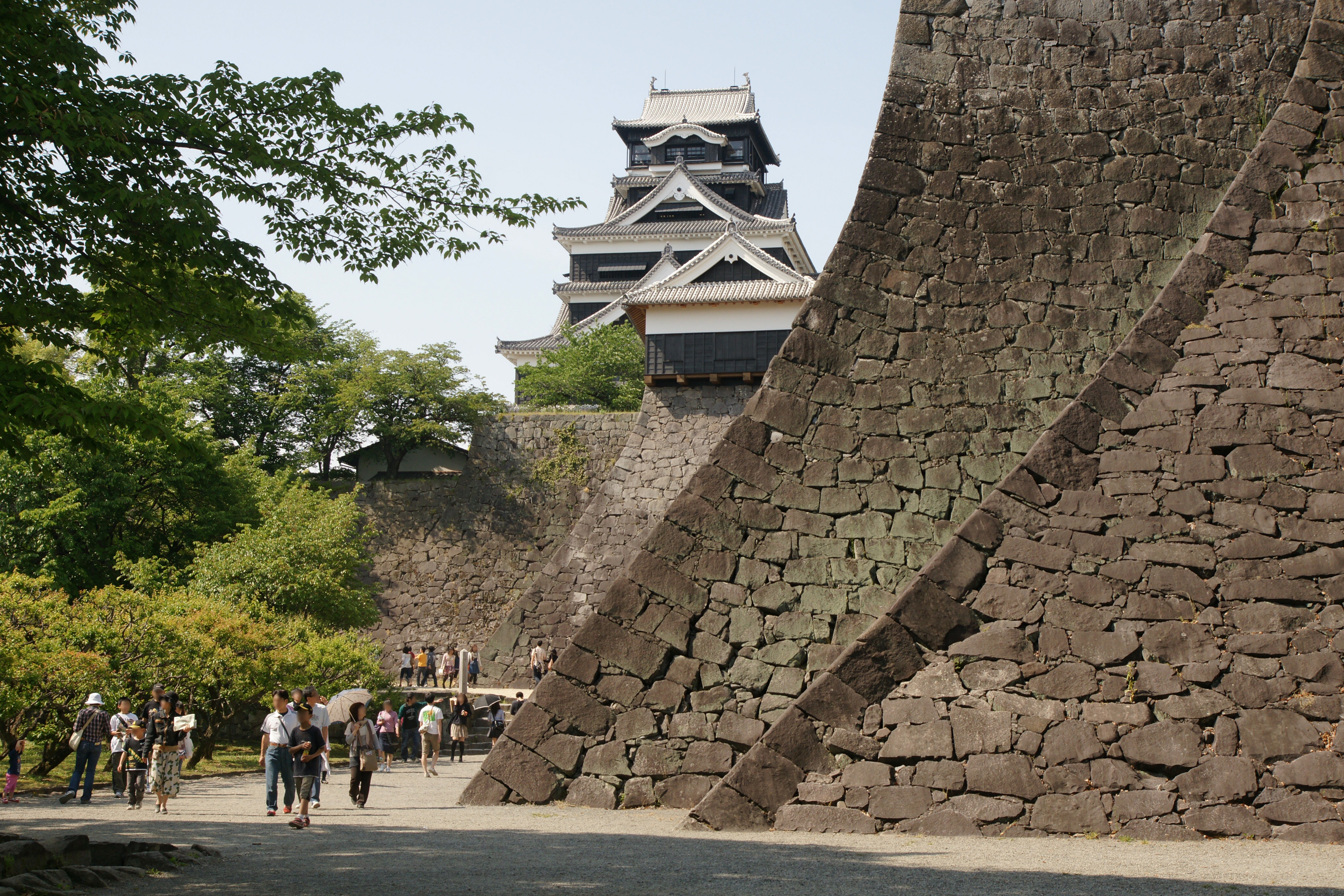
A Kumamotoi várkastély kőfalai 1600-ban befejezve
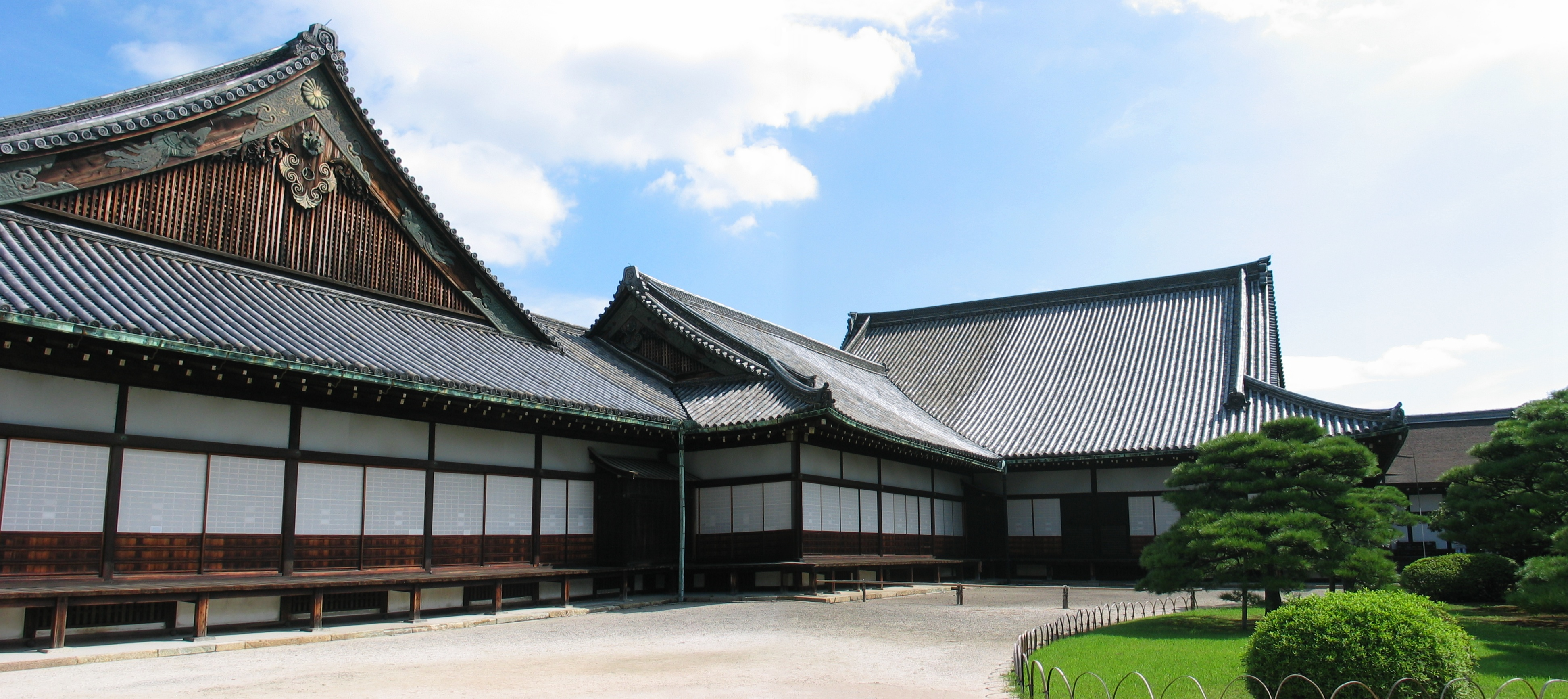
A Ninomaru-palota a Nidzso kastélyon belül, Kiotó
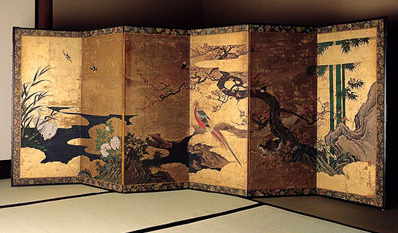
Egy hatpaneles bjóbu a 17. századból

## Edo-kor

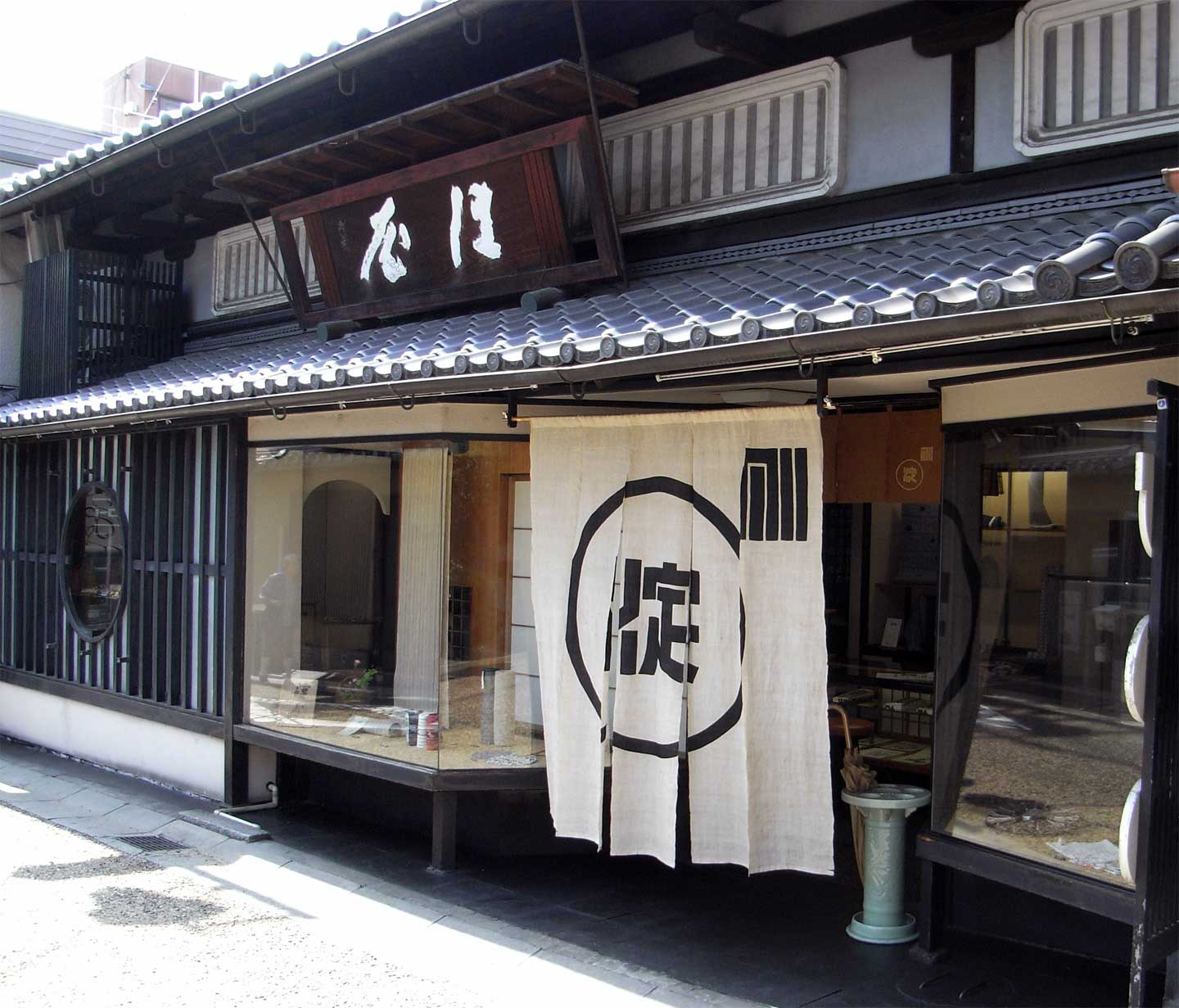
Jellegzetes macsija Narában

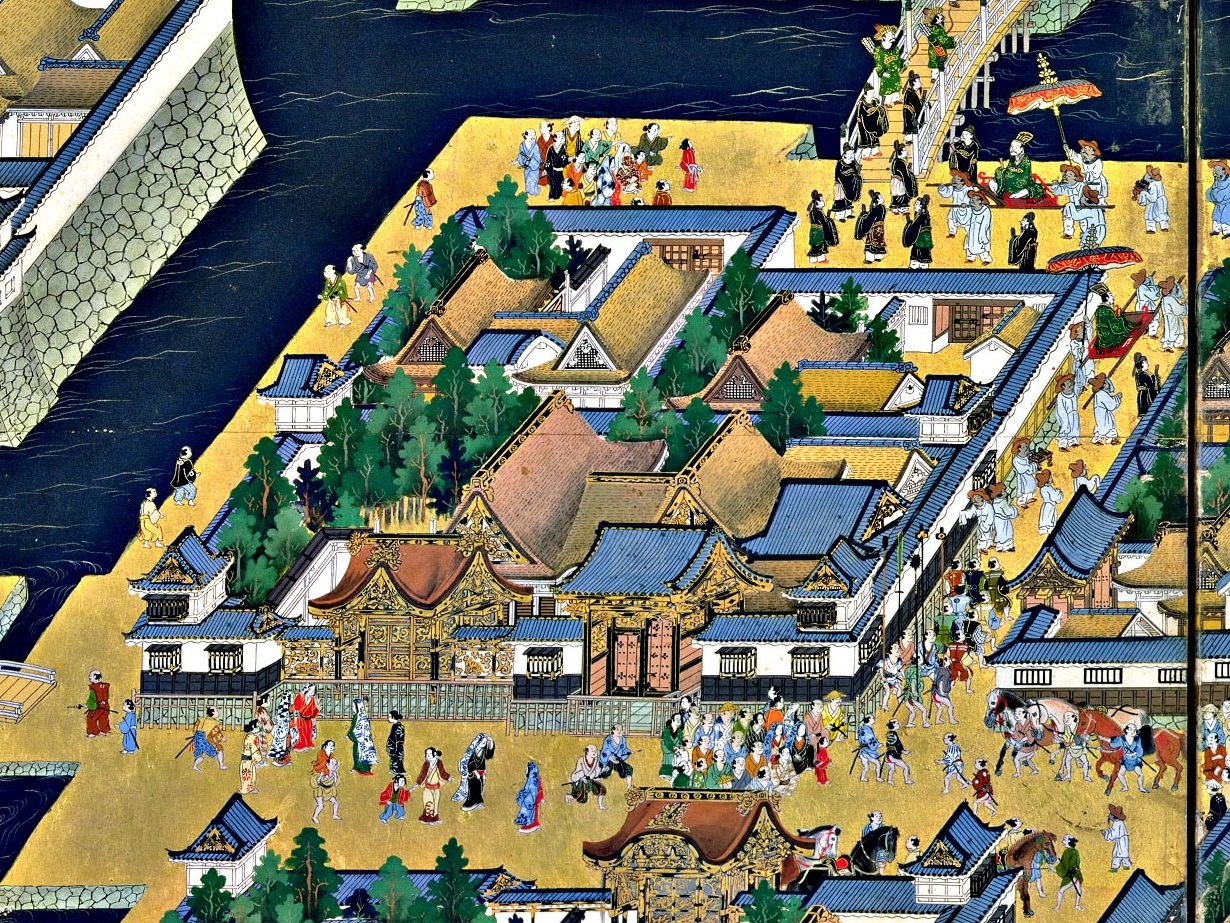
Macudaira Tadamasza rezidenciája, ahogy egy Edo-zu bjóbu paraván mutatja (17. század)

A Tokugava-sógunátus Edo városát (ma Tokió része) választotta az ország fővárosának. A sógunátus egy impozáns erődítményt emeltetett, ami körül helyet kaptak az állami vezetés épületei és a prefektúrák földesurainak (daimjó) épületei is. Utcák és csatornák rendszerével nőtte körbe ezt a központot a város többi része. 1700-ban a lakosság száma már egymilliósra duzzadt. A lakossági épületeknek jutó szűkös hely miatt elkezdtek két emelet építeni, gyakran emelt kőlábazatra alapozva.
Bár városi házak (macsija) már a Heian-kor óta léteztek, csak ebben az időszakban finomultak ki. Ezek a házak jellemzően a keskeny, de hosszú telkeket foglalták el, két utca közé ékelődve, a földszintjükön gyakran műhely vagy bolt működött. A tetőn zsúpfedél helyett csempék voltak, a fa részeket pedig gyakran bevonták az épület tűzállóságának növelése érdekében. Épültek a tulajdonosaik gazdagságával hivalkodó építmények is, ilyen volt például Macudaira Tadamasza kamijasikija vagy az Ózone Simojasiki.
Edo sokat szenvedett a pusztító tüzektől, és az 1657-es nagy tűzvész fordulópontot jelentett a várostervezésben. Először is a kormány legalább két helyen emelt kőtöltéseket a városon áthaladó folyók mentén. Idővel ezeket elbontották, és raktárépületekkel (dózó) helyettesítették őket. A dózók egyrészt gátolták a tűz továbbterjedését, másrészt a csatornákon folyó áruforgalmat is raktározták. Ezen raktárak főszerkezete fából volt, a falakat, az ajtókat és a tetőt több rétegben felkent agyagréteg fedte. Az agyagtető fölött külön faszerkezettel megtámogatott cseréptető volt. Bár a dedzsimai holland telepesektől tanuló japánok javasolták a kő- és téglaépületek emelését, ez a földrengések esetén adódó sérülékenységük miatt nem következett be. A korszak későbbi felében a városi lakóházak és boltok elülső tapasztott fala jellemzően feketére volt festve. Az ehhez használt festéket (Edoguro, magyarul Edo-fekete) tustinta, égetett mész (kalcium-oxid) és zúzott osztrigahéjak összekeverésével nyerték.
A civil építészet egyszerű vonalvezetése ihlette a szukija-zukuri stílust, amit lakóépületeknél alkalmaztak. Jó példák a Kiotó közelében épült Kacura és Sugakuin császári villák. A vonalvezetésük és díszítésük letisztult, a fát pedig természetes formájában használják.
A korszak vége felé hatályon kívül helyezték azt a törvényt (szankin kótai), ami addig a daimjókat arra kötelezte, hogy rezidenciát tartsanak fenn a fővárosban, ez Edo népességének csökkenéséhez, a sógunátus számára pedig ezzel arányos bevételkieséshez vezetett.

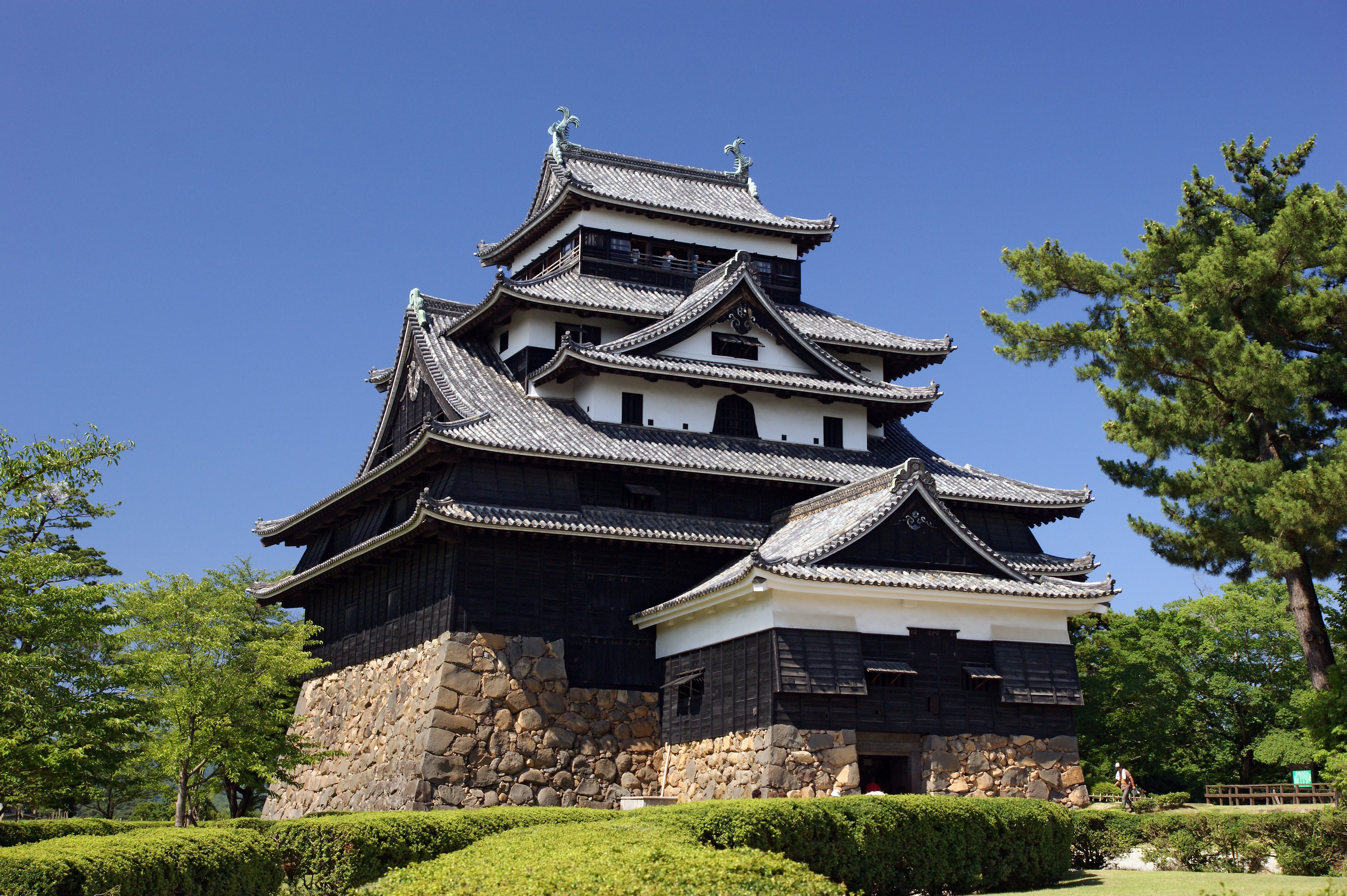
Tensu, Macuei várkastély 1607
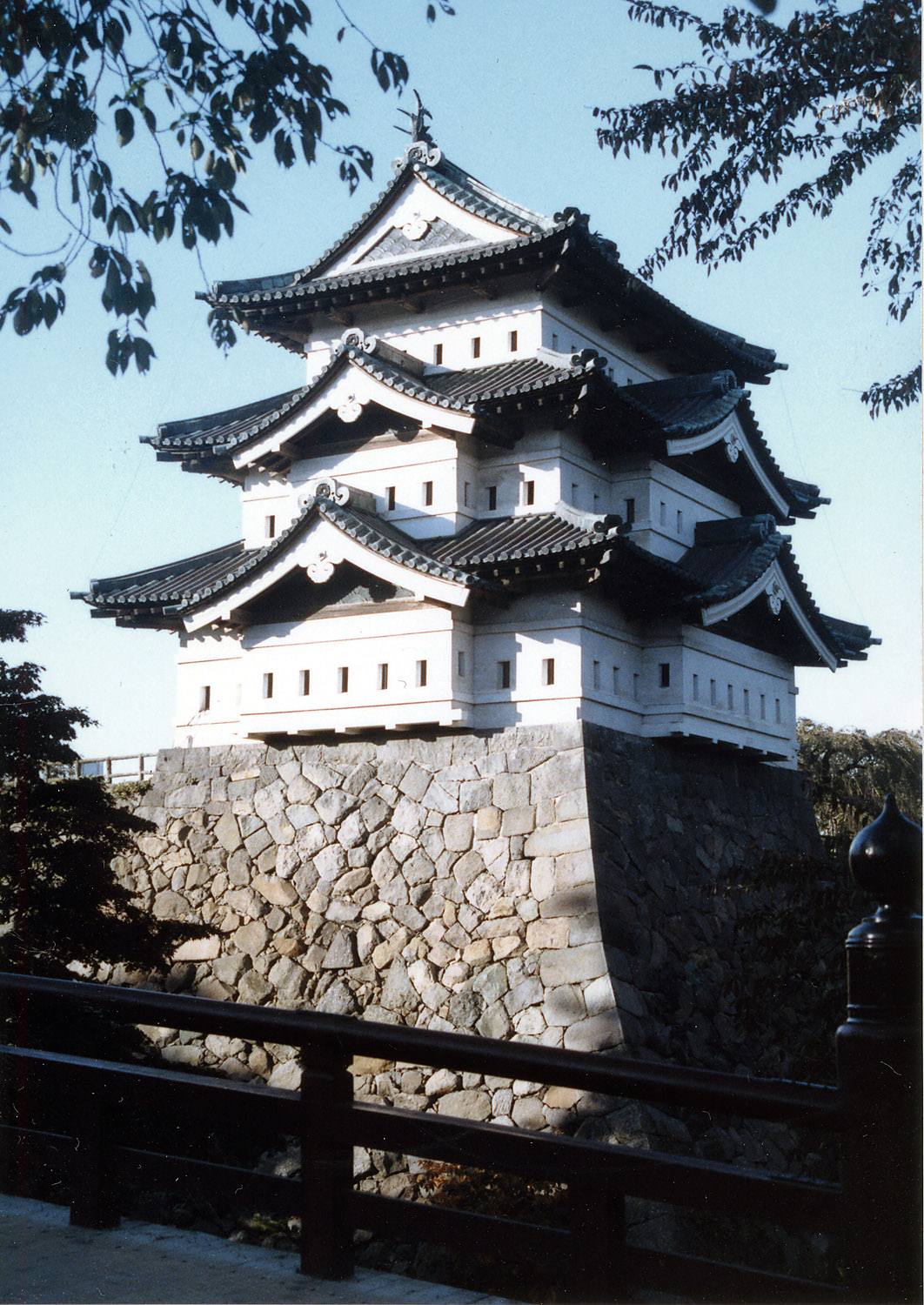
Tensu, Hiroszaki várkastély 1611-ben befejezve
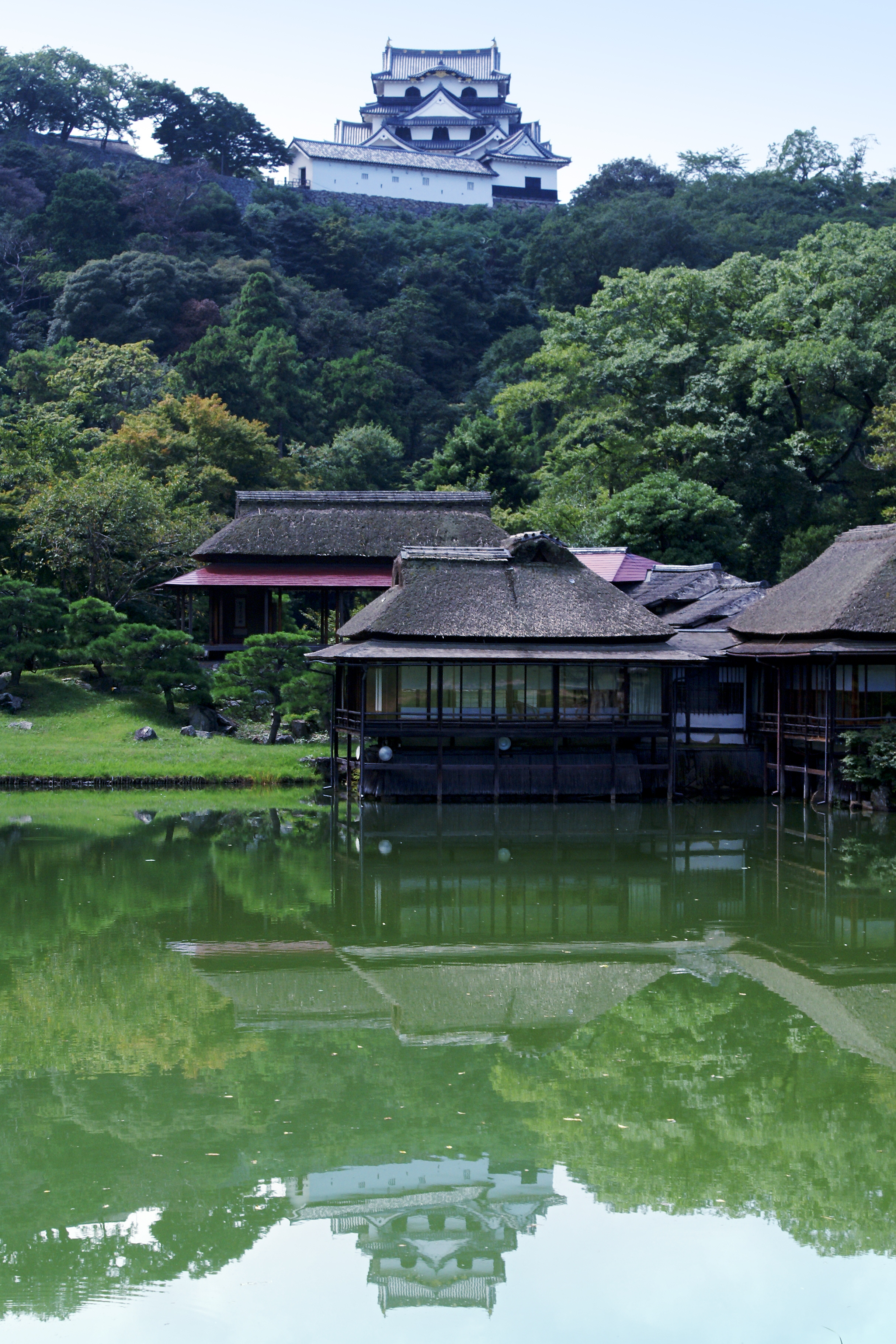
Hikonei várkastély 1622-ben befejezve
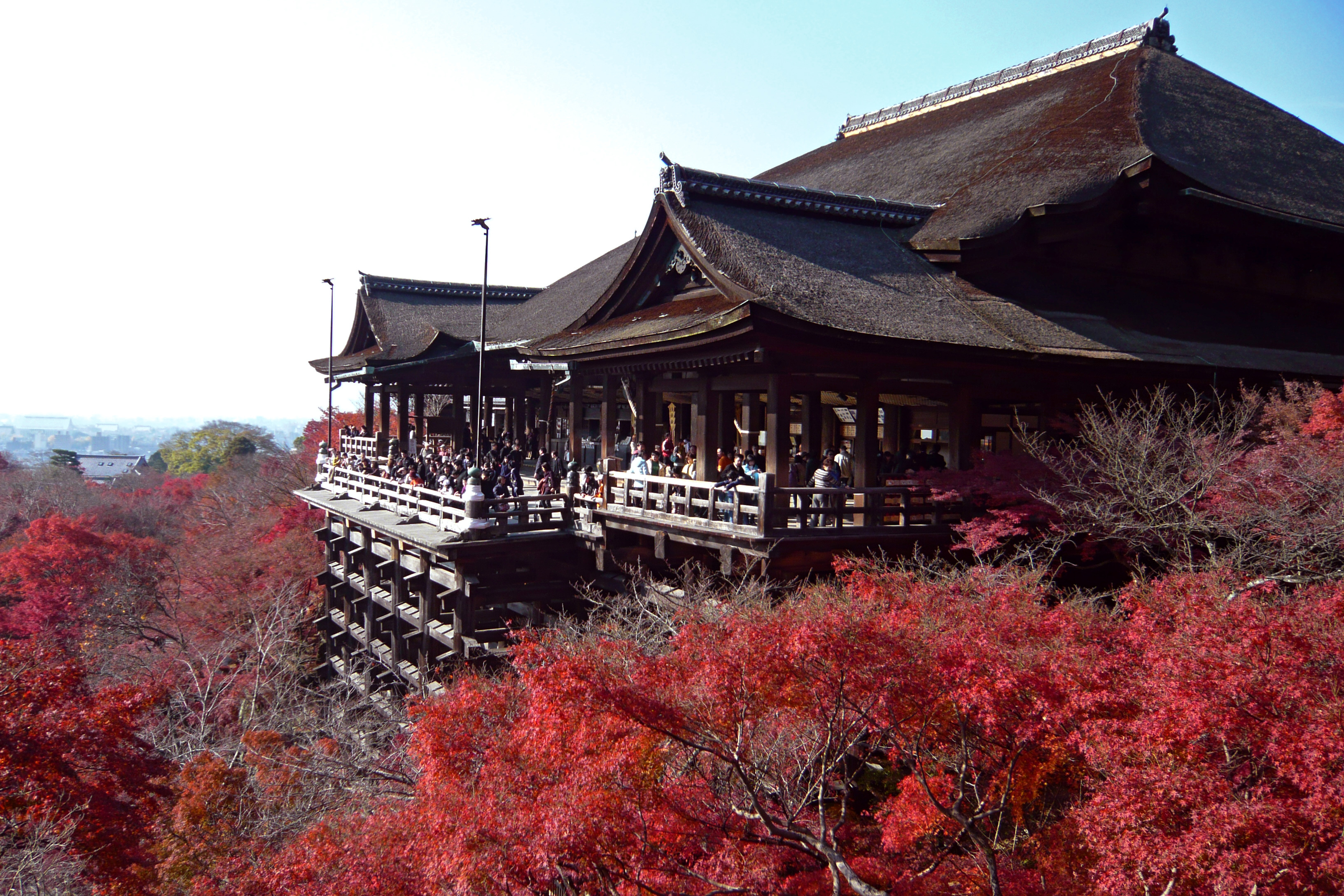
Hondo, Kijomizudera 1633
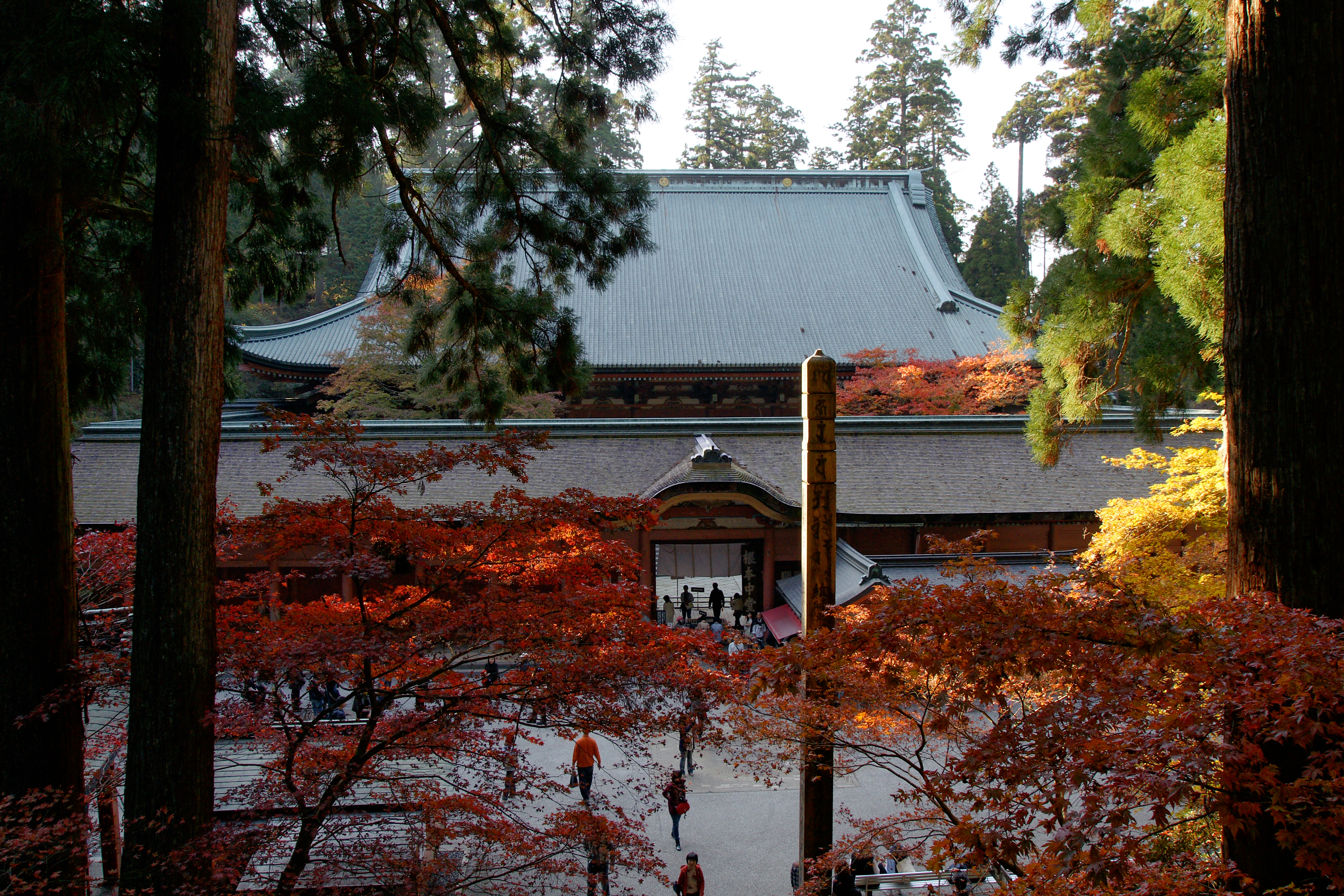
Konponcsudo, Enrjakudzsi 1641
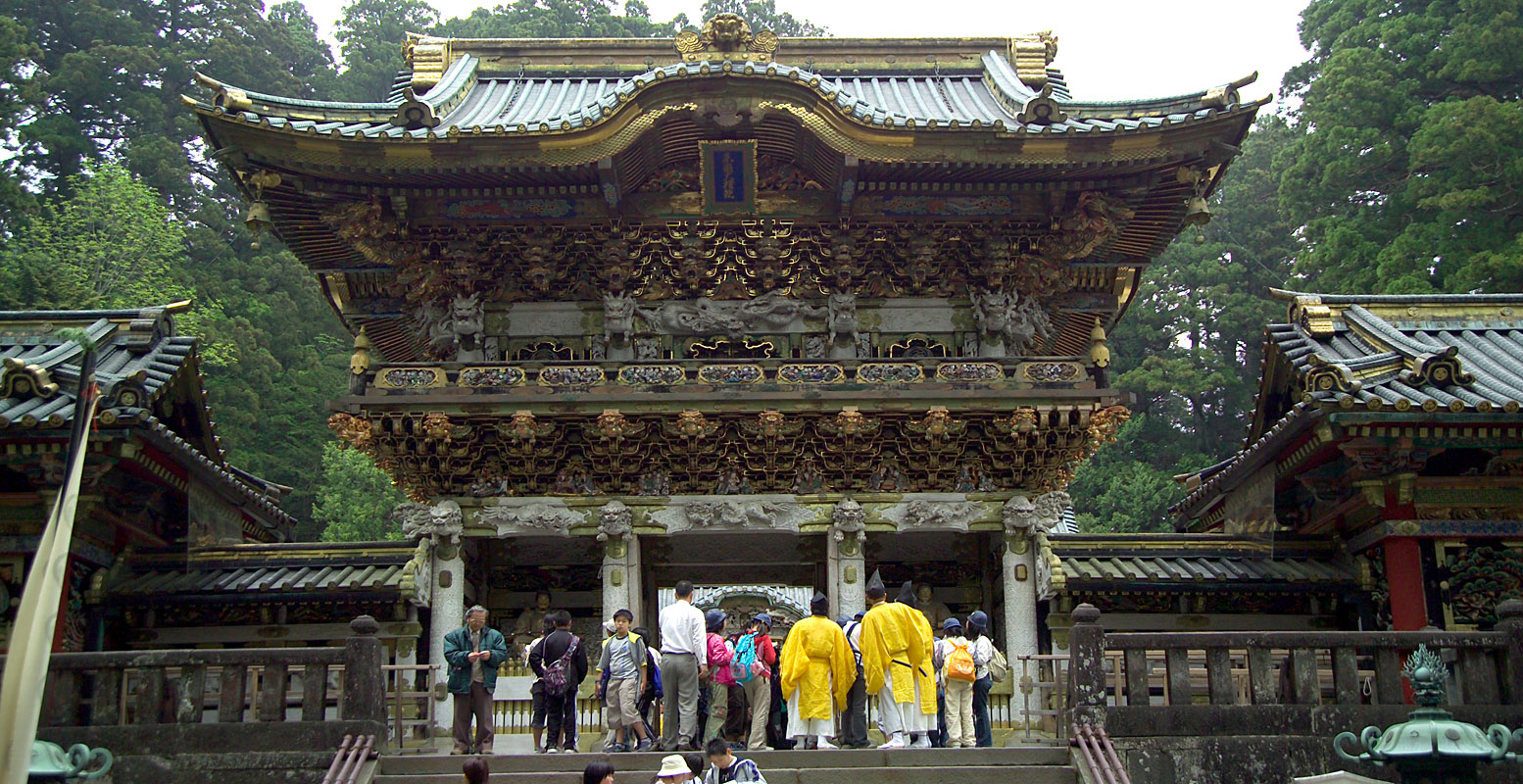
Jomeimon, Tosogu
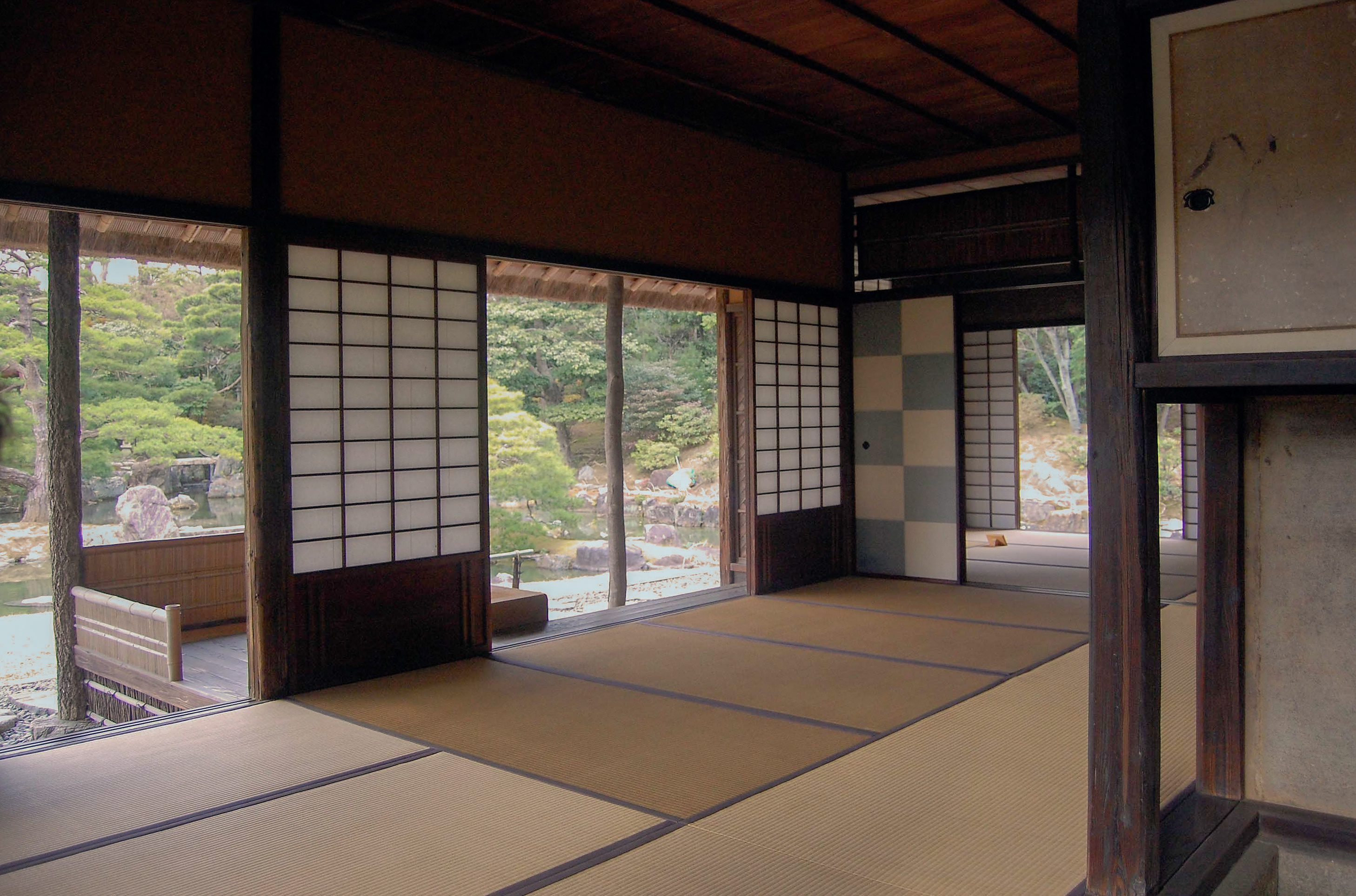
A sokintei a Kacura császári villában, Kiotóban 17. század
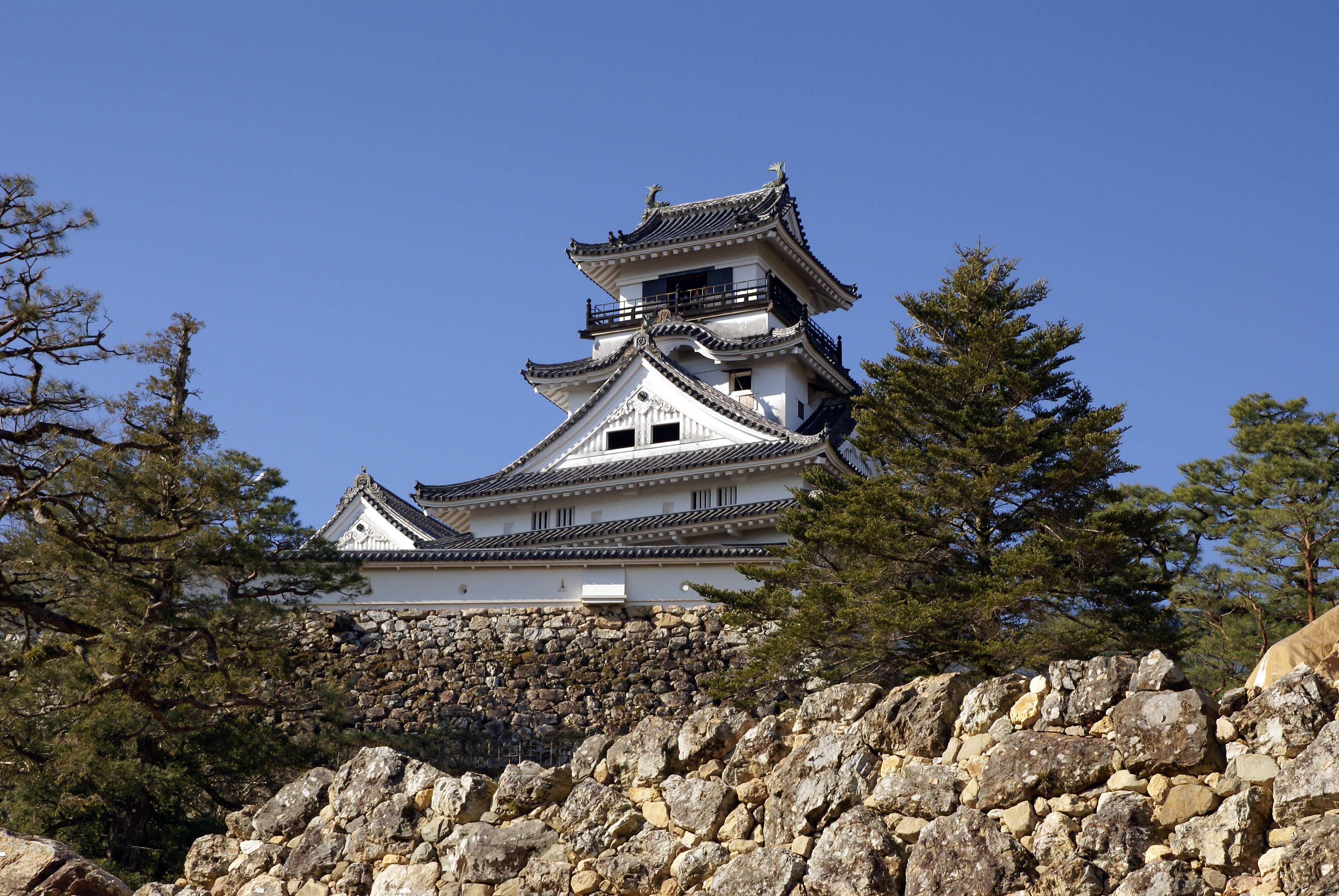
Tensu, Kócsi várkastély 1748
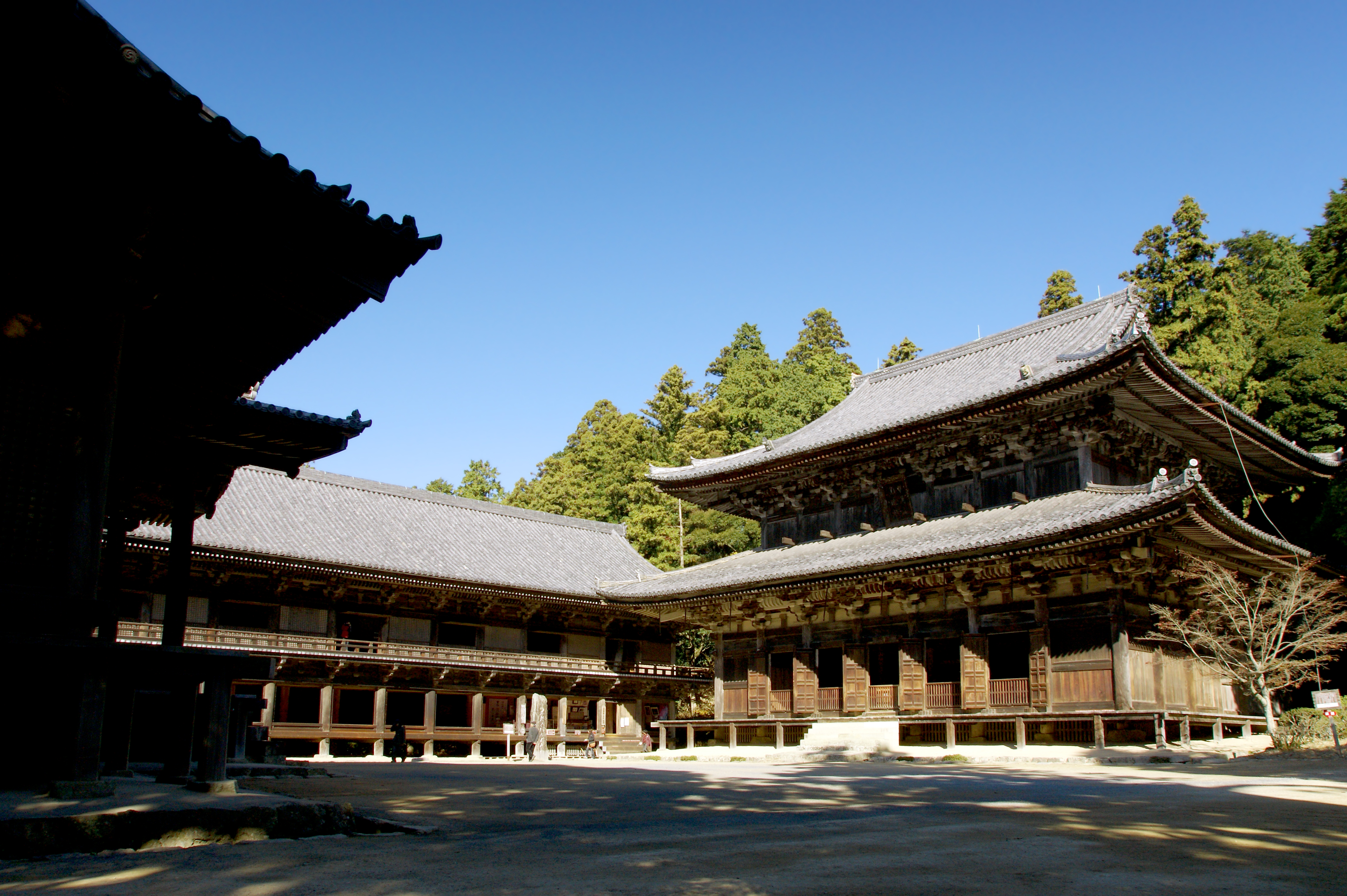
Három terem Engjódzsiben, Himedzsiben 18. században befejezve
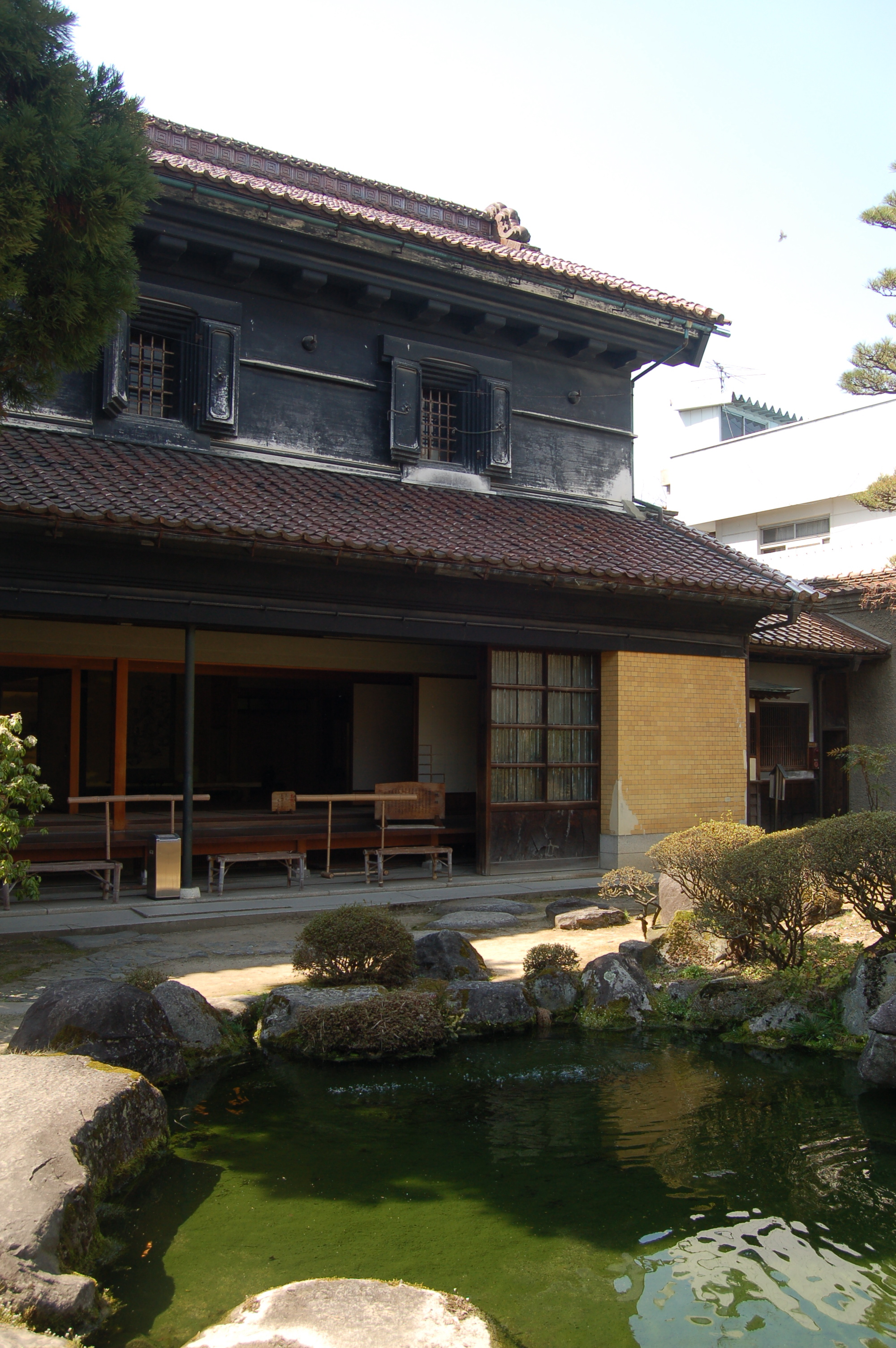
Városi ház a felső szintig fekete (edoguro) festéssel

## Meidzsi-, Taisó- és korai Sóva-kor
A Tokugava-sógunátus vége felé a hadsereg és a kereskedelem építészetében elkezdtek megmutatkozni a nyugati hatások, különösen a tengerészeti és ipari létesítmények esetén. Amikor Meidzsi császárt visszasegítették a trónra, Japán gyors nyugatiasodásba kezdett, ez új épülettípusoknak teremtett igényt, például iskoláknak, bankoknak és hoteleknek.
A korai Meidzsi-építészetet eleinte a kínai gyarmati kikötők, mint például a hongkongi, inspirálták. Thomas Blake Glover brit kereskedő ilyen stílusban építtette meg helyi munkaerővel a házát, a Glover Gardent. Az ő hatása segítette Thomas James Waters építész pályafutását, 1868-ban ő a tervezte a téglából és kőből épített, központi timpanonos oszlopcsarnokkal rendelkező Oszakai Pénzverdét. Szintén Waters tervezte a tokiói Kereskedelmi Múzeumot is, amiről úgy tartják, hogy a város első téglaépülete volt.
Miután 1872-ben Tokióban porig égett Cukidzsi kerület, a kormány Ginzát jelölte ki, mint fejlesztendő mintakerület. A kormány tűzbiztos téglaépületeket és nagyobb, jobb utcákat tervezett, amelyek összekötik a Sinbasi állomást a szomszédos Cukidzsi külföldi koncessziós területével és a fontos kormányzati épületekkel. A területek terveit szintén Thomas Waters dolgozta ki, a Pénzügyi Minisztérium Építési Irodája volt felelős a kivitelezésért. A rákövetkező években felépült egy nyugatias Ginza. Az új „Téglaváros” épületeit először eladásra, majd bérlésre hirdették meg, de a magas bérleti díjak miatt sokuk lakatlan maradt. Ennek ellenére, az itt letelepedő újságos és magazincégeknek köszönhetően a kerület a civilizáció és a felvilágosodás jelképévé vált. A kerület ismert lett a kirakatok használatától is, ami már a modern marketing példája. Ginza Téglavárosa Japánszerte sok más terület modernizációs tervének alapjául szolgált.

Rokumeikan, az 1883-as befejezésekor

A korai nyugati építészet iskolapéldája volt az 1883-ban befejezett tokiói Rokumeikan, ami egy hatalmas, kétemeletes építmény volt, ami csakhamar a meidzsi-kori nyugatiasodás megosztó jelképe lett. A Rokumeikant Inoue Kaoru külügyi miniszter építtette, hogy a külföldi látogatókat vendégül láthassa, az épületet pedig a kormány egyik kiemelkedő külföldi kormánytanácsadója (ojatoi gaikokudzsin), Josiah Conder építész tervezte meg. 1890-ben az aszakuszai Rjóunkaku lett Japán első nyugati stílusú felhőkarcolója. Ettől függetlenül a hagyományos építészetet nem vetették el az új épületeknél, így például a Tokiói császári palota Kjúdenjénél sem, bár itt is megfigyelhetők nyugati kulcselemek, mint például a kerti vízköpő kutak.

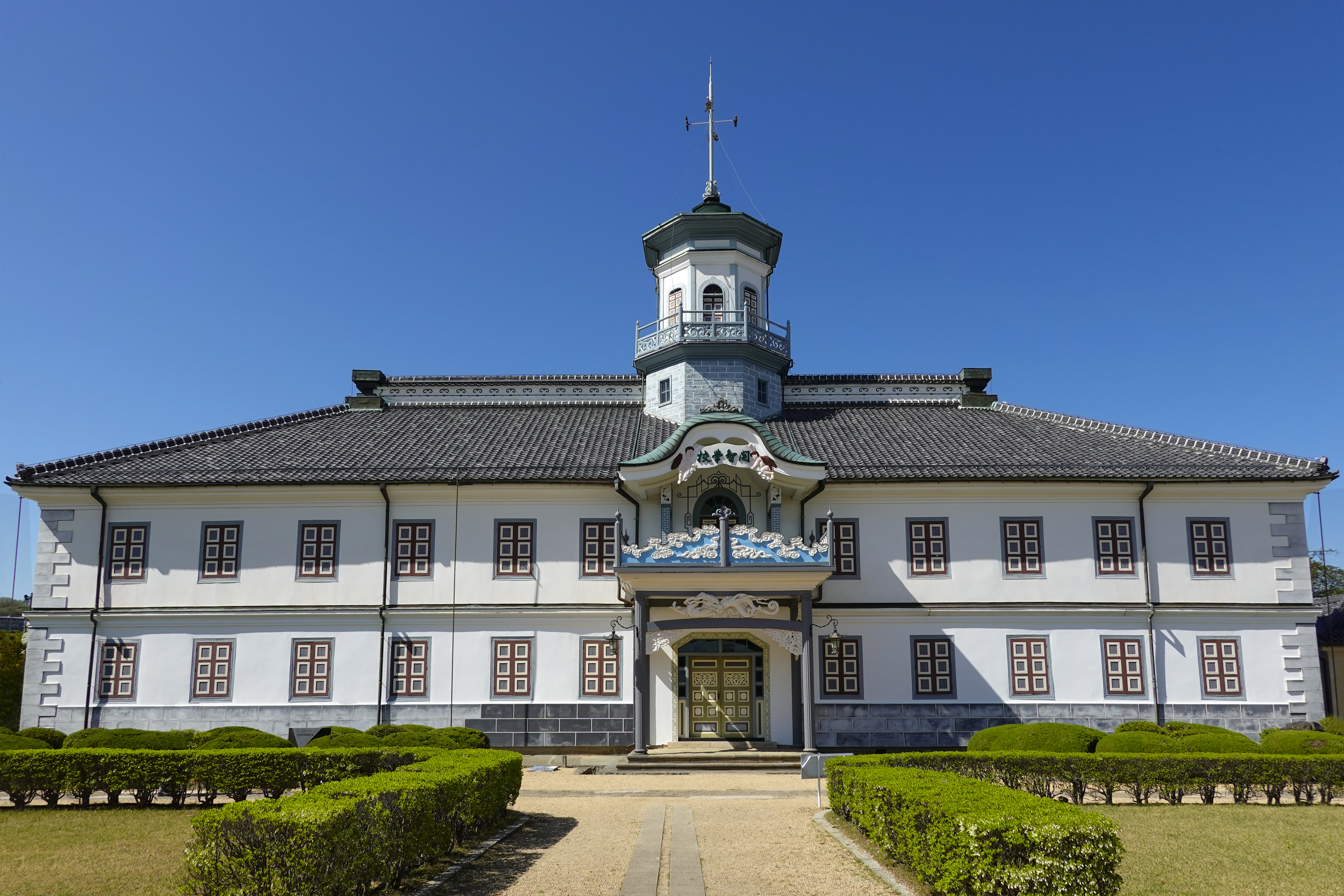
Kaicsi Általános Iskola, 1876

Waters neoklasszikus stílusú épületeivel szemben a japán ácsok kidolgozták a többségében fát használó, mondhatni áljapán gijófú stílust. Ennek jó példája az 1876-ban épült, Nagano prefektúrabeli Kaicsi Általános Iskola. Tateisi Kijosige ácsmester azért utazott Tokióba, hogy megnézze, melyik nyugati stílus volt a legnépszerűbb, és ezeket ötvözte a hagyományos technikákkal amikor az iskolán dolgozott. A hagyományos kura raktárakhoz hasonlóan az épület falai kívül-belül tapasztva vannak, középen egy nyolcszögletű kínai tornyot foglal magába, a sarkain pedig kőszerű csuoinek vannak. A hagyományos namako falazási-tapasztási technikával elérték azt, hogy úgy tűnjön, az épület kőalapokon nyugszik. Egy másik példa az 1872-ben épült Első Nemzeti Banképület volt Tokióban.

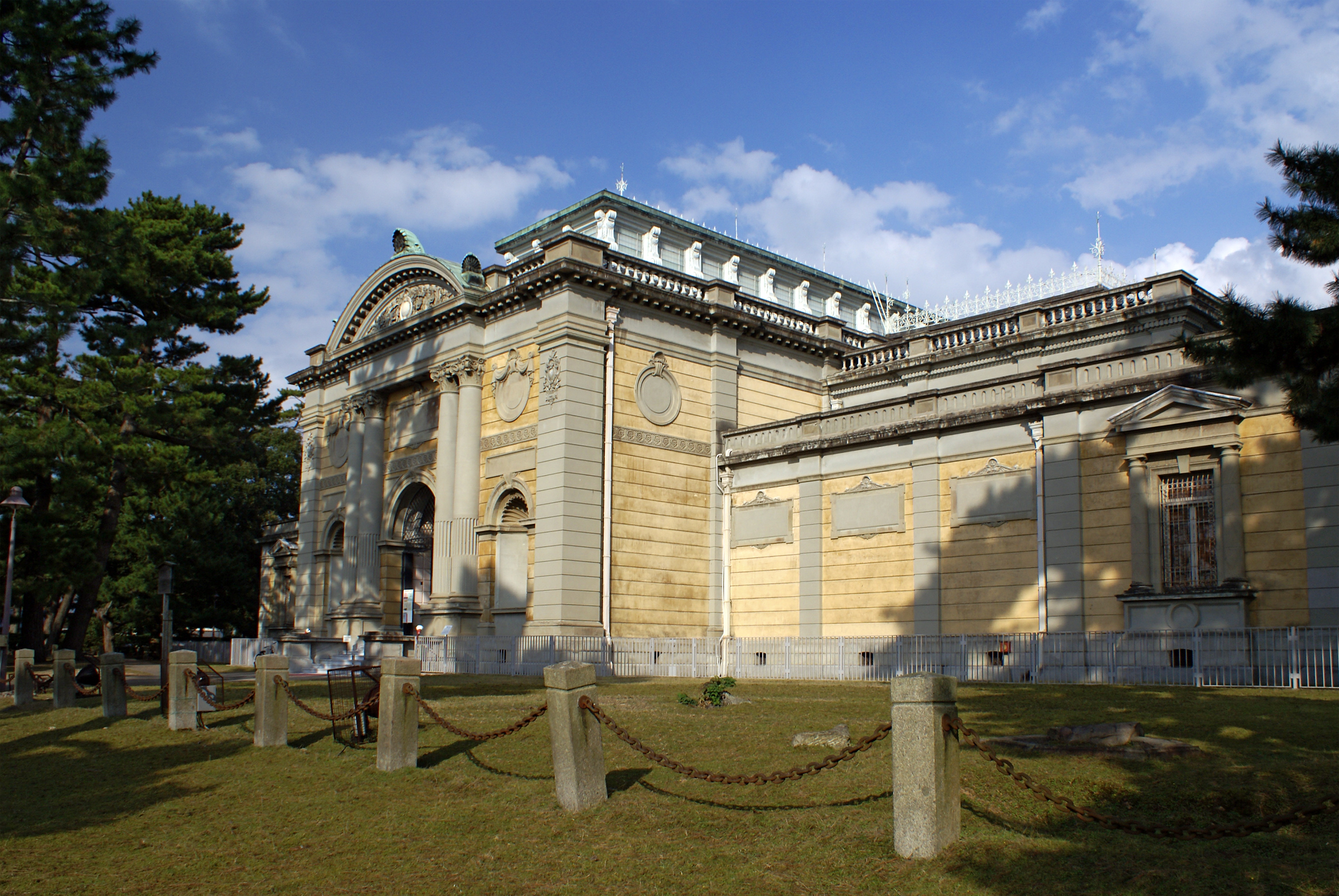
Narai Nemzeti Múzeum, 1894, Katajama Tokuma műve

A japán kormány külföldi építészeket hívott meg, egyrészt hogy az ország területén dolgozzanak, másrészt hogy az új japán építészeket tanítsák. Ilyen meghívott volt többek között a brit építész, Josiah Conder, tőle tanult az első új építészgeneráció, így például Tacuno Kingo és Katajama Tokuma. Tacuno korai művei John Ruskin-szerű velencei stílust mutattak, de későbbi alkotásai, így az 1896-os Japán Bank, illetve az 1914-es Tokiói állomás már inkább Beaux-arts stílusú. Ezzel szemben Katajamára inkább a francia Második Császárság építészete gyakorolt hatást, amit hűen tükröz az 1894-es narai Nemzeti Múzeum és az 1895-ös kiotói Nemzeti Múzeum.
1920-ban fiatal építészek egy csoportja megalakította az első modernista építészszövetséget. Őket Bunriha néven ismerték, ami annyit jelent, hogy szecesszionista csoport, és részben a bécsi szecesszió inspirálta őket. Aggódtak a hagyományos stílusokra való támaszkodás miatt, és a művészi önkifejezést támogatták. Hatással voltak rájuk az olyan európai művészeti-építészeti mozgalmak, mint az expresszionalizmus és a Bauhaus, ami előkészítette az utat a Nemzetközi Stílus és így az építészeti modernizmus betörését.

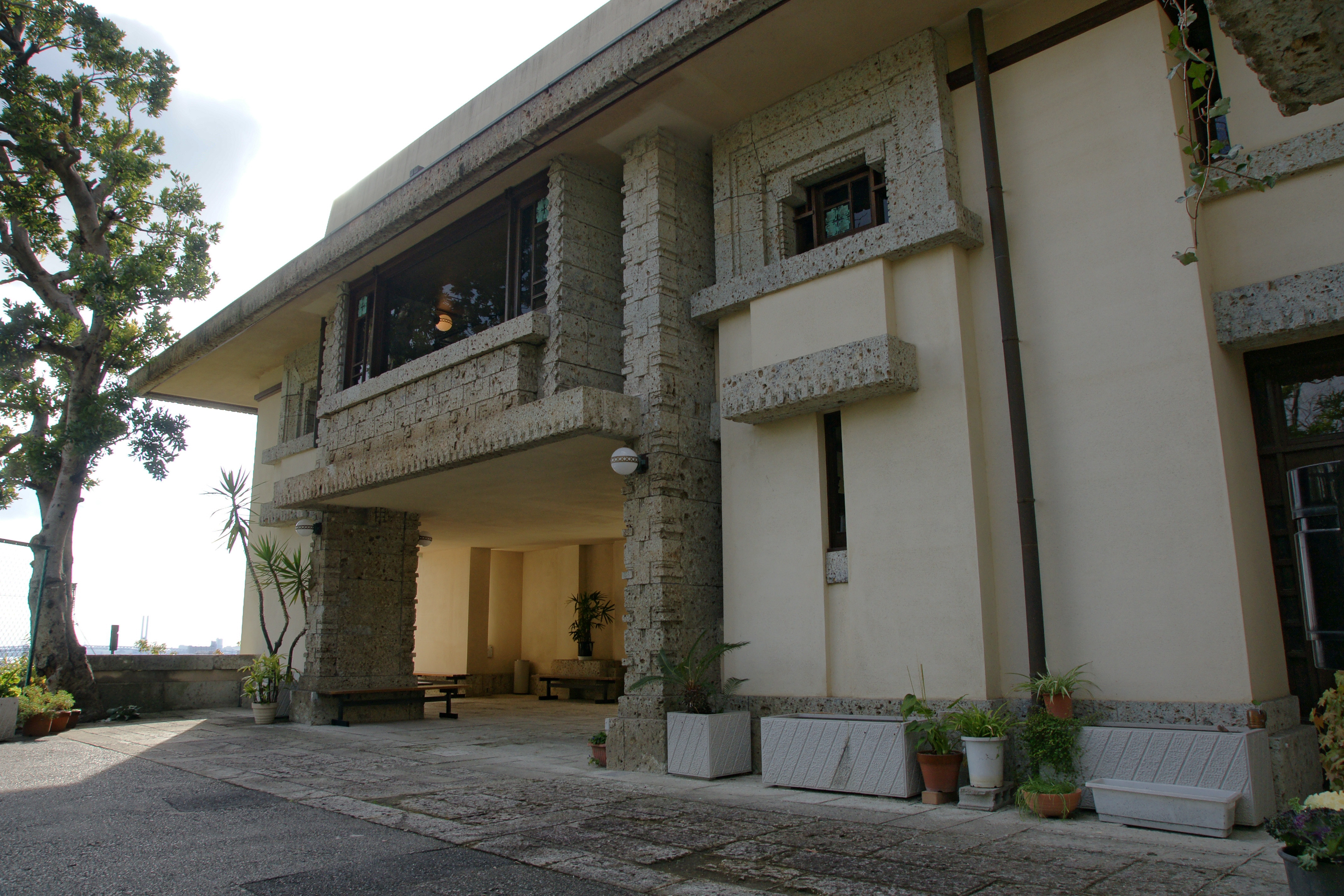
Jamamura-ház, 1924, Frank Lloyd Wright

A Taisó-korban és a Sóva-kor elején két meghatározó amerikai építész tevékenykedett Japánban. Az egyik közülük Frank Lloyd Wright volt, aki a tokiói Császári Hotelt (1913–1923) és a Jodokó-vendégházat (1924) tervezte, mindkét épülethez helyben fejtett ójai követ használt. Wrightnak számos japán tanítványa volt, így például Arata Endo, akinek a nevéhez köthető az 1930-as Kósien Hotel.
A másik építész Antonin Raymond volt, aki tokiói cégalapítása előtt együtt dolgozott Wrighttal a Császári Hotelen. Habár korai művei, mint például a tokiói Keresztény Lánykollégium még mutatják Wright hatását, hamarosan azonban elkezdett kísérletezni a helyben öntött vasbetonnal, amelyet úgy alakított, hogy az abból készült elemek hagyományos japán stílusokra emlékeztessenek. 1933 és 1937 között Japánban volt Bruno Taut. Az ő írásai, különösen a Kacura császári villáról szóló, újraértékelte a hagyományos japán építészetet, egyúttal szélesebb közönséggel megismertetve azt.
Ahogy a Meidzsi-korban, a japán építészek számára a külföldi tapasztalatot az európai munka jelentette. Köztük volt Maekava Kunio és Szakakura Dzsunzó is, akik Le Corbusier párizsi műhelyében dolgoztak, valamint Jamagucsi Bunzó és Kurata Csikatada is, akik Walter Gropius-szal dolgoztak együtt.
Néhány építész középületekkel igyekezett hírnevet szerezni. Murano Tógót, Raymond kortársát a racionalizmus hatása befolyásolta, hozzá köthető a tokiói Moriga Soten irodaépületet (1931) és az ubei Nyilvános Csarnokot (1937). Hasonlóképpen, Josida Tecuro racionalista művei közé tartozik a tokiói Központi Postahivatal (1931) és az oszakai Központi Postahivatal (1939).

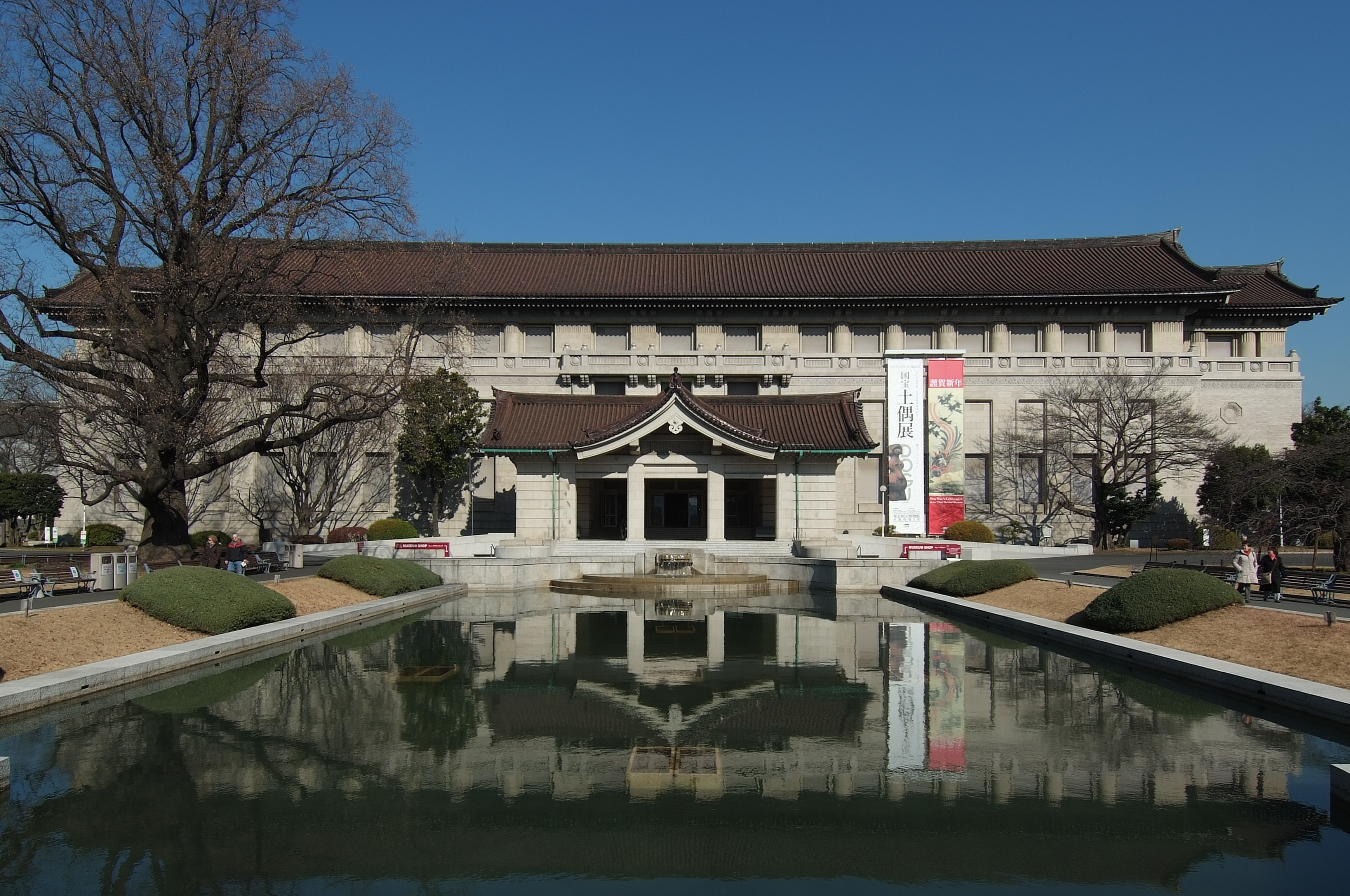
A tokiói Nemzeti Múzeum, 1937

A modernizmussal ellentétben ott volt a császári korona stílusa (teikan josiki) is. Az ebben a stílusban állított épületek jellemzője a hagyományos japán tetőszerkezet, példaként hozható a tokiói Nemzeti Múzeum (1937), Vatanabe Hirosi munkája, vagy a nagojai Városi Csarnok és az Aicsi Prefektúrabeli Kormányzósági Hivatal. Az egyre militaristább kormány megszabta, hogy a fontosabb épületeknek japán stílusúaknak kell lenniük, az infrastrukturális építményekre korlátozva a modernista ötletek megvalósítását, ennek egy példája a Kurobe-gát részeként épült 2-es Számú Erőmű (1938), amelyet Jamagucsi tervezett.
A Meidzsi-, Taisó-, és Sóva-kor számtalan épülete veszett oda a második világháború alatt és után, például a Rokumeikan. Ennek nevére utal a modern kori Rock-May-Kan rendezvényközpont. Josiró Tanigucsi építész és Cucsikava Moto 1965-ben létrehozták Nagoja közelében a Meidzsi Murát, ahol sok megmentett épület tekinthető meg. Egy hasonló jellegű múzeum az Edo–Tokió Szabadtéri Építészeti Múzeum is.

## Késői Sóva-kor

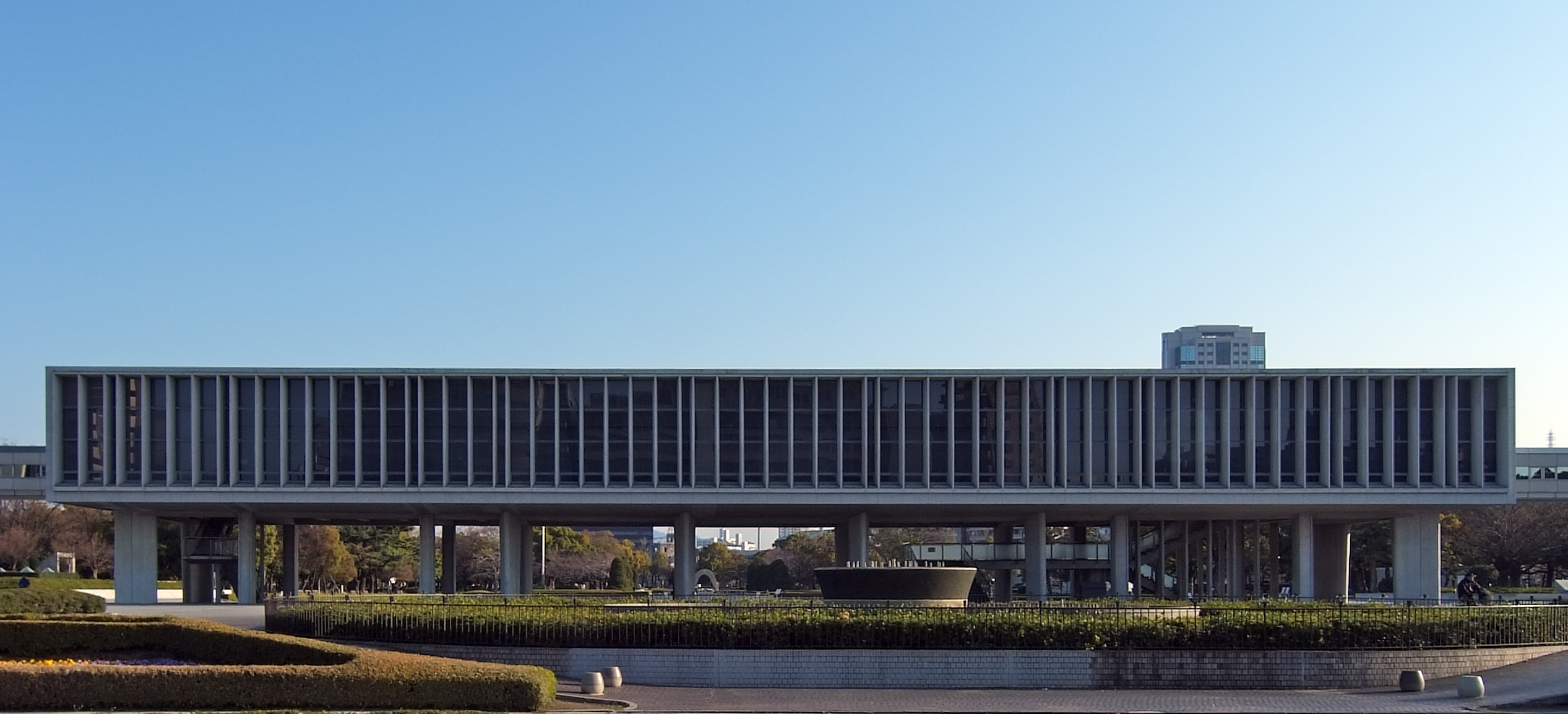
Hirosimai Békeemlékmű-múzeum, 1955

A második világháború után, Douglas MacArthur, a szövetséges erők legfelsőbb parancsnokának nyomására demilitarizált és demokratikus irányba változott a japán politikai és egyházi élet. Bár 1947-ben már bevezették az új alkotmányt, de a japán gazdaság csak a Koreai-háború kitörésével, az Egyesült Államok szövetségeseként kezdett csak talpra állni, az ipari termelésnek hála. 1946-ban megalakult az Előregyártott Épületek Szövetsége, ami megpróbálta enyhíteni a krónikus lakhelyhiányt, és többek közt Maekava Kunio is adott be terveket. Ugyanakkor egészen az 1951-es Bérházrendeletig kellett várni ahhoz, hogy a kormány támogassa a privát szektor által végzett építkezéseket. Szintén 1946-ban a Háborús Károk Rehabilitációjának Bizottsága 13 japán város újjáépítésére irányzott elő terveket. Tange Kenzó Hirosimára és Maebasira vonatkozó terveket nyújtott be.
Az 1949-ben a Hirosimai Békeemlékmű-múzeum pályázatát megnyerő Tange nemzetközi elismerésben részesült. Az 1955-ben befejeződött projekt olyan megbízások sorozatát eredményezte, mint a Kagava Prefektúrabeli Irodaépület Takamacuban (1958), vagy a Régi Kurasiki Városi Csarnok (1960). Ebben az időben mind Tange, mind Maekava érdeklődött a japán építészet hagyományai és a helyi sajátosságok iránt. Ez megmutatkozott Kagavában, ahol a Heian-kori vonalvezetés keveredett a Nemzetközi Stílussal.

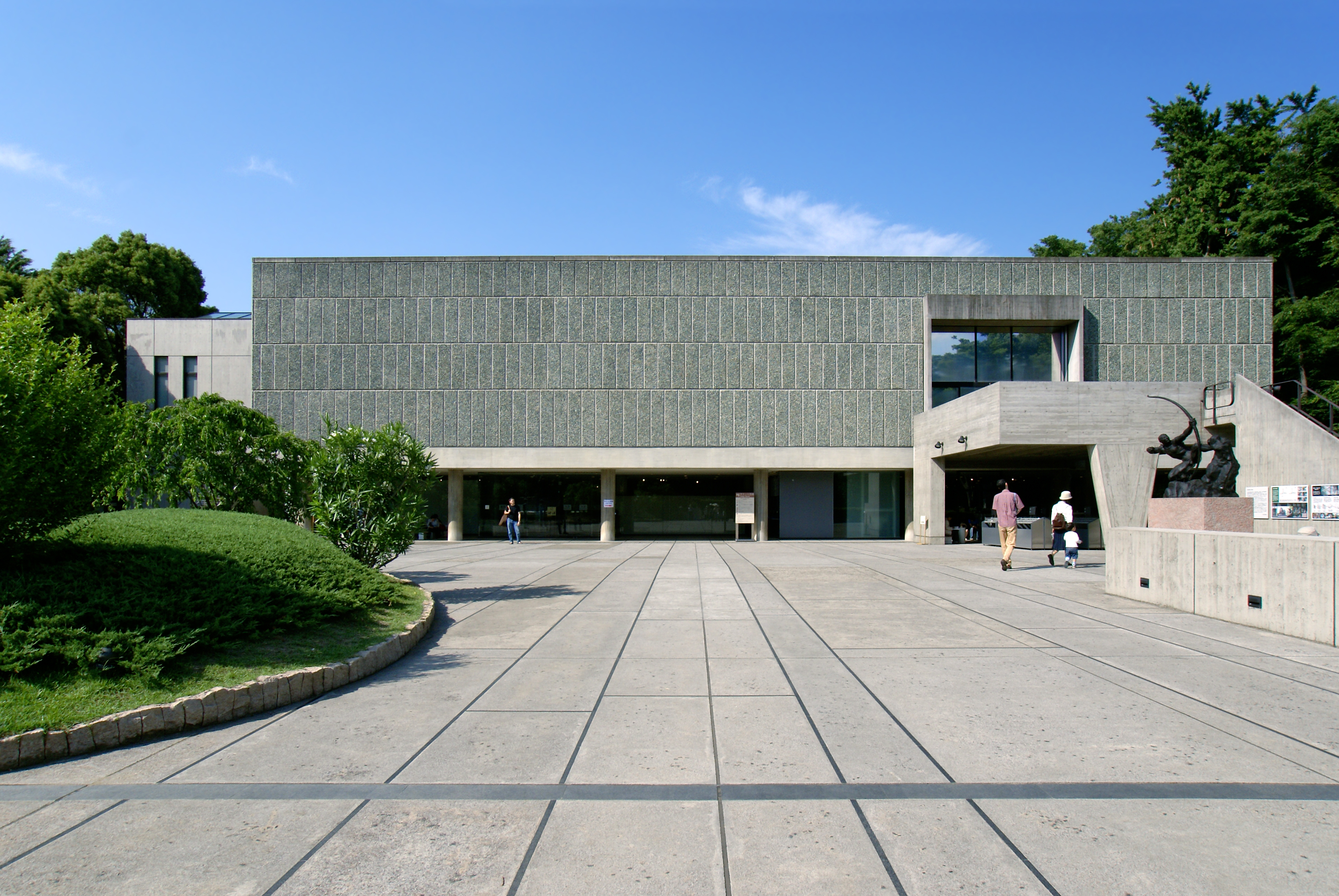
Nyugati Művészetek Nemzeti Múzeuma, 1955

1955-ben a japán kormány Le Corbusier-t kérte fel a tokiói Nyugati Művészetek Nemzeti Múzeumának megtervezésére. Három korábbi tanítványa is segítette: Maekava, Szakakura, és Josizaka Takamasza. Az elképzelés Le Corbusier egy korábbi épületének, az ahmedababi Szanszkar Kendra múzeumnak a terveire alapult, mindkét múzeum szögletes formájú és pilaszterekre támaszkodik.
Nagyrészt Tange hatására az 1960-as Tervezési Világkonferenciát Tokióban tartották meg. Japán tervezők egy kis csoportja is elment a metabolista mozgalom képviseletében, akik bemutatták a manifesztójukat és terveiket. A csoportban ott volt Kikutake Kijonori, Ótaka Maszato, Kurokava Kiso és Maki Fumihiko is. Az eredetileg Égett Hamu Iskolája néven ismert metabolista mozgalom tagjai a megújulást és megújítást tartották lényegesnek, elutasították a múlt megjelenítését, és úgy gondolták, hogy az egyén, a ház és a város egy összefüggő, élő egészként kezelendő. Bár az egyes tagok útjai pár év elteltével különváltak, írásaik időtállósága ismertebbé tette őket külföldi körökben is. A metabolisták nemzetközi jelképe, a kapszula 1960-ban tűnt fel és később a Kurokava által tervezett tokiói Nakagin kapszulaházban köszönt vissza 1972-ben.
Az 1960-as években Japánban megerősödtek és kiterjedtek a nagy építőipari vállalatok, például a Simizu és a Kadzsima. A Nikken Szekkei nagyon széles körű vállalattá vált, amelynek épületterveiben helyett kapott a metabolizmus is.

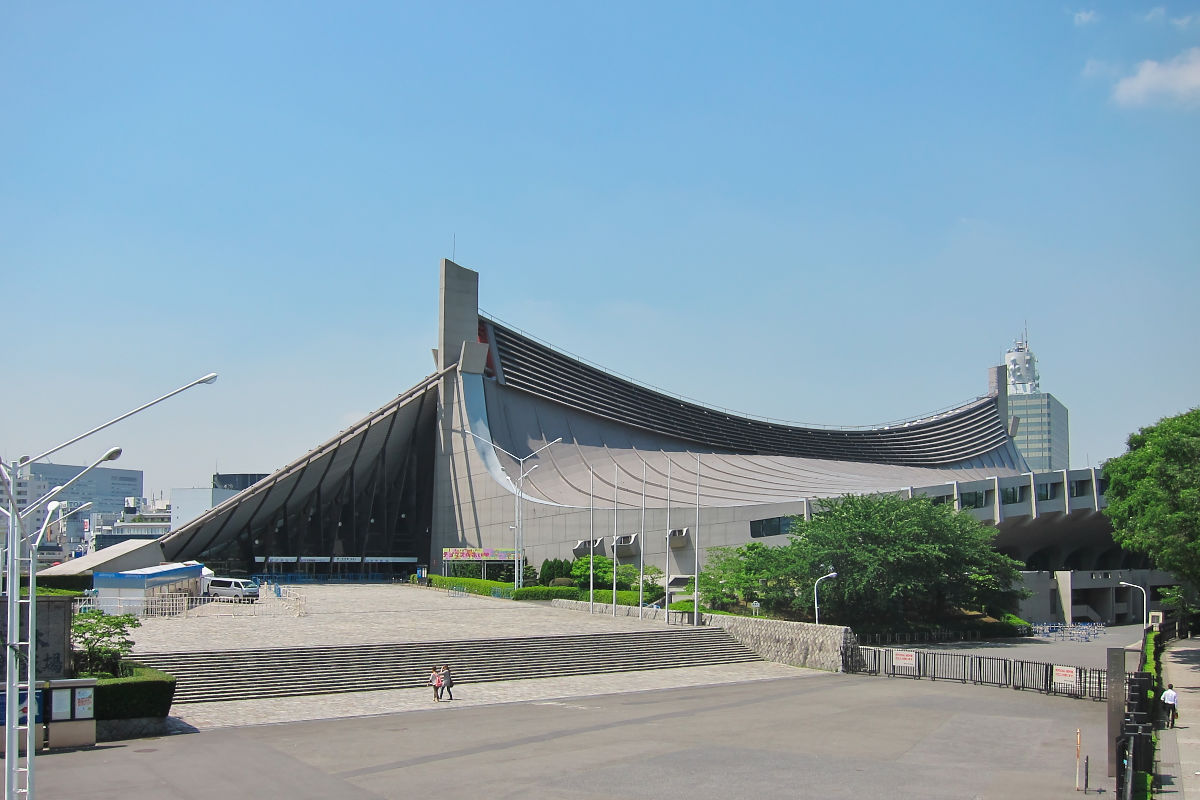
Jojogi Nemzeti Tornacsarnok

Az 1964-es nyári olimpia miatt Tokióban számtalan újszerű épület jelent meg. Sportlétesítmények épültek, a Tange tervei alapján, 1961 és 1964 között épített Jojogi Nemzeti Tornacsarnok a sintó szentélyeket idéző felfüggesztett tetőszerkezetével Tokió látványossága lett. De megépült a Nippon Budokan, a Komazava Tornacsarnok, és sok más épület is. Az olimpiai játékok jelképezték a második világháború pusztítása után feléledő Japánt, ahol az új önbizalmat az új épületek mutatták meg.
Az 1960-as években voltak olyan építészek is, akik az építészet világát nem a metabolizmuson keresztül szemlélték. Sinohara Kazuo például kis lakossági projektekre specializálódott, ahol szabadon gyakorolhatta a hagyományos építészet elveinek alkalmazását a térrendezésnél, az egyszerűsítésnél és a szimbolizmusnál is. Az Esernyő-házban (1961) például a minka-stílusú döngölt agyag padlózat és az emelt tatamis padlózat közti térviszonyokat vizsgálta a nappaliban és a hálószobában. Ez a kérdés volt a meghatározó a Földpadlós fázban (1963) is, ahol döngölt földpadló volt a konyhában. A különleges tetőhasználatú Ház fehérben című tervét Frank Lloyd Wright Prériházaihoz hasonlították. Sinohara ezeket a gondolatokat három korszakában (avagy stílusban) járta körbe.
Tange egy volt alkalmazottja, Iszozaki Arata, aki először érdeklődött a metabolizmus iránt is, érdekes elméleti projektekkel állt elő: Város a levegőben (1961) és Jövőváros (1962). Később eltávolodott ilyennemű terveitől, és James Stirlinghez hasonlóan a mannerizmus felé fordult. Ez leginkább a Fukuokai Tőkealap óitai kirendeltségének épületénél (1967) látszik a matematikai rácsozás, a betonszerkezet és a nyitottság lévén. a Gunma Prefektúrabeli Múzeumnál (1971-1974) kockaszerű elemekkel kísérletezett (némelyiknek 12 méteres az élhossza), amire egy másodlagos rácsszerkezet illeszkedik a külső falpanelek és falnyílások képében. Ez az elképzelés lehet, hogy Le Corbusier épületének, a Nyugati Művészetek Nemzeti Múzeumának részleteiből származik.
Azokban a japán városokban, ahol nincsenek európai stílusú vett verandák és terek, ott gyakran kiemelik az ember és az utca hétköznapi kapcsolatát. Maki Fumihiko az egyike volt azoknak, akiket foglalkoztatott az építészet és a város kapcsolata, ez látszik az Oszaka Prefektúrabeli Sportközpontnál (1972) és a tokiói Spirálnál (1985) is. Hasonlóképpen gondolkodott Aida Takefuma (az ArchiteXt csoport tagja) is, aki nem értett egyet a metabolizmussal és a városi szemiológiát tanulmányozta.

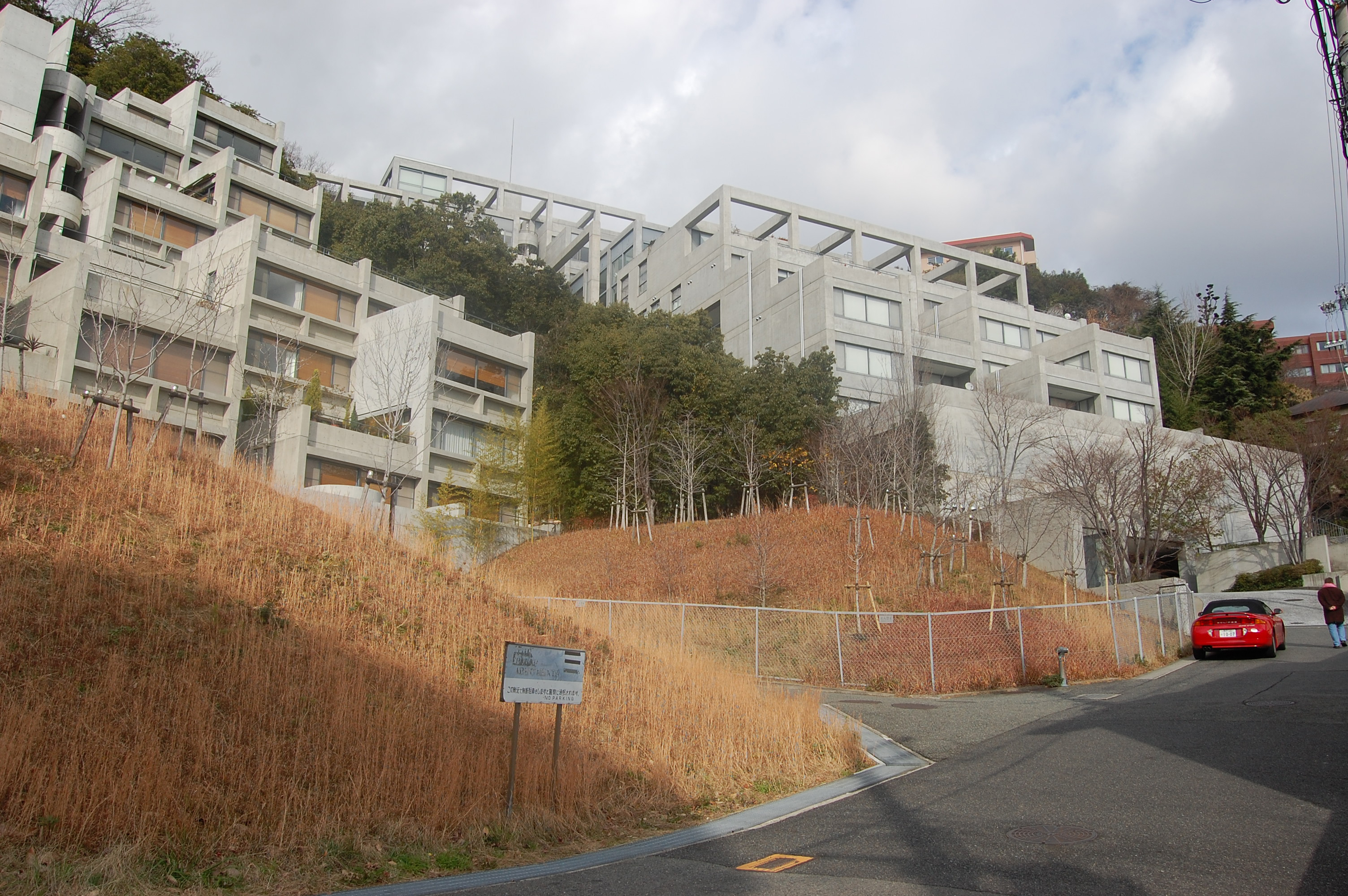
Rokkó 1-es Lakóterület, Kóbe, 1985

A késő 70-es és korai 80-as években Ando Tadao építészete és esszéi térképezték fel a kritikus regionalizmus ötletét, amely kihangsúlyozza a helyi és nemzeti kultúrát az építészeten keresztül. Ando úgy gondolta, hogy a japán házat visszailleszti a természet keretei közé, amiből a modernizmus miatt került ki. Első projektjei között kis városi házak voltak belső kerttel (mint például az oszakai Azuma-ház, 1976). Építészetét a beton használata jellemezte, ugyanakkor ügyelt rá, hogy kihasználja a betonfelületek, az egyéb építőanyagok, valamint a fény és napszakok múlásának összjátékát. A természet integrációjáról alkotott elképzelései sokkal nagyobb projektekben is hatással voltak, például a Rokkó-hegy oldalában található Rokkó 1-es Lakóterületre (1983) és a tomamui Vizen Fekvő Templomra (1988).
A késő 80-as években megjelentek az úgynevezett Sinohara-iskolát képviselő építészek művei. Ilyen tervező például Itó Tojó és Haszegava Icuko, akiket érdekelt a városi élet és a modern város. Itó a városlakók, az „urbán nomádok” dinamizmusára és mobilitására koncentrálva alkotta meg a Szelek tornyát (1986), amely egybefoglalta a természet elemeit, mint a napfény és a szél, a technológiával és annak erejével. Haszegava arra koncentrált, amit ő maga a következőképpen fogalmazott meg: „építészet, mint egy másik természet”. Az általa tervezett fudzsiszavai Sónandai Kulturális Központ (1995) a természeti környezetet új, high-tech anyagokkal kombinálta.
A 80-as évek vége felé olyan különösen individualista építészek alkottak, mint például Takamaci Sin, és a „kozmikus” műveket alkotó Takaszaki Maszaharu. Takaszaki munkái, aki a 70-es években az osztrák Günther Domeniggel dolgozott együtt, Domenig organikus építészetéhez hasonlítanak. A kagosimai Zéró Kozmológia-ház (1991) betonból épült, és a belsejében található egy elmélkedést segítő, tojás alakú „zéró-tér” is.

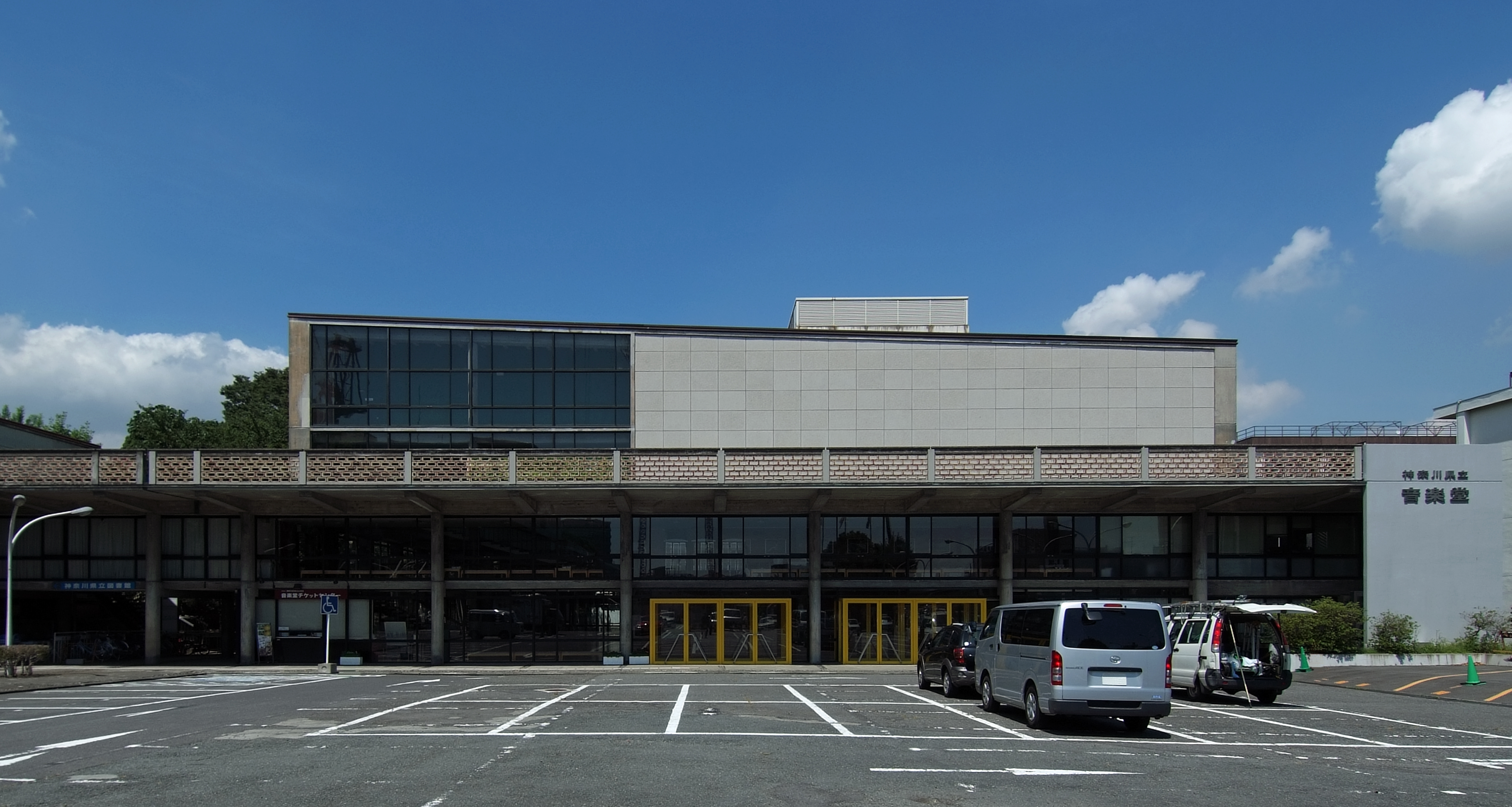
Kanagava Prefektúrabeli Könyvtár és Hangversenyterem, Jokohama, 1954
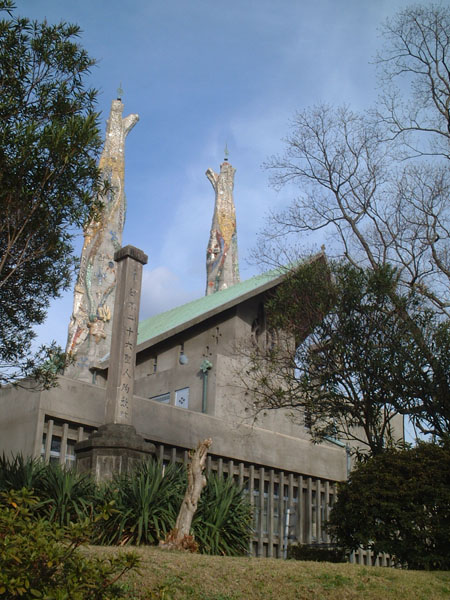
26 Mártír Múzeum és Emlékmű, Nagaszaki, 1962
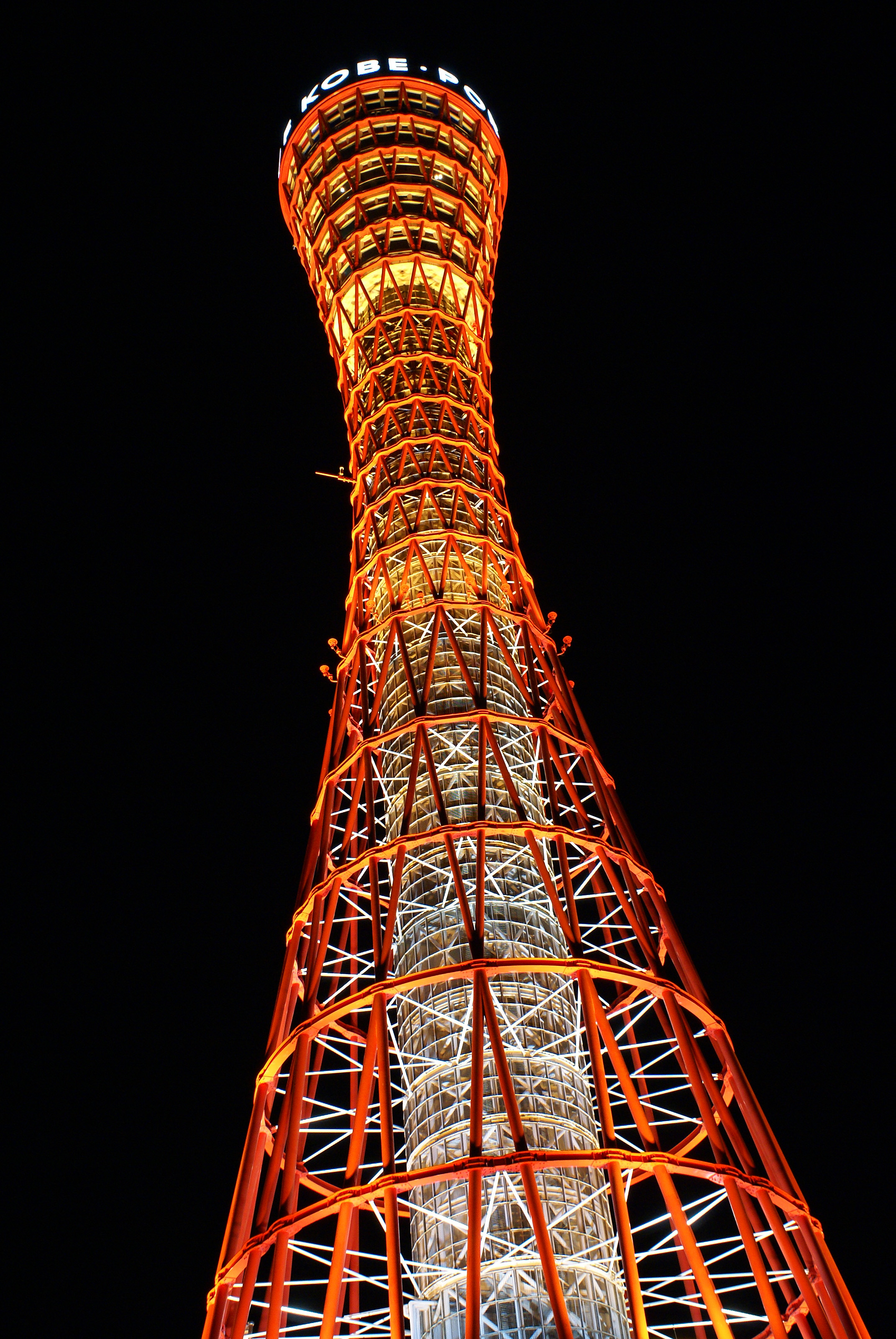
Kóbei Kikötői Torony, Kóbe, 1963
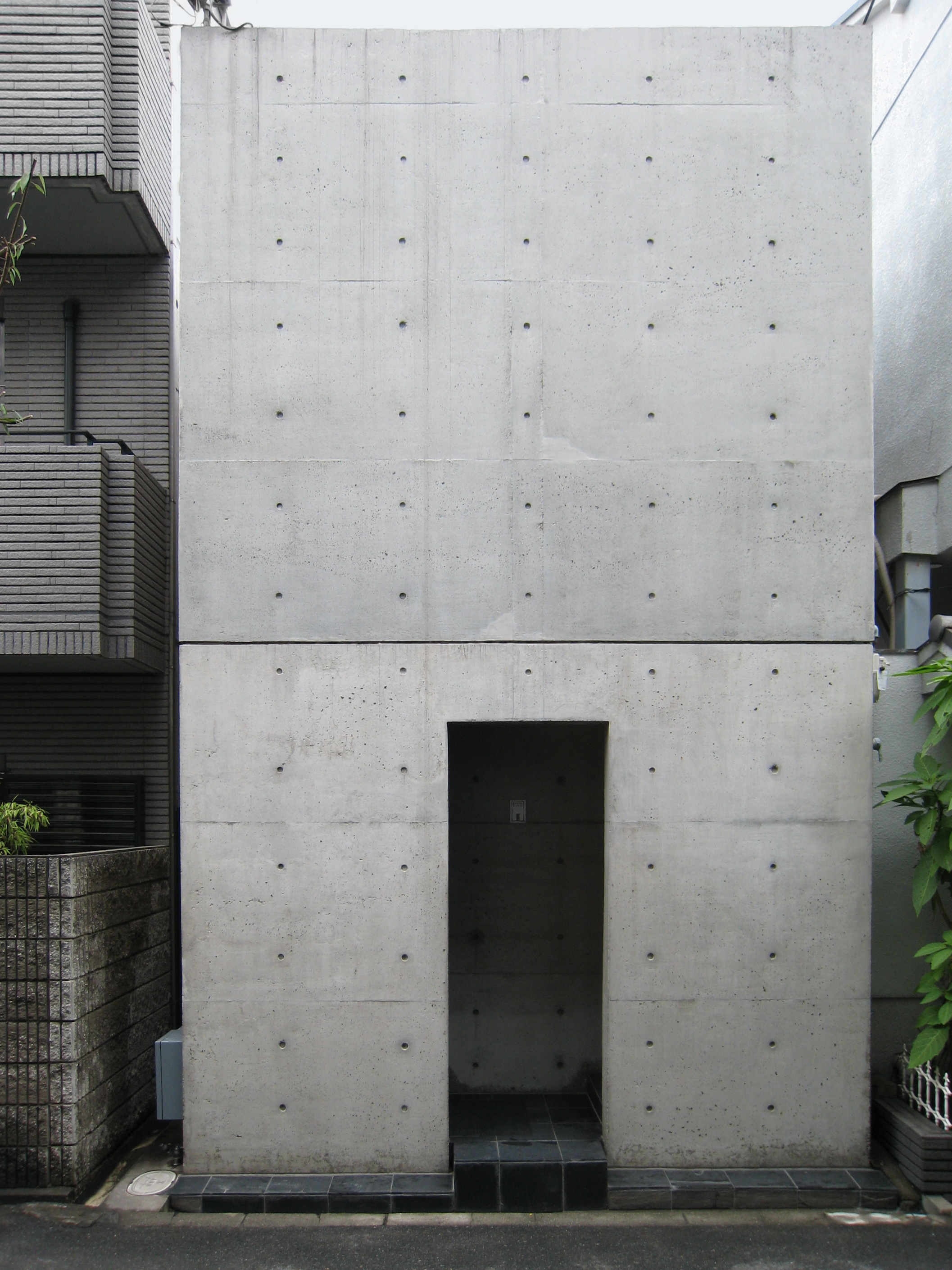
Azuma-ház, Oszaka, 1976
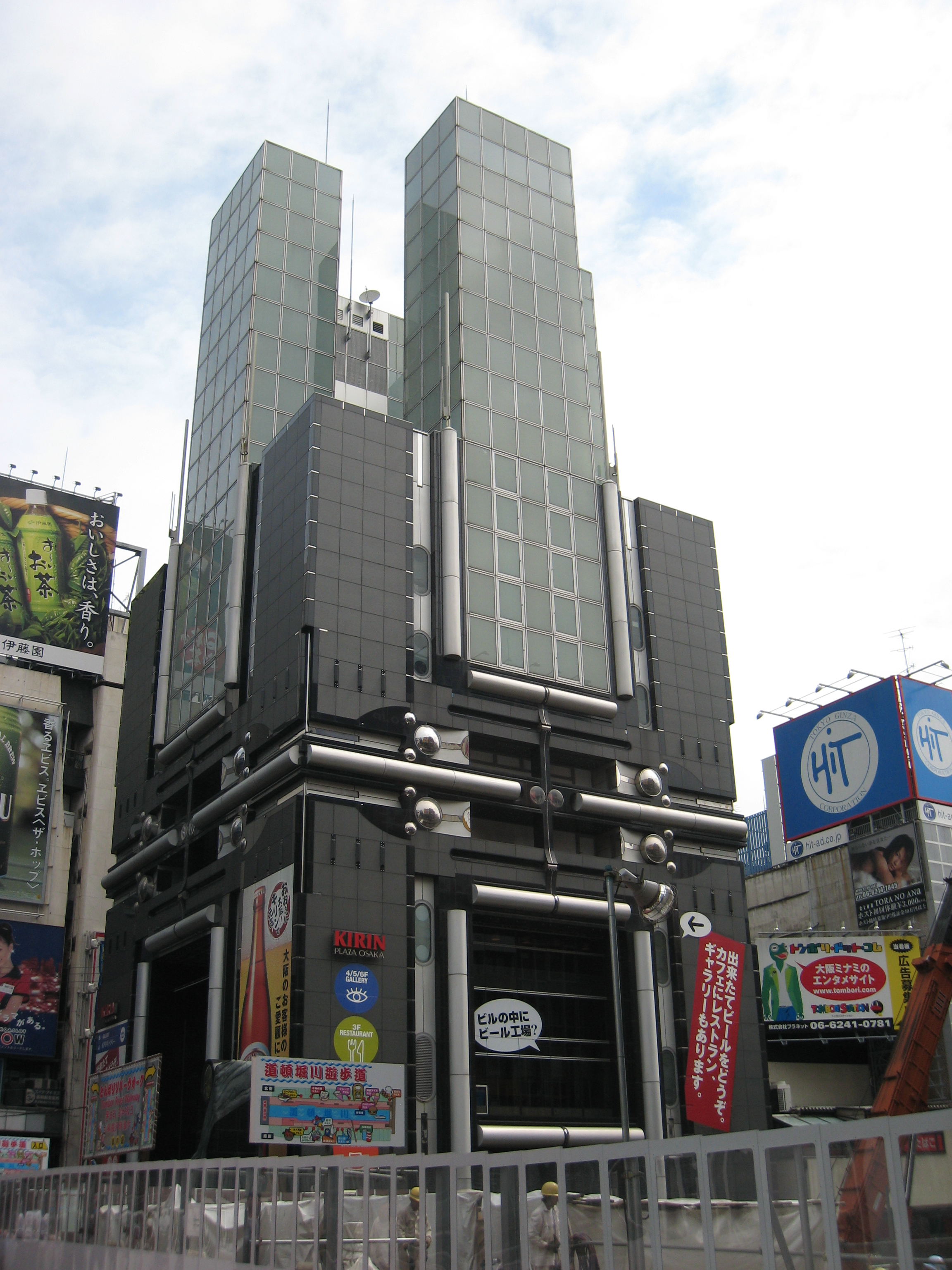
Kirin Pláza, Oszaka, 1987 (már elbontották)

## Korai Heiszei-kor

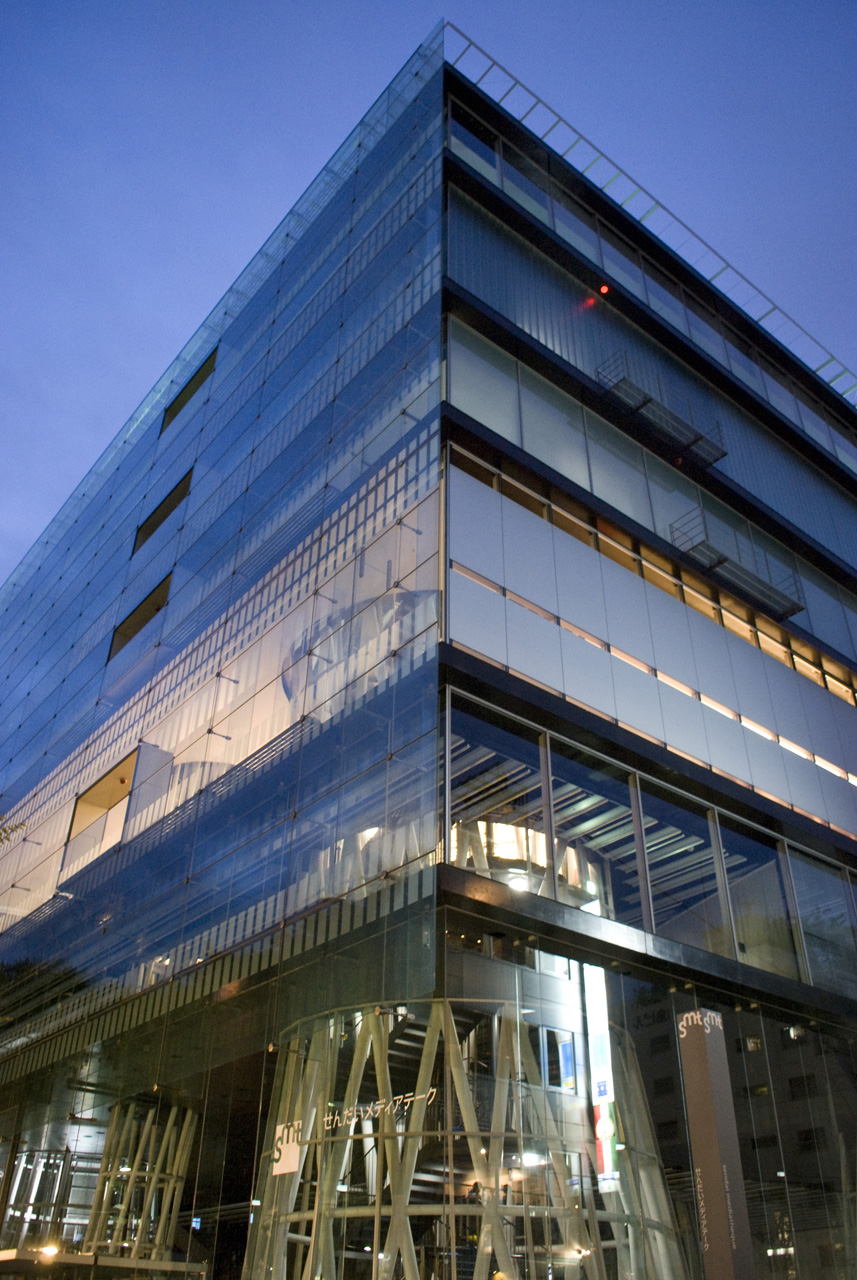
Szendai Médiatéka, Szendai, 2001

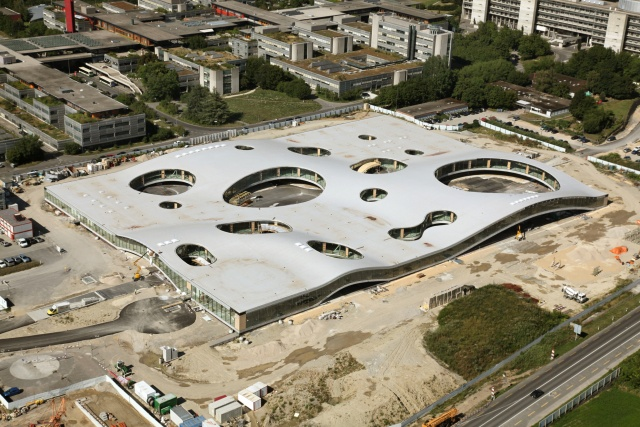
Rolex Oktatóközpont, Lausanne, 2010

A Heiszei-kor a Japánt addig segítő gazdasági buborék kipukkanásával kezdődött. A privát megbízások gyakorlatilag megszűntek, és az építészek, tervezők csak a kormány, illetve a prefekturális szervezetek megbízásaira számíthattak. A Sónandai Kulturális Központra elemeire alapozva Haszegava Icuko kulturális és közösségi központok sorát valósította meg szerte Japánban. Ilyen központ például a Szumida Kulturális Központ (1995) és a Fukuroi Közösségi Központ (2001), ahol egyrészt bevonta a lakosságot is a tervezési folyamatba, másrészt körüljárta a fények falakon történő átszűrésének lehetőségét.
Itó Tojó a Szendai Médiatéka 1995-ös nyertes pályázatával tovább folytatta a modern városbeli folyadékdinamikáról alkotott elképzeléseit, amit jelez, hogy „tengerihínár-szerű” oszlopok támasztják alá a hétemeletes építményt, ami üvegbe van csomagolva. Későbbi munkái, mint a tokiói Tama Művészeti Egyetem könyvtárépülete (2007), már kifejezőbb formavilágú, ahelyett, hogy korábbi művei mérnöki esztétikája dominálna.
Noha Ando Tadao híres lett betonhasználatáról, az új évtizedet az 1992-es Seville-i Világkiállítás japán pavilonjának megtervezésével kezdte, amiről azt mondták, hogy „a világ legnagyobb faépülete lett”. Hasonló műfajban folytatta a kami Fakultúra Múzeumával (1994), és a szaidzsói Komjo-dzsi szentéllyel (2001).
1994-ben egy brit építészgárda, a Foreign Office Architects nyerte meg a Jokohamai Nemzetközi Kikötő termináljának tervezésére kiírt nemzetközi versenyt. A kész építmény egy hullámos struktúra, ami a környező városból nő ki, amibe nem csak bemenni lehet, hanem szó szerint át is lehet rajta sétálni a felszínén. A Klein Dytham Architecture egyike azon kevés külföldi építészeknek, akiknek erős a jelenlétük Japánban. Az általuk tervezett kobucsizavai Moku Moku Ju (2004) egy közösségi fürdőház, ami kerek medencék és öltözők láncolatából áll, a teteje lapos, és az épületet színezett, függőleges falécek díszítik.
Az 1995-ös Nagy Hansin földrengés után Ban Sigeru Papírházaknak elkeresztelt kartonpapír-csöveket tervezett, amelyekből gyorsan ideiglenes szállásokat lehet összeállítani a menekültek számára. További segítség gyanánt 5 méter magas, rugalmas, esernyőszerűen szétnyíló tetővel rendelkező templomot tervezett 58 kartonpapír-cső felhasználásával. A templomot római katolikus önkéntesek állították fel 5 hét alatt. A Nomád Múzeum számára Ban hajózási konténerekből rakott ki falakat azáltal, hogy négy konténer magasra halmozta őket, de a sarkaiknál csuklókat helyezett el, így kialakítva egy sakktáblaszerű mintát a konténerekből és a köztük lévő üres térből. A kiegészítő tereket papírhengerekből és méhsejt alakú panelekből állította össze. A múzeumot eleve hordozható jellegűre tervezte, és később átkerült Tokióba, Santa Monicába, New Yorkba, de még Mexikóvárosba is.
A Fudzsimori Terunobu történész és építész 1980-as években végzett, városi építészeti érdekességekre összpontosító kutatása fiatal építészek generációjának munkáját ihlette meg, így az Atelier Bow-Wow alapítóinak terveit is. Cukamoto Josiharu és Kadzsima Momojo Made in Tokyo című 2001 könyvük kapcsán felmérték a várost „semmirekellő” építmények után kutatva. Munkájuk inkább szeretettel fogadja a környezetet, mintsem kizárja azt. Bár tokiói irodájuk szűkös helyen van, mégis hatalmas ablakokkal és terebélyes tornáccal „látják vendégül” a várost.
Fudzsimoto Szó építészete az alapvető építőelemek manipulációjából merítkezik, hogy geometrikus primitivizmust hozzon létre. Épületei nagyon függnek a környezet topográfiájától illetve formáitól, és találunk köztük lakóházakat, de gyermekotthont is Hokkaidóban.
Itó Tojó két egykori alkalmazottja, Szedzsima Kazujo és Nisizava Rjue 1995-ben megalapították a SANAA nevű kollektívát. Könnyed, átlátható tereket használó terveikről híresek, amelyek láthatóvá teszik az épület látogatóinak mozgását és áramlását. A sibujai Dior üzlet, ami egy 2001-es munkájuk volt, Itó Médiatékájára emlékeztetett a maga hűvös, fehér akrilborításával a külső falakon, ami megszűrte a fényt és részben felfedte a bolt belső terét. 2009-ben tervezték meg a londoni Serpentine Gallery pavilonját, ami egy fényvisszaverő, mintegy lebegő alumíniumtetőből, és az azt alátámasztó, karcsú oszlopokból áll össze. A mozgási dinamizmusuk megfigyelhető a lausanne-i Rolex Oktatóközpontnál (2010) is. Az épületnek van egy betonból épült kéregteteje, ami alatt húzódik egy másik, hullámzó hatású tetősík. Az alaprajz egy udvarokkal megtűzdelt biológiai sejtre emlékeztet.

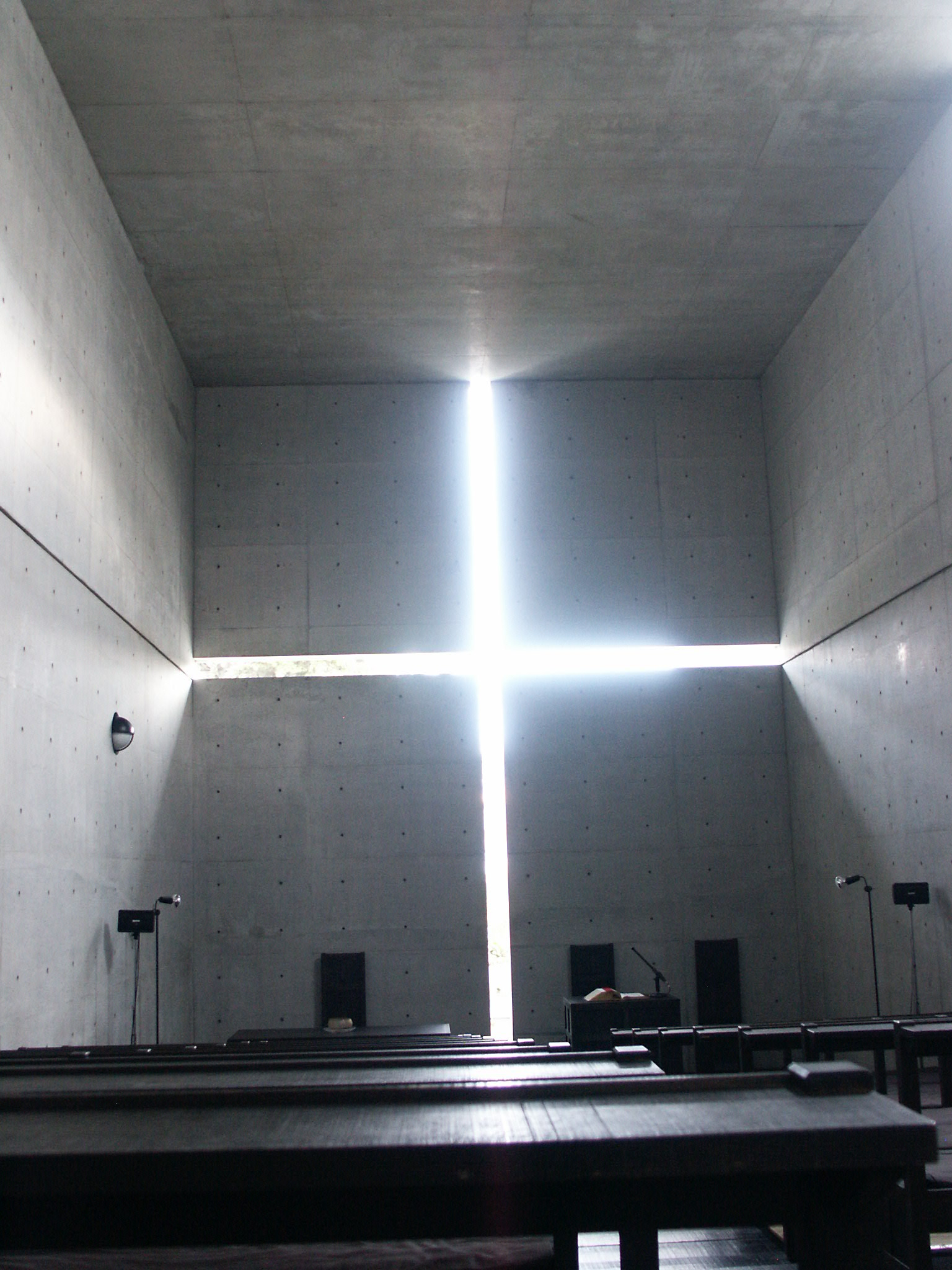
A Fény Temploma, Ibaraki, 1989
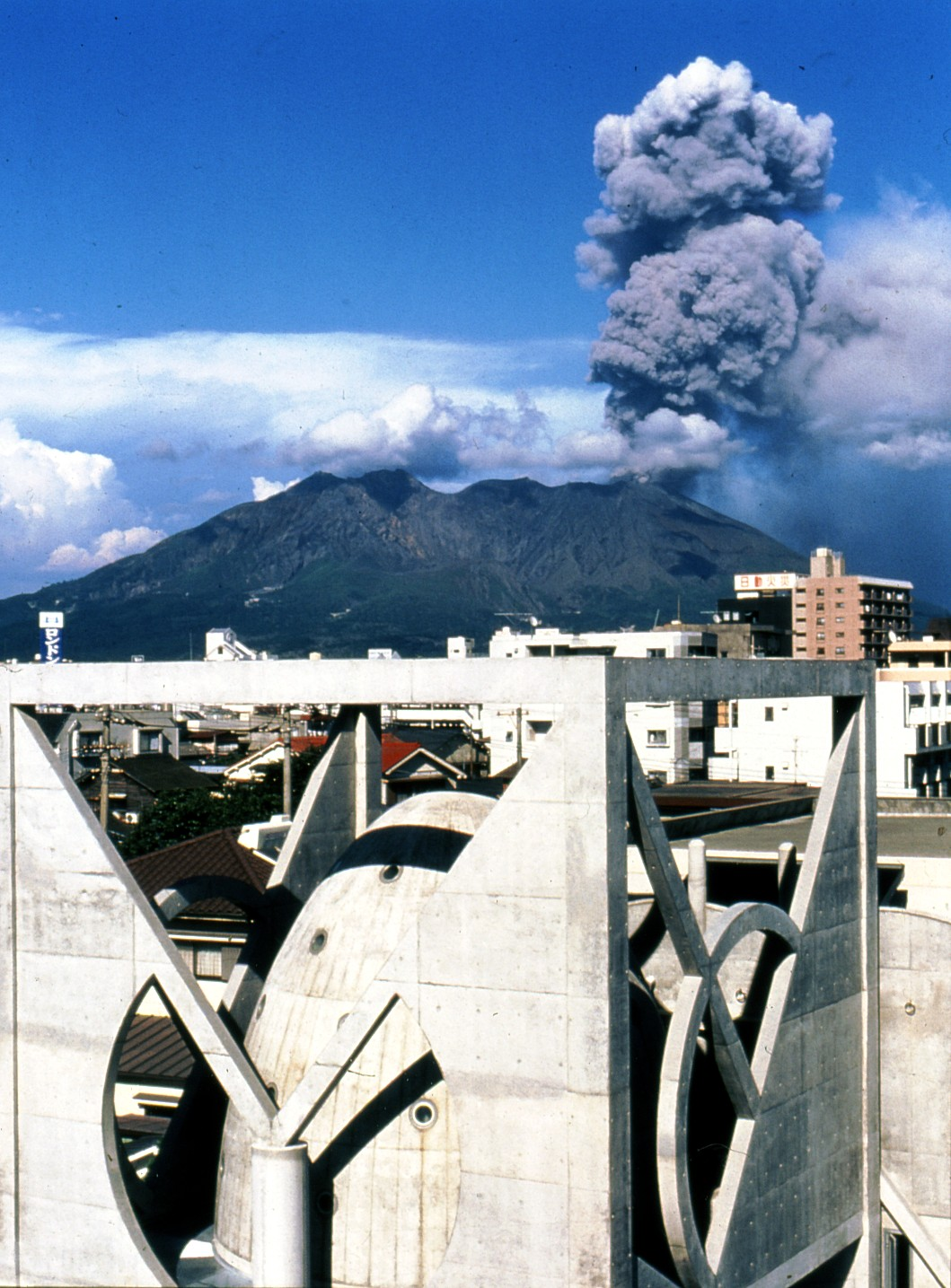
Zéró Kozmológia-ház, Kagosima, 1991
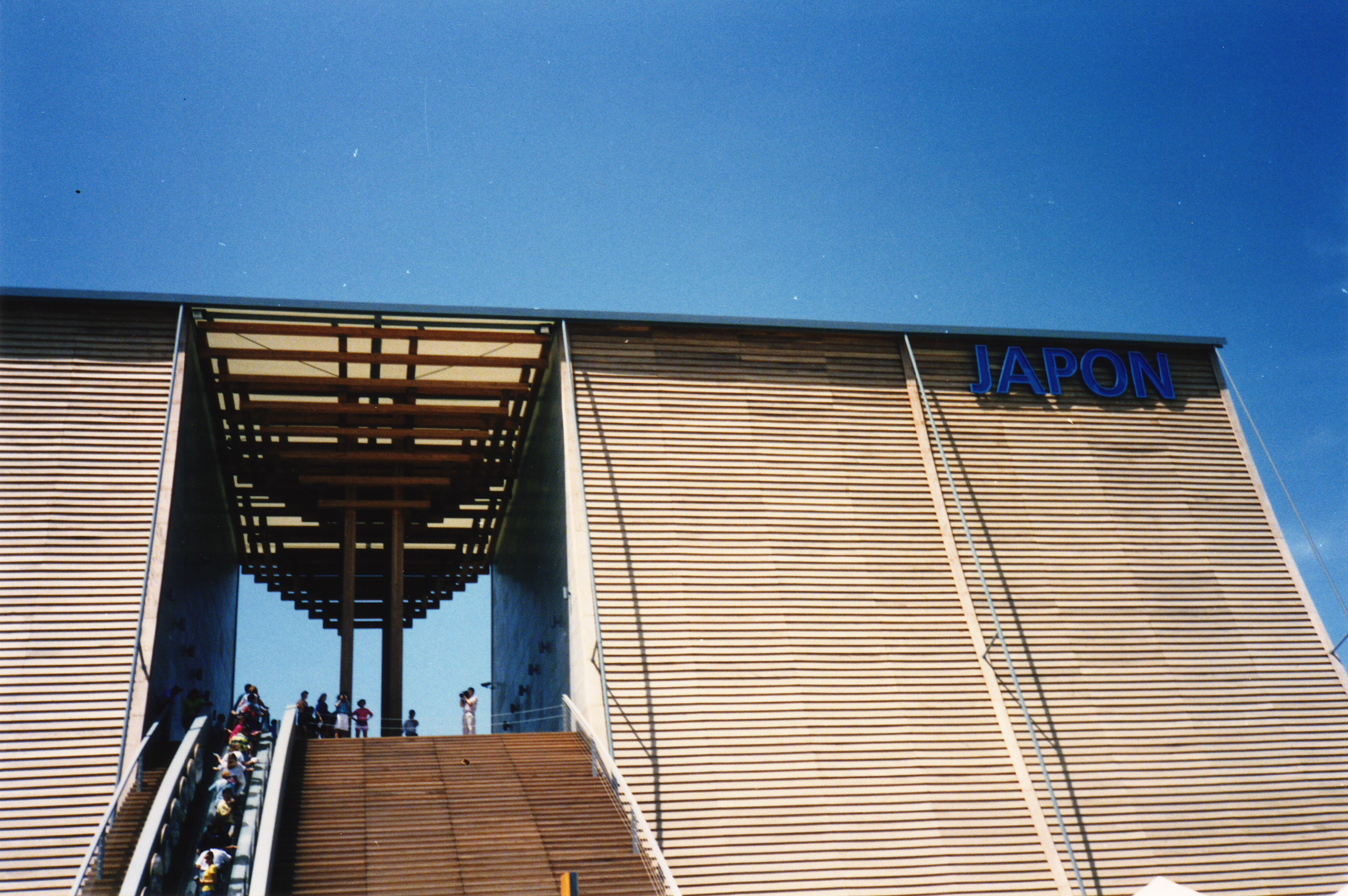
A japán pavilon az 1992-es Seville-i Világkiállításon, 1992
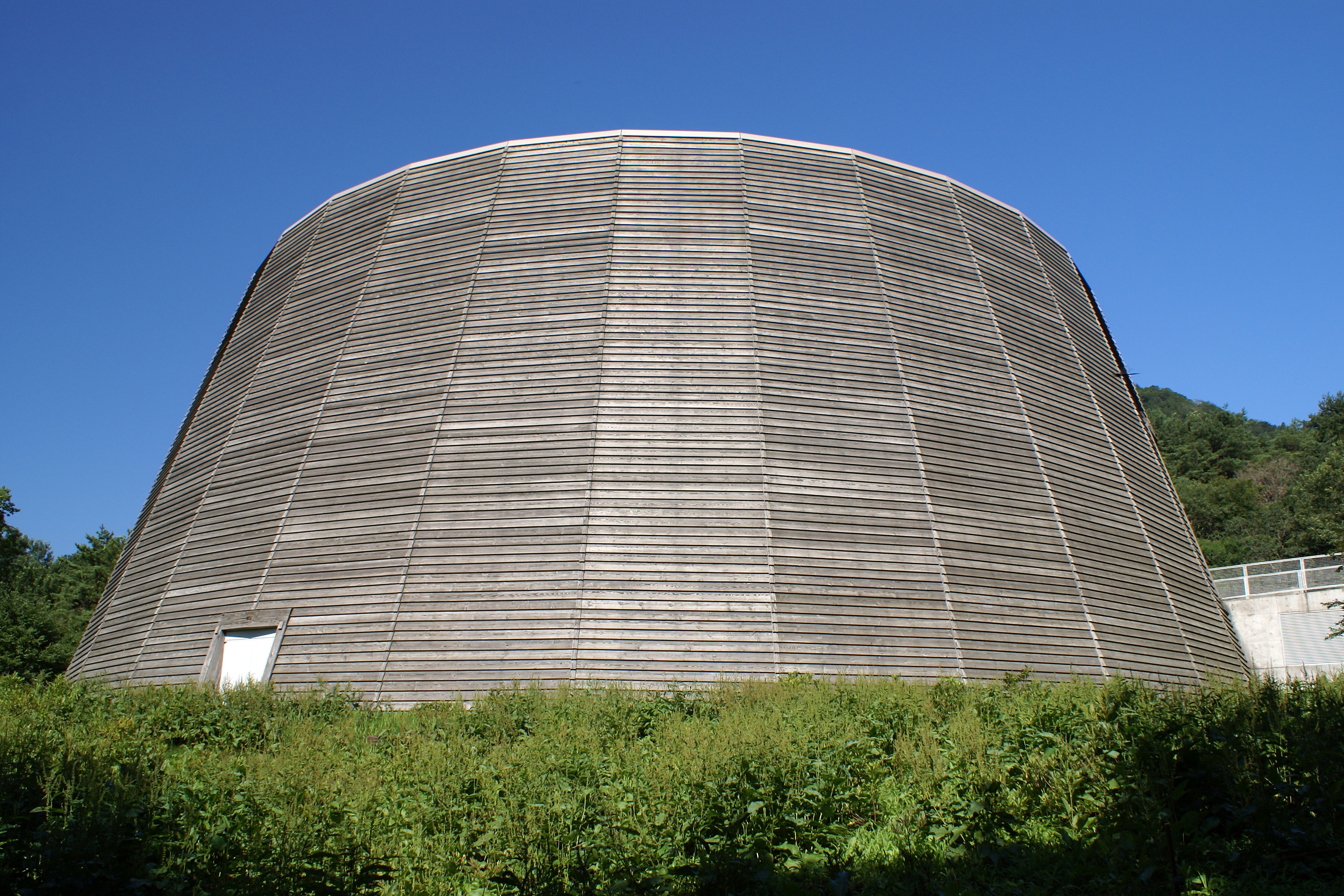
Fakultúra Múzeuma, Kami, 1994
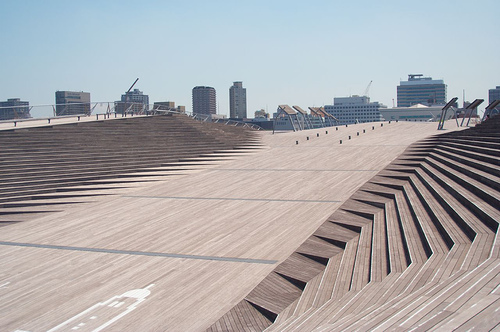
A Jokohamai Nemzetközi Kikötő terminálja, 1994–2002
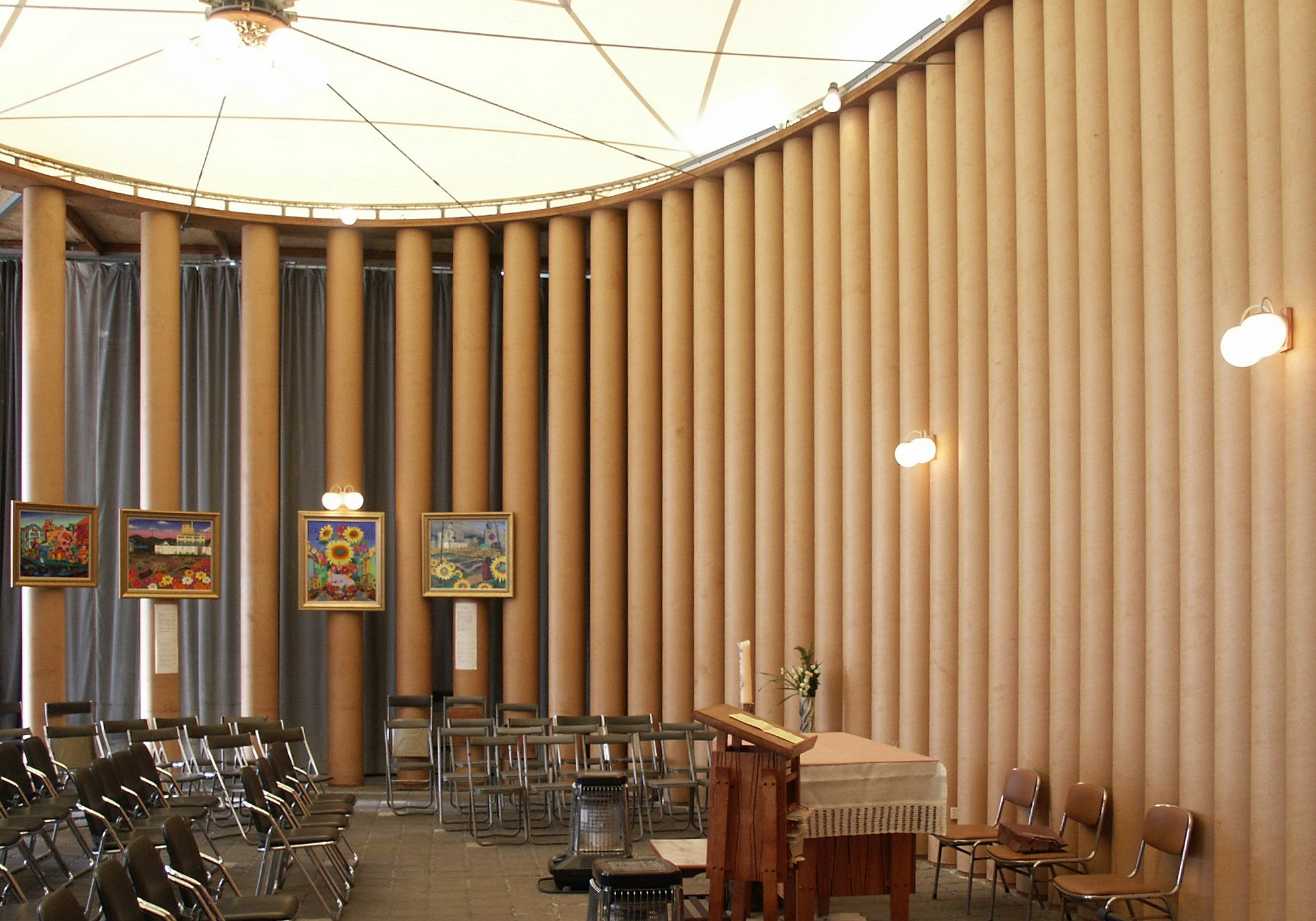
Takatori Papírtemplom, Kóbe, 1995
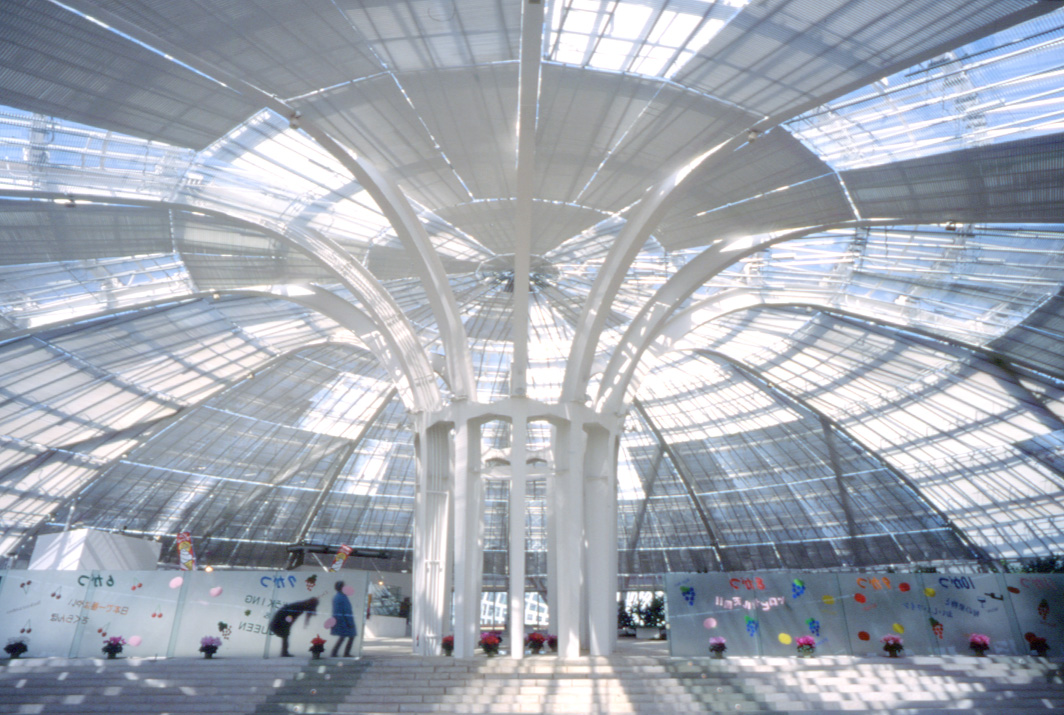
Jamanasi Gyümölcsmúzeum, 1996
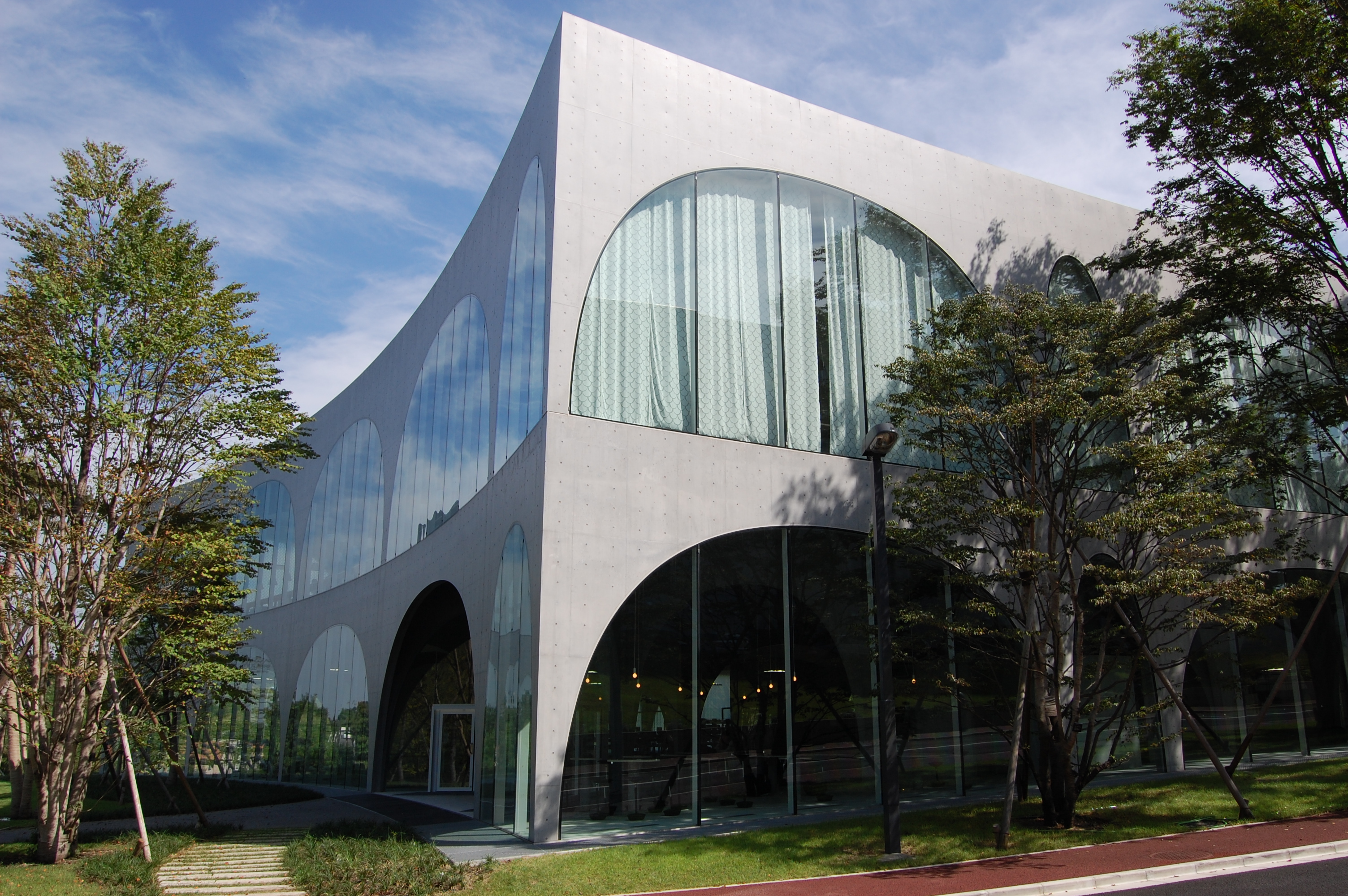
A Tama Művészeti Egyetem könyvtára, Tokió, 2007

## Bibliográfia
- Bognar, Botond. The Japan Guide. Princeton Architectural Press (1995). ISBN 1-878271-33-4
- Bussagli, Mario. History of World Architecture – Oriental Architecture/2. Faber and Faber (1989). ISBN 0-571-15378-X
- Bowring, R. and Kornicki, P. (1993), The Cambridge Encyclopedia of Japan, pp. 201–208, Cambridge University Press, ISBN 0-521-40352-9.
- Coaldrake, William H. (1996) Architecture and Authority in Japan (Nissan Institute/Routledge Japanese Studies Series), Routledge, ISBN 978-0-415-10601-6
- Daniell, Thomas (2008) After the Crash: Architecture in Post-Bubble Japan, Princeton Architectural Press, ISBN 978-1-56898-776-7
- Rebuilding Urban Japan After 1945. Hampshire, United Kingdom: Palgrave MacMillan (2003). ISBN 0-333-65962-7
- Fiévé, Nicolas (1996).L'architecture et la ville du Japon ancien. Espace architectural de la ville de Kyôto et des résidences shôgunales aux XIVe et XVe siècles, Bibliothèque de l'Institut des Hautes Études Japonaises, Collège de France, Paris, Maisonneuve & Larose, 358 pages + 102 illustrations. ISBN 2-7068-1131-5.
- Fiévé, Nicolas (dir.) (2008).Atlas historique de Kyôto. Analyse spatiale des systèmes de mémoire d’une ville, de son architecture et de ses paysages urbains. Foreword Kôichirô Matsuura, Preface Jacques Gernet, Paris, Éditions de l’UNESCO / Éditions de l’Amateur, 528 pages, 207 maps et 210 ill. ISBN 978-2-85917-486-6.
- Fiévé, Nicolas and Waley, Paul. (2003). Japanese Capitals in Historical Perspective: Place, Power and Memory in Kyoto, Edo and Tokyo. London: Routledge. 417 pages + 75 ill. 10-ISBN 0-7007-1409-X; 13-ISBN 978-0-7007-1409-4
- Frampton, Kenneth. Modern Architecture a Critical History. Thames and Hudson (1990)
- Gotō, Osamu. Nihon Kenchikushi. Kyoritsu Shuppan (2003)
- Gregory, Rob, August 2007, "Reading Matter", Architectural Review
- Gregory, Rob, August 2007, "Rock Solid", Architectural Review
- Itoh, Teiji. Kura – Design and Tradition of the Japanese Storehouse. Kodansha International (1973). ISBN 0-914842-53-6
- Nishi, Kazuo. What is Japanese architecture?, illustrated, Kodansha International [1983] (1996). ISBN 4-7700-1992-0. Hozzáférés ideje: 2009. november 11.
- Payne, James, March 2010, "Lausanne", Architecture Today
- Reynolds, Jonathan M.. Maekawa Kunio and the Emergence of Japanese Modernist Architecture. University of California Press (2001). ISBN 0-520-21495-1
- Sickman & Soper, Laurence & Alexander. The Art and Architecture of China. Penguin Books (1956)
- Slessor, Catherine, October 2001, "Comment", Architectural Review
- Slessor, Catherine, October 2001, "Common Ground", Architectural Review
- Stewart, David B. The Making of a Modern Japanese Architecture, From the Founders to Shinohara and Isozaki. Kodansha International (2002)
- New Architecture in Japan. London: Merrell (2010). ISBN 978-1-85894-450-0
- Takasaki, Masaharu. An Architecture of Cosmology. Princeton Architectural Press (1998)
- Tanigawa, Masami. Yamamura House – Yodoko Guest House. Banana Books (2008)
- Thompson, Jessica Cargill. 40 architects under 40. Taschen (2000). ISBN 3-8228-6212-6
- Anxious Modernisms. Cambridge, Massachusetts: The MIT Press (2000). ISBN 0-262-07208-4
- Webb, Michael, October 2001, "Layered Media", Architectural Review
- Webb, Michael, May 2006, "Container Art", Architectural Review
- Spring 2005, "Do_co,mo.mo Japan: the 100 selection", The Japan Architect, No. 57
- Fletcher, Banister; Cruickshank, Dan, Sir Banister Fletcher's a History of Architecture, Architectural Press, 20th edition, 1996 (first published 1896). ISBN 0-7506-2267-9. Cf. Part Four, Chapter 25
- Koji Yagi (text), Ryo Hata (photos): A Japanese Touch For Your Home. Kodansha International, Tokyo, New York, London 1999 (Pbck.), ISBN 4-7700-1662-X